# Bautzen

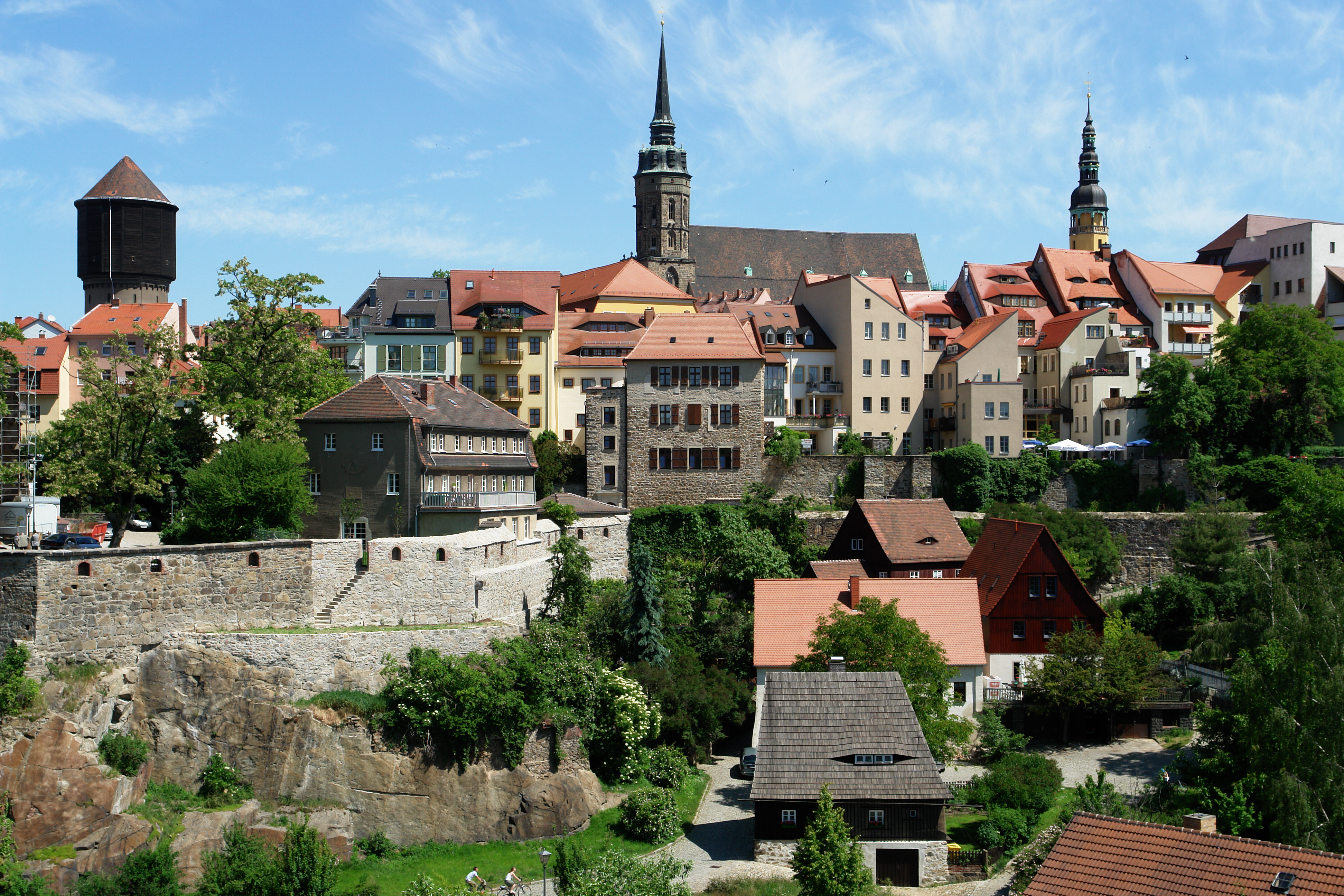
Stadtansicht

Bautzen, obersorbisch Budyšin (anhören)ⓘ, bis 3. Juni 1868 offiziell Budissin (siehe Ortsname), ist eine Große Kreisstadt in Ostsachsen. Die Stadt liegt an der Spree und ist Kreissitz des nach ihr benannten Landkreises Bautzen. Mit rund 38.000 Einwohnern ist Bautzen zugleich die größte Stadt des Kreises und die zweitgrößte der Oberlausitz sowie deren historische Hauptstadt.
Die Stadt im Süden des sorbischen Siedlungsgebietes gilt als das politische und kulturelle Zentrum der Sorben und ist Sitz zahlreicher sorbischer Institutionen.
Die Stadt gehört der Euroregion Neiße an.

## Geographie

Alte Wasserkunst, Michaeliskirche und Spree

### Lage
Die Stadt an der Spree liegt etwa 50 Kilometer östlich von Dresden am Übergang des Lausitzer Berglandes in das Tiefland im Norden im Naturraum des Oberlausitzer Gefildes. Nördlich der Stadt befindet sich die 1974 fertiggestellte Talsperre Bautzen. An ihrer Stelle waren früher die Dörfer Malsitz (Małsecy) und Nimschütz (Hněwsecy) im Spreetal gelegen. Etwa acht Kilometer südlich der Stadt tritt die Spree zwischen dem Drohmberg (Lubin) im Osten und dem Mönchswalder Berg (obersorbisch Mnišonc) im Westen aus dem Lausitzer Bergland hervor.

### Geologie und Boden
Den Grundgebirgssockel im Bereich der Stadt Bautzen bildet der Lausitzer Granodiorit. Teilweise steht dieser im Bereich von Kuppen und Hügeln oberflächennah an, im Taleinschnitt der Spree tritt er in Form von offenen Felsbildungen zutage. Während Elster- und Saaleeiszeit überlagerten Schmelzwassersande das Grundgebirge. Besonders im Bereich Salzenforst treten deshalb Kiese und Sande oberflächennah auf. Sowohl der Lausitzer Granodiorit als auch Kiese und Sande werden im Stadtgebiet Bautzen bergbaulich genutzt.
Die Böden im Stadtgebiet haben sich vorwiegend aus dem anstehenden Lößlehm entwickelt. Es dominieren vernässungsfreie Löß-Parabraunerden. Die Ackerzahlen liegen durchschnittlich zwischen 50 und 60.
Der mit 219 m ü. NHN höchste Punkt des historischen Stadtgebietes befindet sich auf dem Fleischmarkt zwischen Dom und Rathaus. Diese Erhebung wurde früher als Irrenberg bezeichnet. Die höchste Erhebung des gesamten heutigen Stadtgebietes ist mit 268 m ü. NHN der Chorberg bei der Ortschaft Salzenforst. Der mit 154,2 m ü. NHN tiefstgelegene Punkt des Stadtgebietes befindet sich an der Spree unterhalb der Bautzener Talsperre direkt an der Stadtgrenze zu Malschwitz.

### Ausdehnung des Stadtgebiets
Die alte Stadt Bautzen erstreckt sich auf dem Felsplateau über der Spree, dessen Spitze die Ortenburg bildet. Sie wird von der Stadtmauer begrenzt. Die später erbauten neueren Stadtteile im Osten der Stadt werden vom Stadtwall umschlossen. Nach dessen Abtragung breitete sich die Stadt zunächst weiter nach Osten und auf das andere Spreeufer im Westen aus. Westlich der Spree befindet sich jedoch nur ein kleiner Teil der geschlossenen städtischen Bebauung. In den 1970er Jahren wurden die Neubaugebiete Gesundbrunnen und Allendeviertel (beide im Osten) erbaut. Seit 1990 wurden mehrere benachbarte Dörfer eingemeindet (siehe Abschnitt Eingemeindungen).

### Nachbargemeinden
An die Stadt grenzen im Norden Radibor, Großdubrau und Malschwitz, im Osten Kubschütz, im Süden Großpostwitz, Obergurig und Doberschau-Gaußig und im Westen Göda an. Alle angrenzenden Gemeinden gehören zum Landkreis Bautzen.

### Stadtgliederung

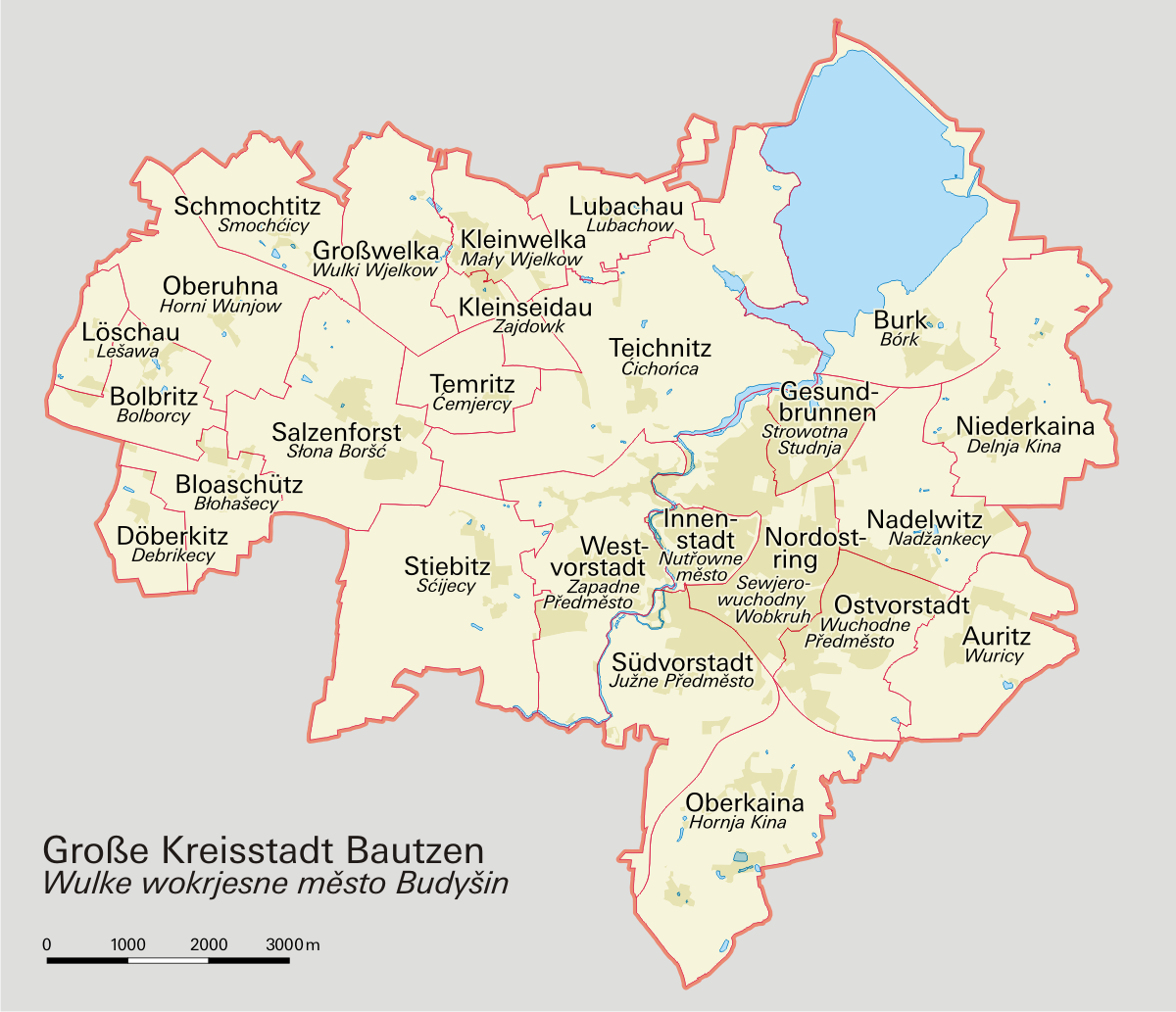
Die Stadtteile Bautzens.

Bautzen besteht seit 2020 aus 29 Ortsteilen, vorher 25. Die eigentliche Kernstadt mit knapp 35.000 Einwohnern besteht aus den Stadtteilen
- Innenstadt (Nutřkowne město) – Der historische Stadtkern Bautzens, abgegrenzt durch den (ehemaligen) Verlauf der äußeren Stadtmauer; schließt das Gebiet der historischen Innenstadt (Erweiterungsgebiet der Stadt aus dem 14. Jahrhundert, weitgehend abgegrenzt durch den Verlauf der noch in großen Teilabschnitten in geschleifter Form vorhandenen äußeren Stadtmauer) im Osten und Süden der eigentlichen Altstadt ein – 5.448 Einwohner
- Nordostring (Sewjerowuchodny wobkruh) – Schließt sich nördlich und östlich an die Altstadt an und besteht in großen Teilbereichen aus Bürgerhäusern des 19. und frühen 20. Jahrhunderts. Nach dem Stadtratsbeschluss Nr. 192/11/06 vom 29. November 2006 wurde der ehemalige Stadtteil Stadtmitte zusammen mit Gebieten nördlich der Altstadt zusammengefasst und ist der bevölkerungsreichste Stadtteil Bautzens – 10.538 Einwohner
- Gesundbrunnen (Strowotna studnja) – Neubaugebiet im Nordosten der Stadt aus den 1970er Jahren. Nach dem Stadtratsbeschluss Nr. 192/11/06 vom 29. November 2006 wurden Teile des bis dahin zum Stadtteil Gesundbrunnen zählenden Gebietes nördlich der Bautzener Altstadt ausgegliedert und mit dem Stadtteil Stadtmitte zum Stadtteil „Nordostring“ zusammengefügt. Der Stadtteil Gesundbrunnen ist danach nicht mehr der bevölkerungsreichste der Stadt – 6.268 Einwohner
- Südvorstadt (Južne předměsto) – Schließt sich südlich der Bahnstrecke Görlitz–Dresden an die Innenstadt an – 1.771 Einwohner
- Westvorstadt (Zapadne předměsto) – Stellt den Teil der eigentlichen Stadt westlich der Spree dar; oft auch als „Neustadt“ bezeichnet; nach der offiziellen Gliederung der Stadtverwaltung Bautzen gehört das historische Dorf Seidau unmittelbar nördlich von Innenstadt und Ortenburg an der Spree zur Westvorstadt – 3.243 Einwohner
- Ostvorstadt (Wuchodne předměsto) – Schließt sich südöstlich an die Stadtmitte an und besteht vorwiegend aus Bürgerhäusern des 19. und frühen 20. Jahrhunderts sowie einigen Siedlungen aus den 1930er Jahren, der Siedlung Strehla (Třělany) und dem Neubaugebiet „Allendeviertel“ – 5.854 Einwohner

Die folgenden Stadtteile sind ländlich geprägt und befinden sich am Stadtrand:
- Teichnitz – besteht aus den eingemeindeten Dörfern Teichnitz (Ćichońca) und Neuteichnitz (Nowa Ćichońca) im Norden des Stadtgebietes; 269 Einwohner.
- Nadelwitz – Ortsteil im Osten der Stadt, der aus dem Dorf Nadelwitz (Nadźanecy) und größeren Acker- und Waldflächen besteht; 290 Einwohner.
- Boblitz (Bobolcy) – Weiler bei Oberkaina; bis 2020 zu diesem gerechnet, 29 Einwohner.
- Burk (Bórk) – Dorf im nordöstlichen Stadtgebiet am Ufer der Talsperre Bautzen; 517 Einwohner.
- Oberkaina (Hornja Kina) – Ortsteil im Süden der Stadt; 796 Einwohner.
- Oehna (Wownjow) – Dorf am Stausee Bautzen; bis 2020 zu Teichnitz, 65 Einwohner.
- Neumalsitz (Nowe Małsecy) – Siedlung am Stausee Bautzen; bis 2020 zu Teichnitz, 23 Einwohner.
- Niederkaina – Ortsteil im Nordosten Bautzens; besteht aus den Dörfern Niederkaina (Delnja Kina) und Basankwitz (Bozankecy), beide am Albrechtsbach gelegen; 435 Einwohner.
- Stiebitz – Besteht aus den Dörfern Stiebitz (Sćijecy) und Rattwitz (Ratarjecy) im westlichen Stadtgebiet; 587 Einwohner.

Folgende Ortsteile waren bis 2007 zum Stadtteil Kleinwelka zusammengefasst:
- Kleinwelka (Mały Wjelkow) – Ehemals eigenständige Gemeinde im Norden des Stadtgebietes; 728 Einwohner.
- Großwelka (Wulki Wjelkow) – Unmittelbar westlich an Kleinwelka anschließend; 258 Einwohner.
- Lubachau (Lubochow) – Dorf westlich der Talsperre Bautzen; 86 Einwohner.
- Kleinseidau (Zajdow) – südlich von Kleinwelka, baulich mit diesem zusammenhängend; 176 Einwohner.

Diese Ortsteile im Nordwesten des Stadtgebietes gehörten bis 1994 zur Gemeinde Salzenforst-Bolbritz und waren bis 2007 zum gleichnamigen Stadtteil zusammengefasst:
- Bloaschütz (Błohašecy, 105 Ew.) – Standort des Industriegebietes Bautzen-Salzenforst
- Bolbritz (Bolborcy, 122 Ew.)
- Döberkitz (Debrikecy, 39 Ew.)
- Löschau (Lešawa, 23 Ew.)
- Niederuhna (Delni Wunjow) – bis 2020 zu Oberuhna, 25 Ew.
- Oberuhna (Horni Wunjow, 63 Ew.)
- Salzenforst (Słona Boršć, 275 Ew.)
- Schmochtitz (Smochćicy, 49 Ew.)
- Temritz (Ćemjercy, 69 Ew.)

Die Gemarkung Auritz (Wuricy) im Südosten der Stadt wurde 1999 von Kubschütz nach Bautzen umgegliedert und ist heute ein aus dem Dorf Auritz und einem Teil von Jenkwitz (Jenkecy) bestehender Stadtteil mit 417 Einwohnern.

### Klima
Das Klima im Bereich der Stadt Bautzen ist kühlgemäßigt mit milden Wintern und warmen Sommern bei einer Jahresdurchschnittstemperatur von 9,6 °C. Die Jahresniederschlagssumme beträgt 806 mm. Alle zwölf Monate sind humid. Die Klimaklassifikation nach Köppen und Geiger lautet Cfb. Das Stadtgebiet liegt im Bereich der sommerwärmsten Landschaften in Sachsen, die Winter haben häufige, aber eher kurze Schneeperioden.
Im Bautzener Spreetal herrschen vor allem im Winter häufig starke Winde aus südlicher Richtung vor. Dies liegt daran, dass Kaltluft vom Böhmischen Becken ins Spreetal abfließt und sich durch die dortige Talverengung beschleunigt. In bestimmten Gassen der Altstadt tritt dieser Effekt noch verstärkt auf. Ein Bautzener Sprichwort besagt: „Wenn der Wind nicht weiß wohin, dann weht er über Budissin.“ Andererseits war Bautzen deshalb vor allem im Mittelalter für seine gute Luft berühmt, da der Wind die klassischen Gassengerüche stark verringerte.
Am 7. August 2010 ereignete sich an der Spree und zahlreichen anderen Gewässern in Bautzen und Umgebung das höchste Hochwasser seit mehr als 100 Jahren. Die direkt flussabwärts der Stadt gelegene Talsperre Bautzen konnte den Abfluss verzögern, sodass am dahinter liegenden Pegel das Hochwasser den Stand vom Sommer 1981 nicht erreichte.
|                        | Jan  | Feb  | Mär  | Apr  | Mai  | Jun  | Jul  | Aug  | Sep  | Okt  | Nov | Dez  |   |      |
| Mittl. Temperatur (°C) | −0,2 | 0,6  | 4,1  | 9,4  | 14,0 | 17,4 | 19,2 | 19,0 | 14,8 | 10,0 | 5,2 | 1,5  | ⌀ | 9,6  |
| Mittl. Tagesmax. (°C)  | 2,1  | 3,7  | 8,0  | 13,9 | 18,2 | 21,4 | 23,2 | 23,2 | 18,6 | 13,3 | 7,6 | 3,5  | ⌀ | 13,1 |
| Mittl. Tagesmin. (°C)  | −2,6 | −2,3 | −0,4 | 4,6  | 9,3  | 12,7 | 14,9 | 14,6 | 11,1 | 7,0  | 3,0 | −0,4 | ⌀ | 6    |
|                        |      |      |      |      |      |      |      |      |      |      |     |      |   |      |
| Niederschlag (mm)      | 67   | 52   | 66   | 49   | 67   | 77   | 93   | 81   | 70   | 56   | 62  | 66   | Σ | 806  |
|                        |      |      |      |      |      |      |      |      |      |      |     |      |   |      |
| Sonnenstunden (h/d)    | 3,0  | 3,9  | 5,5  | 8,5  | 9,9  | 10,7 | 10,9 | 10,1 | 7,2  | 5,1  | 3,5 | 2,9  | ⌀ | 6,8  |
|                        |      |      |      |      |      |      |      |      |      |      |     |      |   |      |
| Regentage (d)          | 11   | 9    | 10   | 8    | 9    | 9    | 10   | 9    | 9    | 8    | 9   | 10   | Σ | 111  |
|                        |      |      |      |      |      |      |      |      |      |      |     |      |   |      |
| Luftfeuchtigkeit (%)   | 83   | 81   | 76   | 69   | 68   | 67   | 68   | 68   | 74   | 80   | 85  | 83   | ⌀ | 75,1 |

| −2,6 |

| −2,3 |

| −0,4 |

| 4,6 |

| 9,3 |

| 12,7 |

| 14,9 |

| 14,6 |

| 11,1 |

| 7,0 |

| 3,0 |

| −0,4 |

| −2,6 |

| −2,3 |

| −0,4 |

| 4,6 |

| 9,3 |

| 12,7 |

| 14,9 |

| 14,6 |

| 11,1 |

| 7,0 |

| 3,0 |

| −0,4 |

## Geschichte

### Ortsname

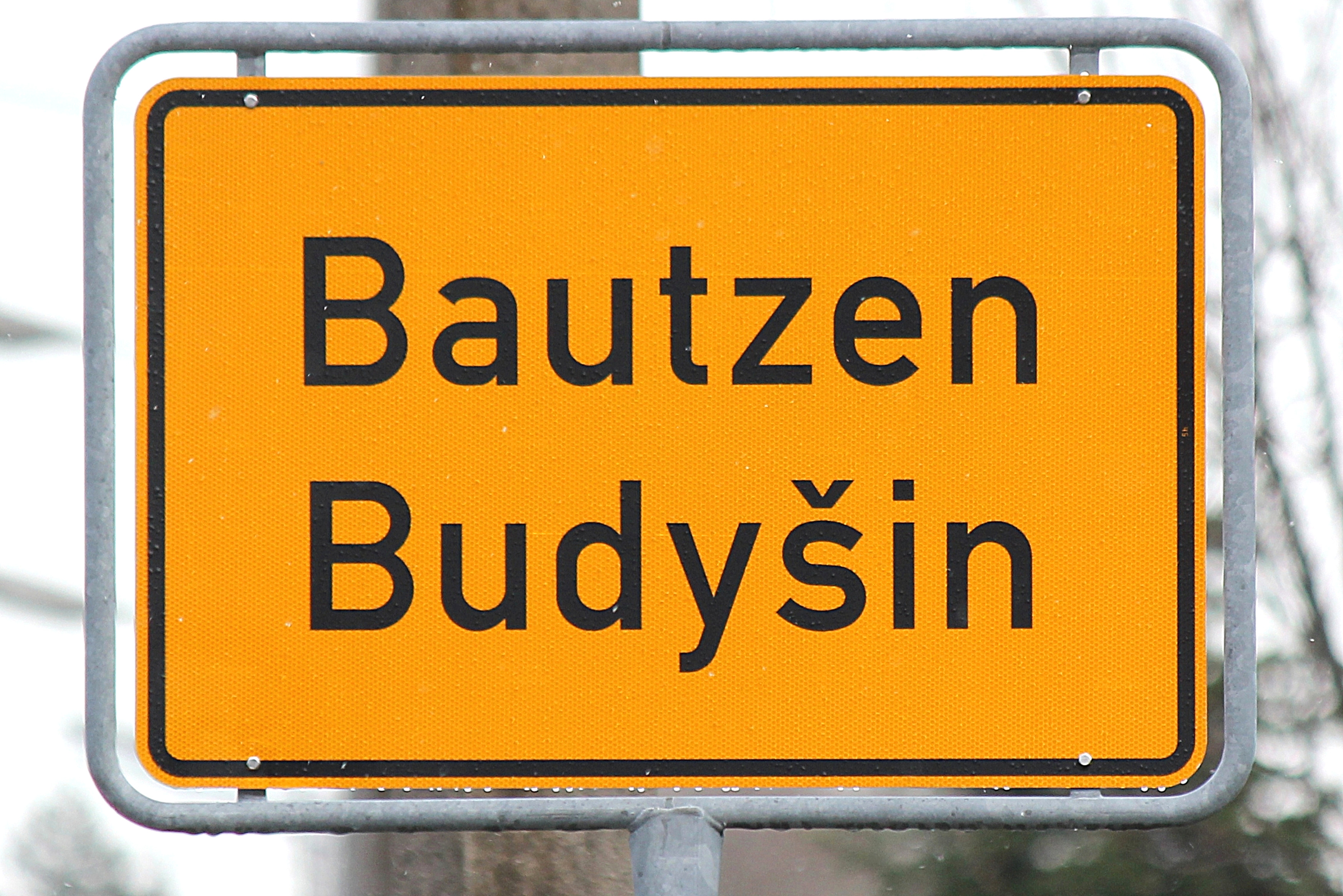
Zweisprachiges Ortsschild im Ortsteil Stiebitz mit deutschem und sorbischem Ortsnamen

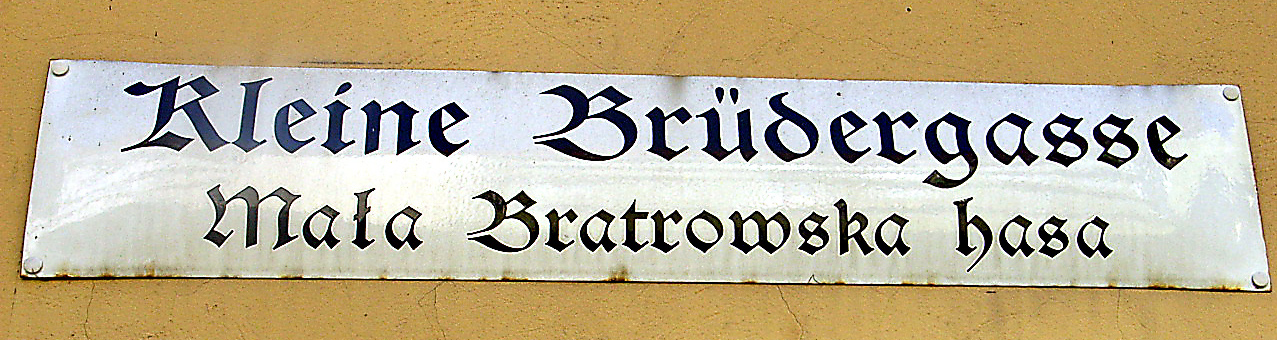
Deutsch-sorbisches Straßenschild in der Innenstadt

Erstmals wurde Bautzen im Jahr 1002 als civitas Budusin, Hauptort des sorbischen Stammes der Milzener, erwähnt. Es gibt mehrere Deutungen dieses Namens. Einige Wissenschaftler gehen von der Bezeichnung „Bud“, „Bod“ oder „Budetzsch“ für „Grenzort“ aus. Eine andere verbreitete Variante besagt, dass die Siedlung nach dem slawischen Fürsten Budissentius (bzw. Budestaus) benannt wurde, der sie im 9. Jahrhundert gegründet haben soll. Der Name könnte jedoch auch vom weiblichen Personennamen Budiša (für „die Weckerin“) oder von „Budy“ („Hüttensiedlung“) abgeleitet sein. Eine Bautzener Sage berichtet hingegen, dass an der Stelle, wo heute Bautzen liegt, eine reisende schwangere Herzogin haltgemacht habe und überraschend ihr Kind zur Welt brachte. Der herbeieilende Gatte soll dann gefragt haben: „Bude syn?“ („Wird es ein Sohn?“).
Bis hinein ins 15. Jahrhundert sind in schriftlichen Dokumenten fast ausschließlich folgende Varianten der aus dem Sorbischen stammenden Bezeichnung Budissin zu finden, meist bereits mit diphthongiertem au: Bawdysen, Baudyssen, Paudescheyn, Baudissyn, Budessen, Baudissin, Bauwdiczen, Buditcynn und Bawdycyn. Noch heute lebt dieser Name in den sorbischen (Budyšin; niedersorbisch Budyšyn), tschechischen (Budyšín) und polnischen (Budziszyn Ausspracheⓘ) Namen für Bautzen weiter.
Ab der Mitte des 15. Jahrhunderts wurden häufiger germanisierte Varianten verwendet, so namentlich Bucen (1450), Boytzen (1512), Pautzen (1519) und 1523 erstmals Bautzen. Bis ins 19. Jahrhundert hinein wurden die so entstandenen Namen Budissin und Bautzen in der Bevölkerung parallel verwendet, wobei ausschließlich Budissin auch amtlich genutzt wurde. Am 3. Juni 1868 wurde Bautzen durch eine Sächsische Ministerialverordnung zum amtlichen Namen der Stadt.

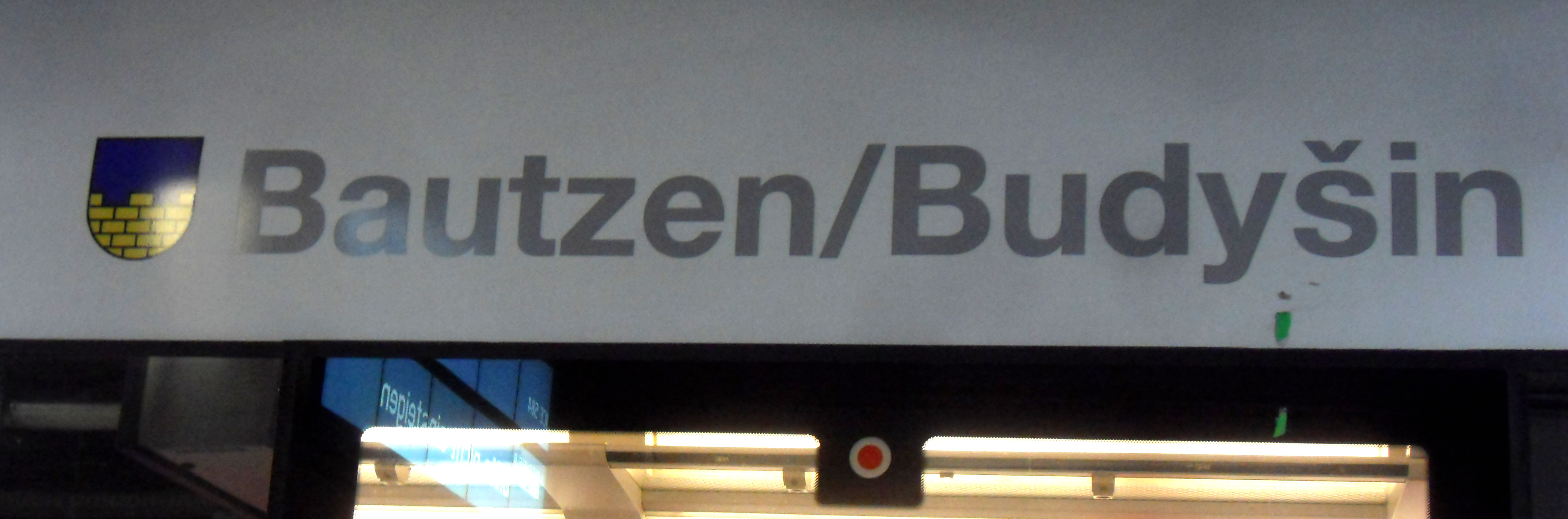
Namensbezeichnung „Bautzen/Budyšin“ des getauften ICE

In der in Bautzen selbst nicht gesprochenen Oberlausitzer Mundart lautet der Stadtname Bautzn, früher Budisse.
Der Name Bautzen wurde zu Ehren der Stadt auch dem Asteroiden (11580) Bautzen gegeben. Daneben wurde am 2. Juni 2004 im Bahnhof Dresden-Neustadt ein Intercity-Express auf den Namen Bautzen/Budyšin getauft.

### Vorgeschichte und frühes Mittelalter

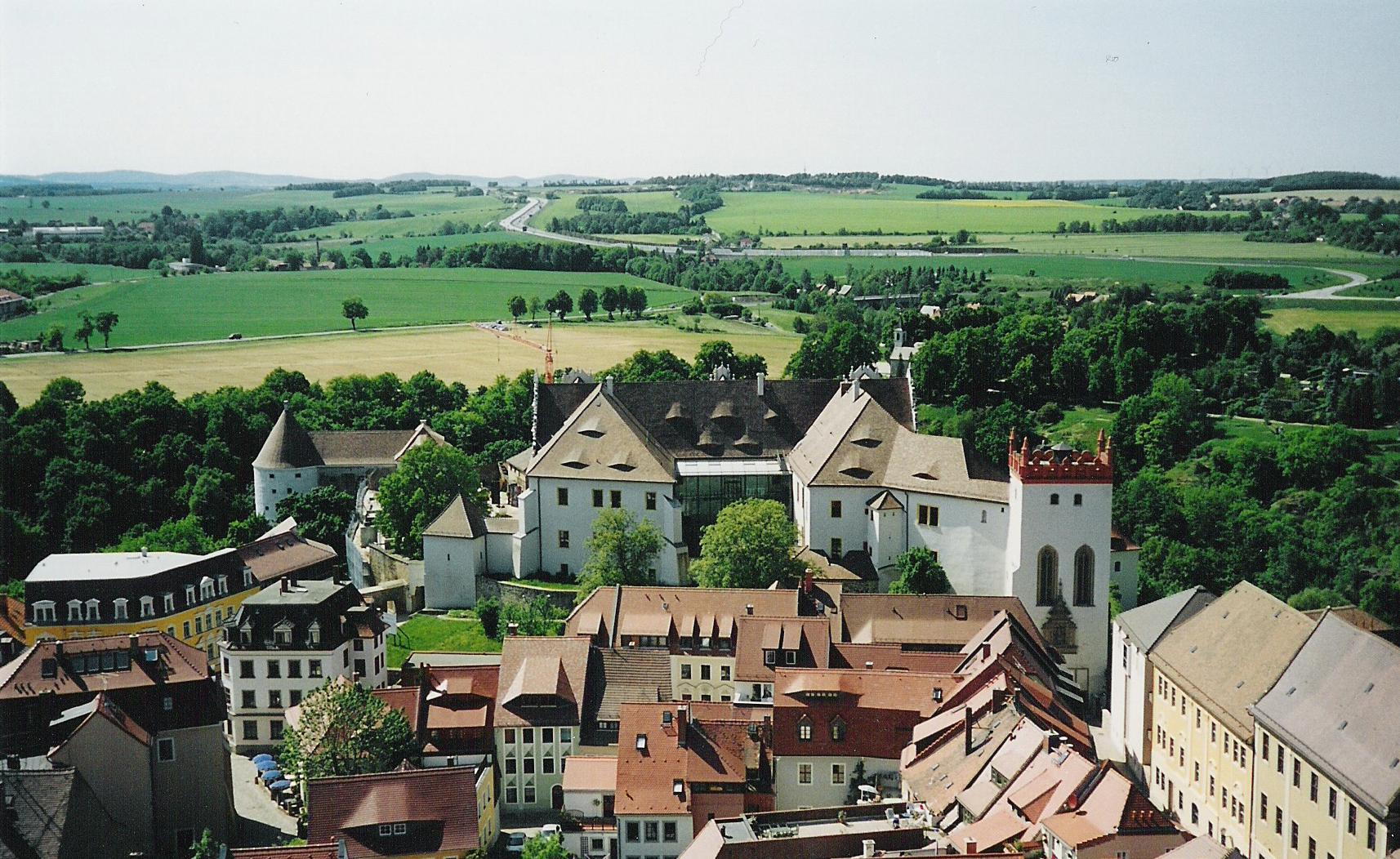
Überblick über die Anlage der Ortenburg

Die Gegend der heutigen Stadt wurde bereits in der Steinzeit besiedelt. So fand man prähistorische Überreste im Stadtteil Burk im Nordosten und bei Niedergurig. Im 3. Jahrhundert bestand hier eine ostgermanische Siedlung. Für das Jahr 1002 wurde die Ortenburg in Bautzen als budusin civitatem bei Thietmar von Merseburg als zentraler Ort der Oberlausitz und Stammesmittelpunkt der Milzener erstmals genannt. Nach wiederholten Kämpfen fiel sie in diesem Jahr an den polnischen Fürsten Bolesław Chrobry und blieb bis 1031 in polnischer Hand. 1018 wurde auf der Ortenburg der Friedensvertrag zwischen dem Heiligen Römischen Reich und Polen unterzeichnet (Frieden von Bautzen). In der Folgezeit entwickelte sich östlich der Burg die Stadt Bautzen, die wesentlich von der Lage am Spreeübergang der Via Regia, einer wichtigen Verkehrsverbindung zwischen dem Rhein und Schlesien, profitierte und außerdem noch an der Frankenstraße lag. 1031 kam Bautzen erneut zum Heiligen Römischen Reich. König Heinrich IV. gab das Land Bautzen im Jahr 1081 nach seinem Sieg über die Sachsen als Reichslehen an Herzog Vratislav II. von Böhmen, dieser übertrug es als Mitgift an Wiprecht von Groitzsch, der seine Tochter heiratete. Als Wiprechts Sohn Heinrich von Groitzsch 1135 kinderlos starb, fiel Bautzen an den böhmischen König zurück. Von 1143 bis 1156 unterstand die Gegend dem wettinischen Markgrafen Konrad I. von Meißen. Zwischen 1158 und 1243 beherrschten die böhmischen Könige das Land erneut als Nebenland der Krone. Land Budissin war bis zum 15. Jahrhundert die Bezeichnung der Oberlausitz. Spätestens 1213 erhielt Bautzen die Stadtrechte (einige Forscher sprechen von 1157, vermutlich schrittweise Verleihung verschiedener (Stadt-)Rechte), 1240 wurde das Franziskanerkloster gegründet. Nach der Hochzeit des brandenburgischen Markgrafen Otto III. mit der Tochter des böhmischen Königs Wenzel I. im Jahr 1243 kam die Oberlausitz als Pfandbesitz zu den Askaniern und wurde 1283 in ein direktes Reichslehen umgewandelt.
Im Jahr 1268 wurde unter den brandenburgischen Markgrafen eine von alters her bestehende Münzstätte Bautzen urkundlich genannt, die in demselben Jahr durch eine neu gegründete Görlitzer Münze ergänzt wurde, mit der sie jährlich abwechselnd prägen sollte.

### Bautzen unter böhmischer Herrschaft

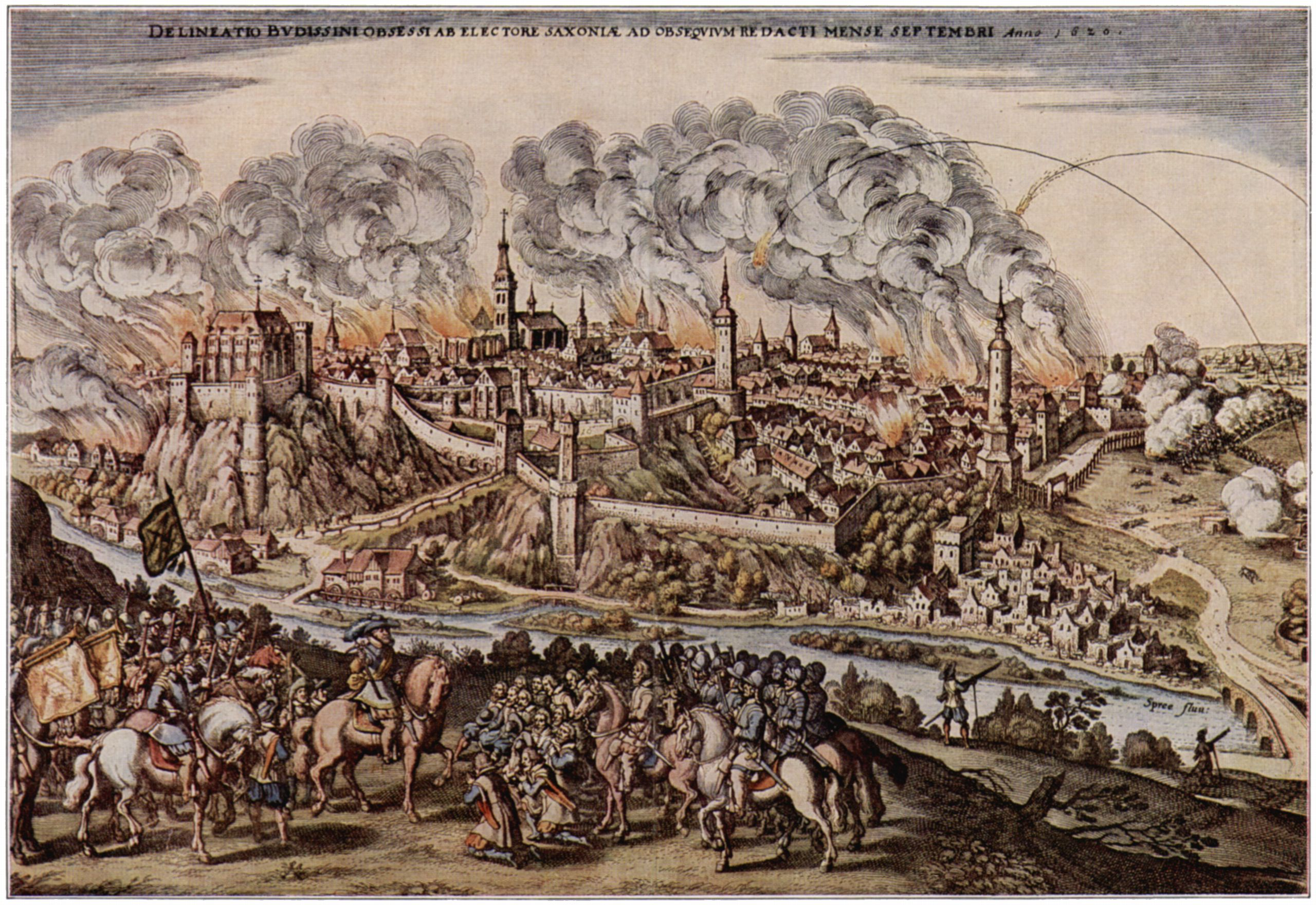
Die Belagerung von Bautzen durch Johann Georg I. von Sachsen im September 1620

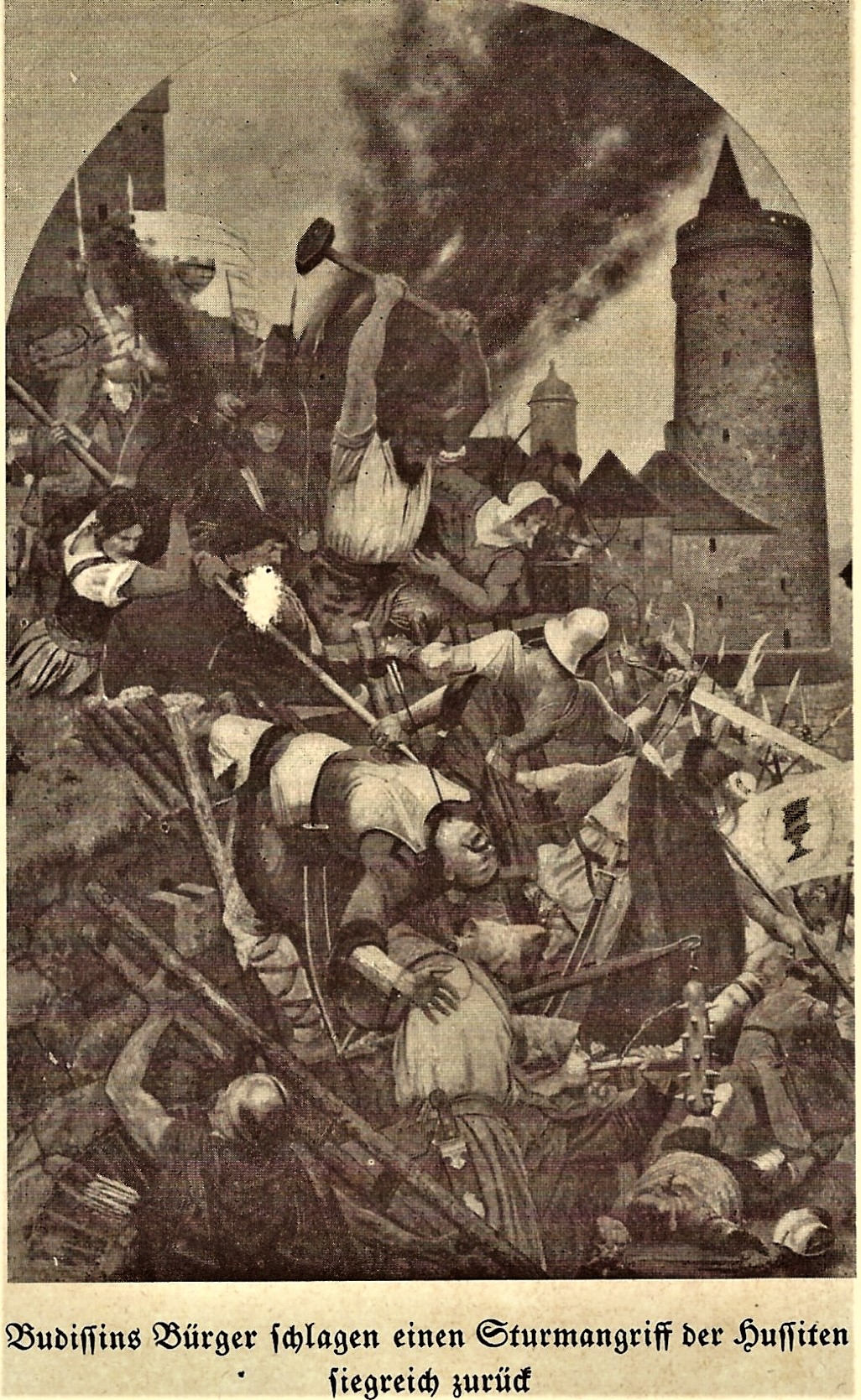
Abwehr der Hussiten vor Bautzen 1429, Historienbild von Georg Schwenk

Im Jahr 1320 starb die brandenburgische Linie der Askanier aus, damit fiel Bautzen zurück an Böhmen. 1326 wird mit Johannes de Boudissin erstmals das auf der Burg Dienst tuende Ministerialengeschlecht von Baudissin erwähnt. 1346 wurde unter Führung Bautzens der Oberlausitzer Sechsstädtebund gegründet, der in den folgenden Jahrhunderten eine bedeutende Rolle in der Geschichte der Gegend spielte. Im Jahr 1405 kam es zu einem Handwerkeraufstand gegen den Rat der Stadt Bautzen, der erst durch das Eingreifen des böhmischen Königs Wenzel IV. niedergeschlagen werden konnte. 1429 und 1431 wurde Bautzen erfolglos von den Hussiten belagert. Der Erzengel Michael rettete angeblich die Bürger, woraufhin ihm zu Ehren die Michaeliskirche errichtet wurde. Zwischen 1469 und 1490 gehörte Bautzen fixiert durch den Frieden von Olmütz 1479 zusammen mit den anderen böhmischen Nebenländern zu Ungarn. Daran erinnert noch heute ein Relief an der Ostseite des Matthiasturmes, welches den ungarischen König und von den katholischen Ständen gewählten böhmischen Gegenkönig Matthias Corvinus zeigt. Nach dessen Tod kam die Lausitz wieder zum Königreich Böhmen. Die Ortenburg war unter böhmischer Herrschaft bis 1635 Amtssitz des Oberlausitzer Landvogts. Aus dem frühen 16. Jahrhundert stammt mit dem Sorbischen Bürgereid („Burger Eydt Wendisch“) das älteste Schriftzeugnis in obersorbischer Sprache. Zwischen 1520 und 1525 setzte sich die Reformation durch. Das Kollegiatkapitel St. Petri blieb jedoch, wie auch der böhmische Landesherr, katholisch und war seit spätestens 1567 die katholische Bistums-Administratur für die beiden Lausitzen und das Bistum Meißen. 1547 war Bautzen vom Oberlausitzer Pönfall betroffen. In Bautzen wurden 1599–1604 Hexenverfolgungen durchgeführt: Drei Personen gerieten in Hexenprozesse, zwei Frauen wurden enthauptet. Im Dreißigjährigen Krieg wurde die Stadt mehrmals durch die Truppen Wallensteins, Sachsens und Schwedens belagert. Am 2. Mai 1634 ließ der kaiserliche Oberst von der Goltz, der Bautzen im November eingenommen hatte, die Reste der Vorstädte niederbrennen. Der Brand griff auch auf die Stadt über, 700 Bewohner kamen dabei ums Leben. 1635 kam Bautzen mit dem Markgraftum Oberlausitz zu Sachsen. Im Jahr 1638 entstand das erste Krankenhaus als sogenanntes Neuhaus an der heutigen Behringstraße.

### Bautzen unter sächsischer Herrschaft

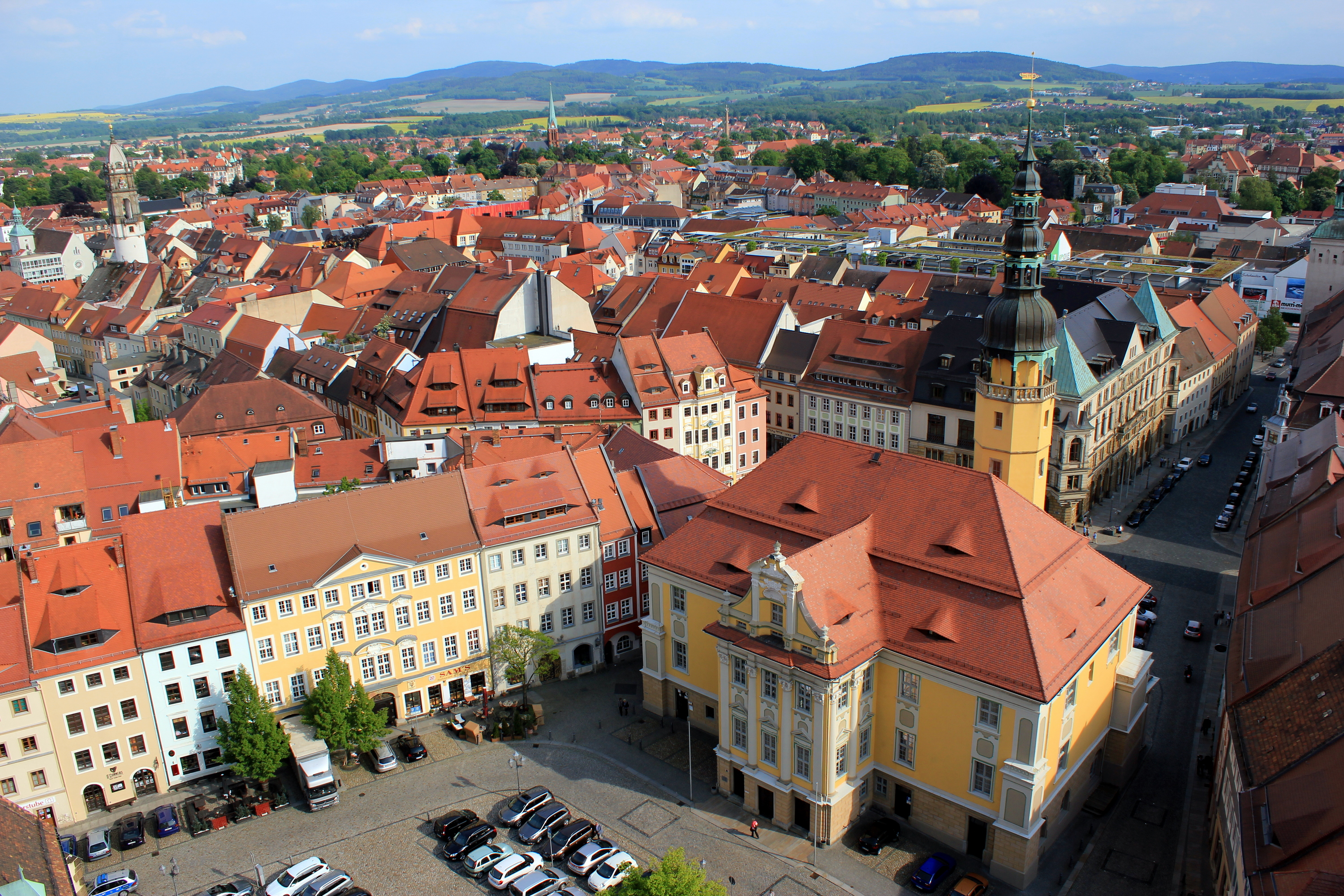
Blick vom Domturm über die Altstadt zur Czorneboh-Kette

Im Jahr 1678 wurde aufgrund der großen Bedeutung des Markgrafentums Oberlausitz ein kurfürstliches Postamt in der Stadt eingerichtet. Der Rang Bautzens als Hauptstadt des Markgrafentums innerhalb Sachsens wurde unter anderem durch den Standort dieses kurfürstlichen Oberpostamtes deutlich, ein Privileg, über das außer Bautzen nur Leipzig verfügte. Am 22. April 1709 kam es zum zweiten großen Stadtbrand in der Geschichte Bautzens, der große Teile der Stadt zerstörte und das Stadtbild nachhaltig veränderte. Erst 1780 wurde die „Freiwillige Bürger Feuer Compagnie“ gegründet, die dennoch heute eine der ältesten Sachsens ist. Während der Befreiungskriege endete 1813 die Schlacht bei Bautzen (die auf dem Gemeindegebiet des heutigen Bautzens und östlich angrenzender Dörfer stattfand; am Arc de Triomphe als Bataille de Wurschen bezeichnet) zwischen der antinapoleonischen Koalition und den Franzosen mit dem Sieg der napoleonischen Truppen. Im Dezember 1832 wurde die Sparkasse gegründet. 1868 wurde die Stadt offiziell von „Budissin“ in Bautzen umbenannt. Der Bau der Sächsischen Landesstrafanstalt (Bautzen I) wurde 1904 fertig gestellt und bestimmungsgemäß betrieben. Im Volksmund heißt die Anstalt wegen der verwendeten gelben Klinker „Gelbes Elend“. Um die gleiche Zeit entstand das zum Amts- und Landgericht gehörende Untersuchungsgefängnis Bautzen II. Um 1900 legte sich die um die gleiche Zeit entstandene Israelitische Religionsgemeinde vor der Stadt einen jüdischen Friedhof an der Muskauer Straße an. Ihre Gottesdienste fanden in angemieteten Räumen statt. 1915 schied die Stadt Sachsen aus der Amtshauptmannschaft Bautzen aus und wurde bezirksfrei, bis sie 1946 wieder in den Landkreis Bautzen eingegliedert wurde.

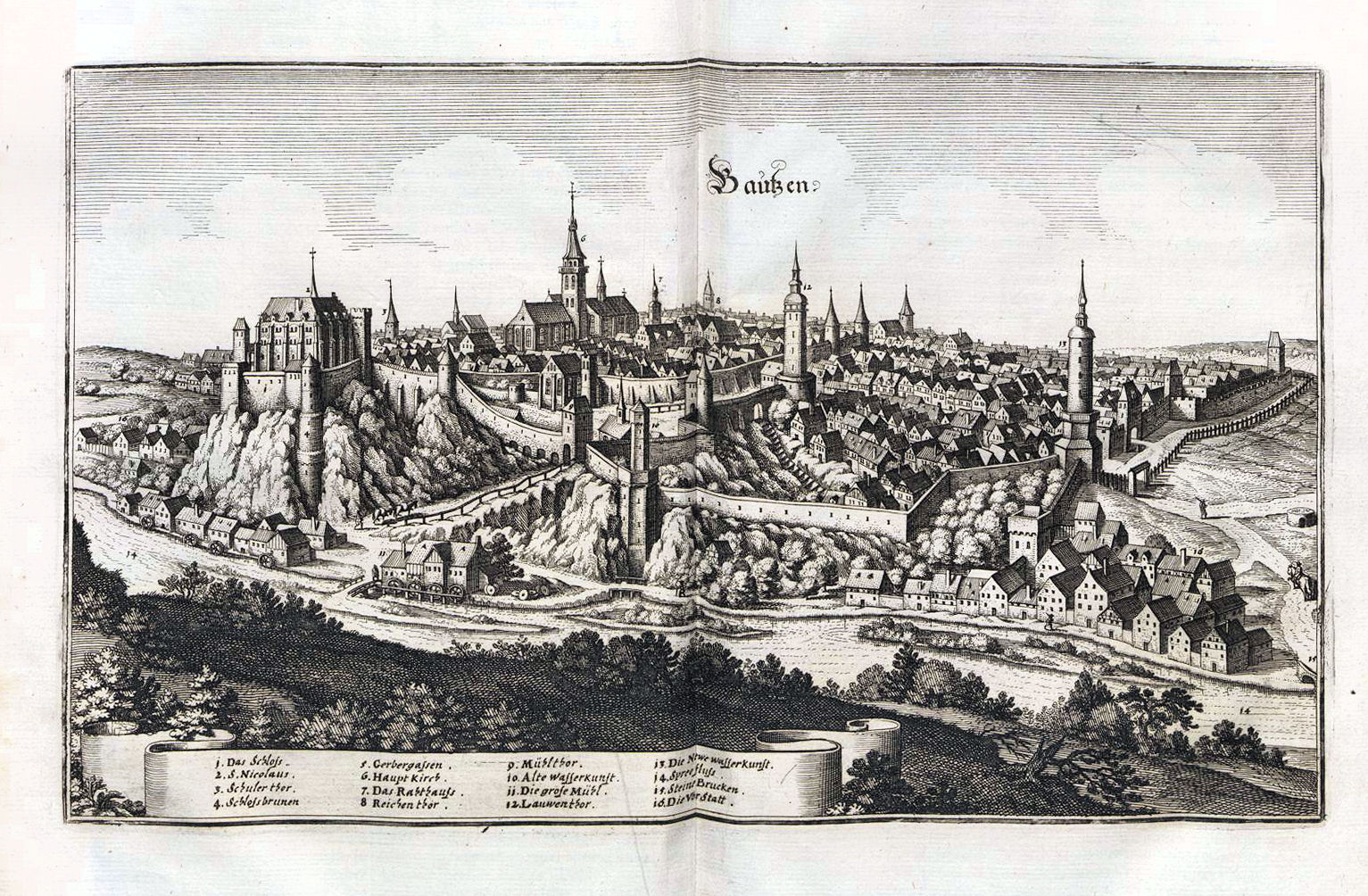
Bautzen um 1650 aus der Topographia Germaniae
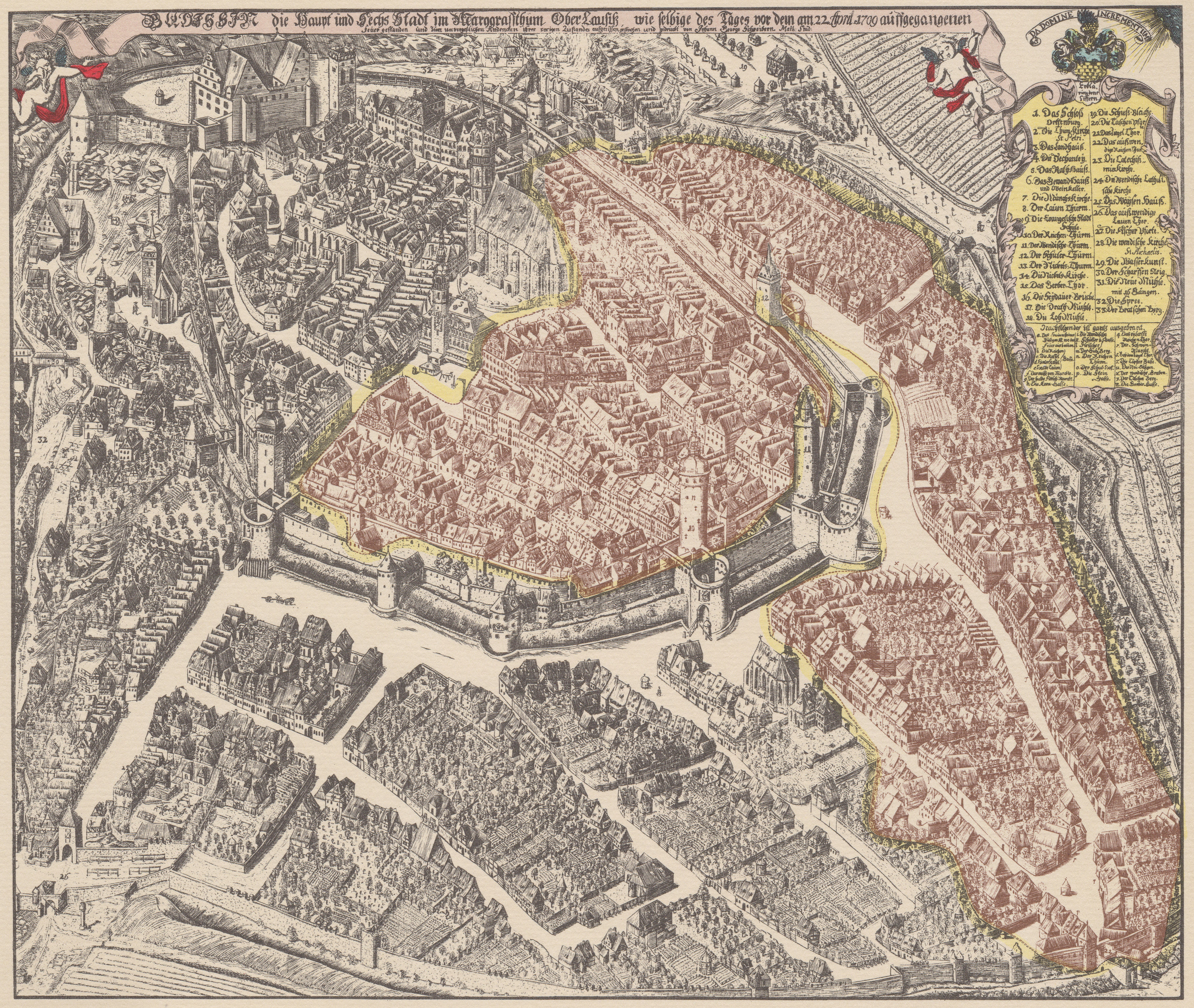
Plan der Stadt 1709
Plan der Stadt um 1750
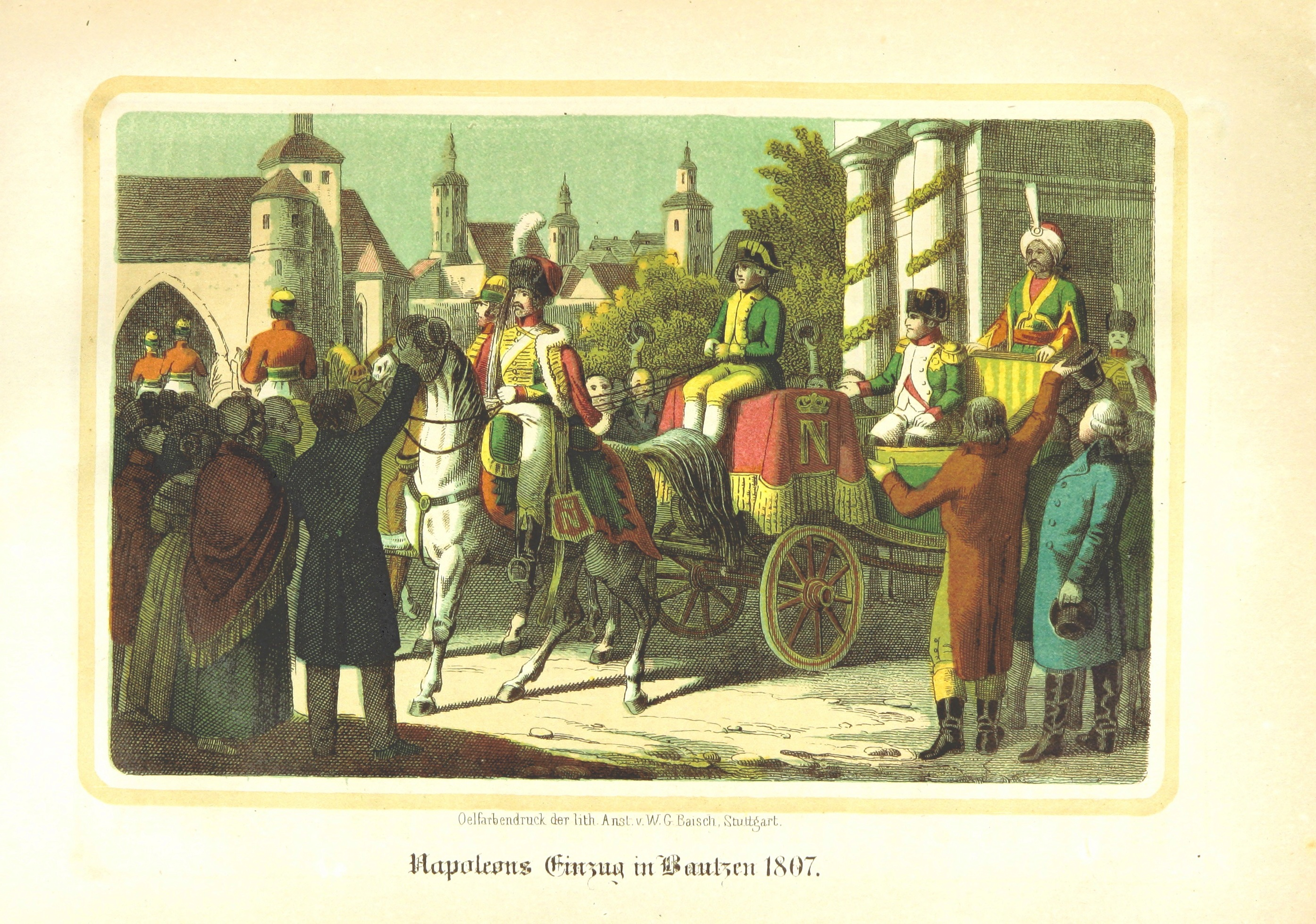
Napoleons Einzug in Bautzen 1807
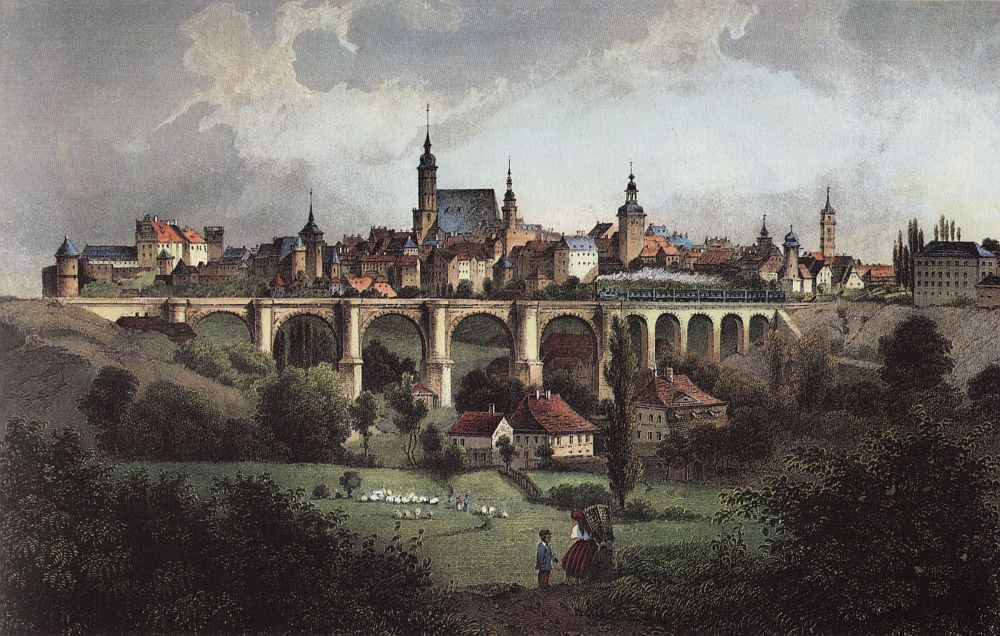
Bautzen um 1850

### 1918 bis 1945

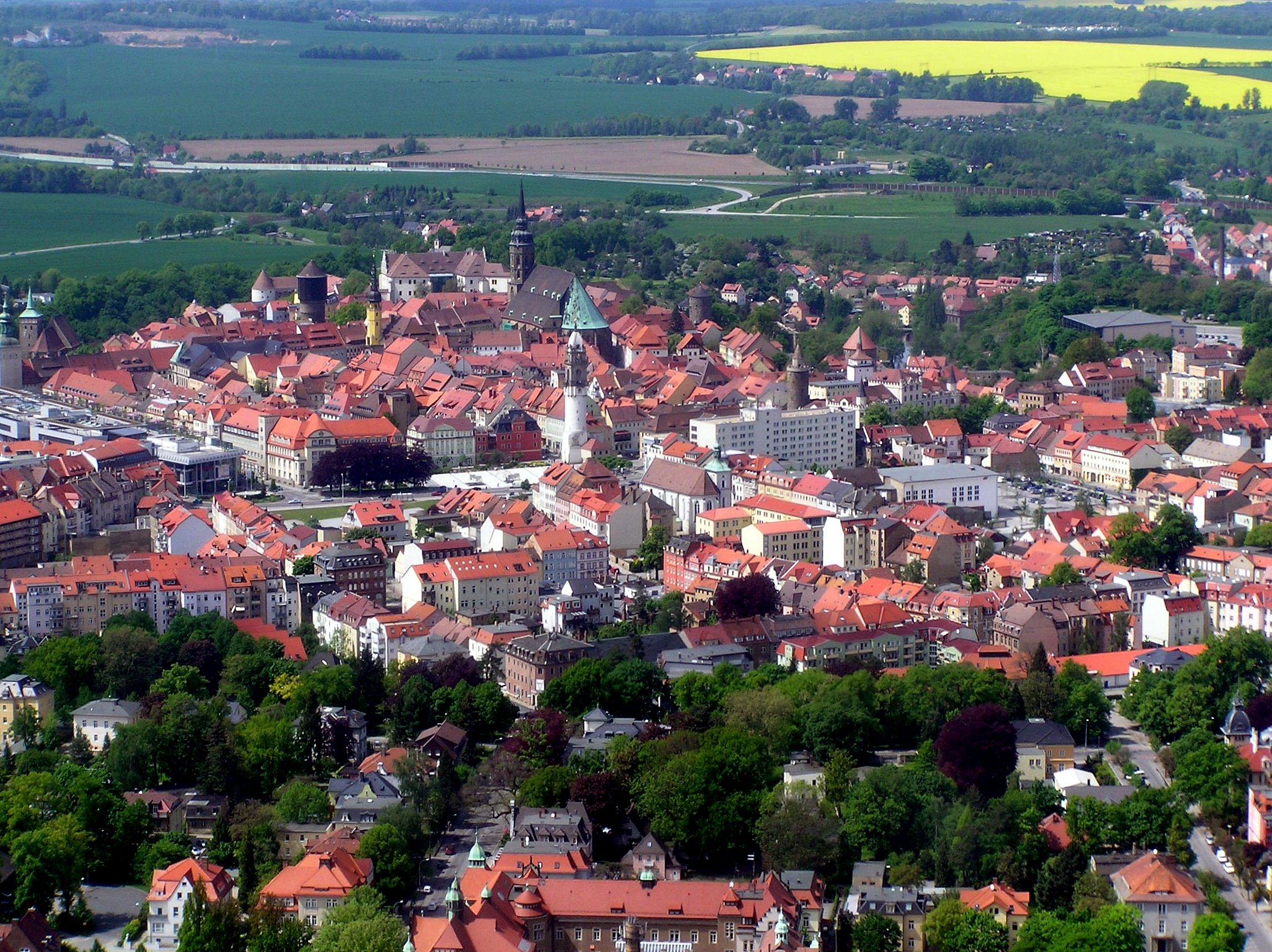
Bautzener Altstadt

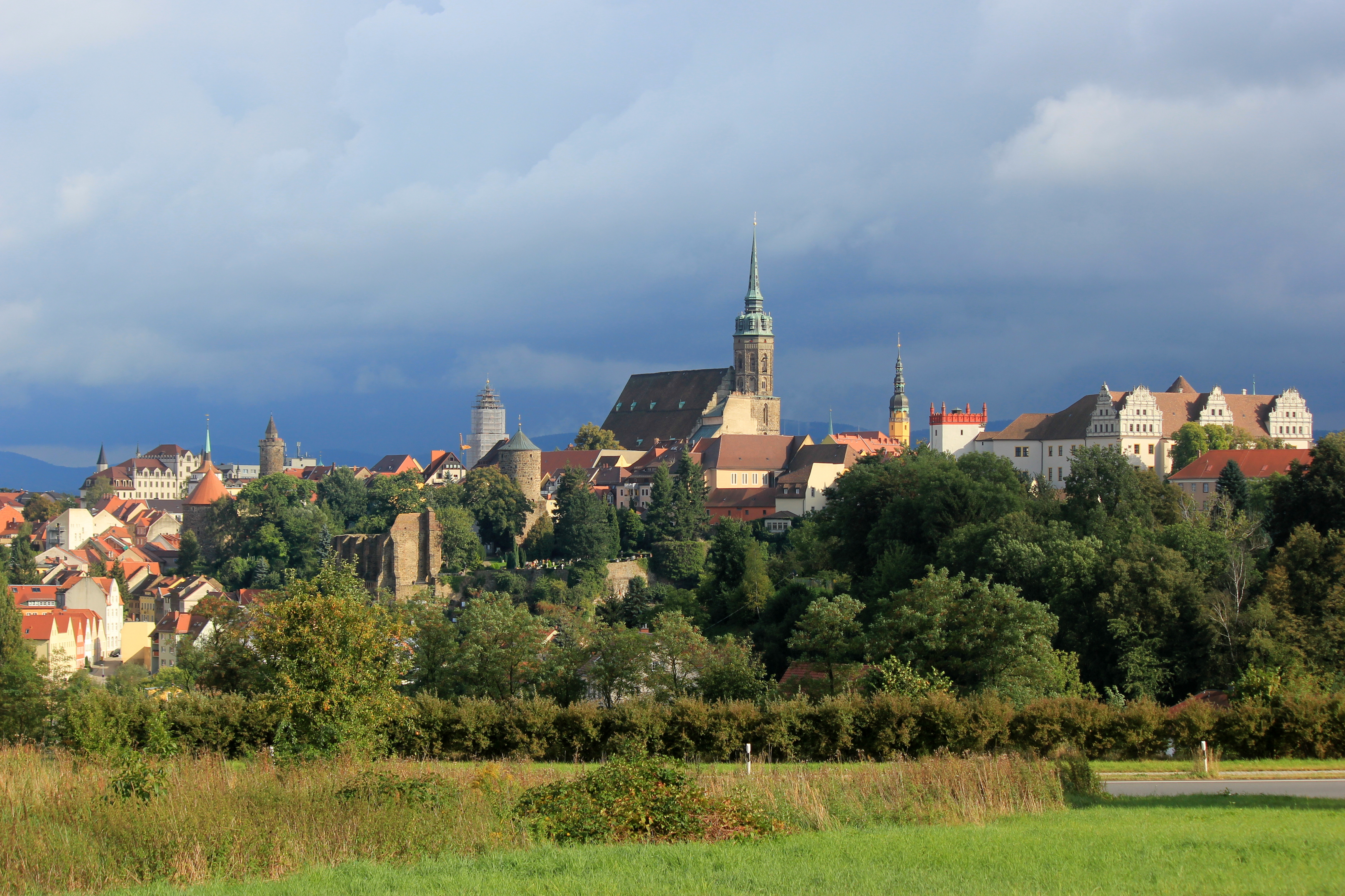
Altstadtansicht aus Nordwest

1921 wurde Bautzen Bischofssitz des Bistums Meißen.
In der Pfingstwoche 1933 wurde in Bautzen eine 1000-Jahr-Feier der Zugehörigkeit der Oberlausitz zum deutschen Reichsgebiet begangen. Diese Feier berief sich auf den Ritt Heinrich I. in die Niederlausitz um 932. Es soll eine lockere Bindung mit der Oberlausitz eingegangen worden sein.
Während der Zeit des Nationalsozialismus waren in der Stadt viele politische Gegner, Sozialisten und Kommunisten, aber auch Zeugen Jehovas inhaftiert. Im März 1933 diente das Kupfer- und Aluminium-, Walz-, Draht- und Hammerwerk C.G.Tietzens Eidamm (Kupferhammer) in der Talstraße als Schutzhaftlager für 500 deutsche und sorbische Hitlergegner. Gleichen Zwecken dienten das Gewerkschaftshaus in der heutigen Dr.-Maria-Grollmuß-Straße 1 und das Haus Äußere Lauenstraße 33. Ernst Thälmann war 1943/44 bis zu seinem Abtransport ins KZ Buchenwald in Bautzen I inhaftiert. Auch in der Haftanstalt Bautzen II wurden zahlreiche politische Gefangene interniert, wie der bekannte tschechische Journalist Julius Fučík. Im Süden der Stadt – direkt an der Spree – gab es zudem ein Außenlager des KZ Groß-Rosen, in dem 1000 bis 1500 Häftlinge, überwiegend Juden, in der Rüstungsproduktion der Waggonbau- und Maschinenfabrik vorm. Busch (Wumag) des Flick-Konzerns Zwangsarbeit verrichteten. In der Zwischenkriegszeit war Bautzen zudem Sitz der zur staatlichen Überwachung des sorbischen Volkes eingerichteten sogenannten Wendenabteilung, die zu diesem Zweck sowohl in der Weimarer Republik als auch unter den Nationalsozialisten genutzt wurde.
Im Zweiten Weltkrieg blieb Bautzen von Luftangriffen weitgehend verschont, erlitt aber besonders zwischen dem 19. und 26. April 1945 durch Kämpfe große Schäden. Die Kuppeln des Lauenturms und der Michaeliskirche wurden zerstört, fast alle Brücken gesprengt, das Eisenbahnviadukt allerdings erst nach dem 4. Mai. Es waren viele Todesopfer zu beklagen. Am 26. April 1945 fand in der Schlacht um Bautzen der letzte größere deutsche Panzerangriff des Zweiten Weltkrieges statt; die Stadt wurde zurückerobert und blieb bis zur Kapitulation in deutscher Hand.

### Geschichte seit 1945

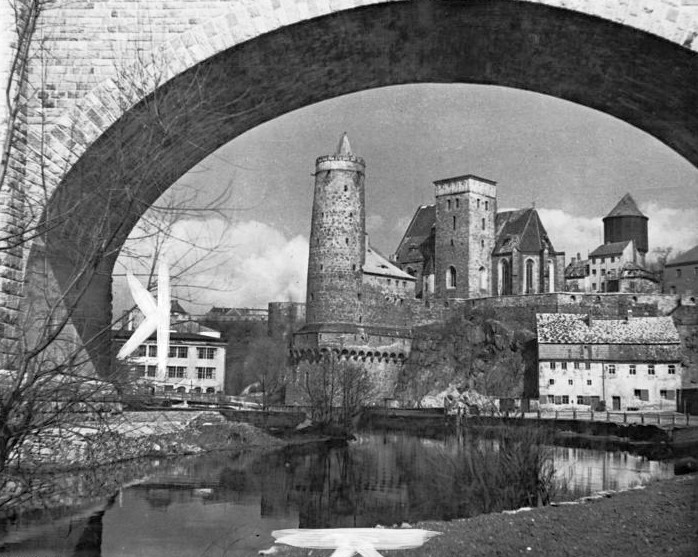
Michaeliskirche, 1952

#### Gefängnis
Mit dem Ende des Zweiten Weltkrieges wurde die Landesstrafanstalt Bautzen im Mai 1945 eines der Speziallager des Volkskommissariats für innere Angelegenheiten (NKWD) der sowjetischen Besatzungsmacht, genauer: das Speziallager Nr. 4 (ab Ende 1948: Nr. 3). In den Gebäuden waren vom sowjetischen Militärgericht Verurteilte untergebracht, während die sogenannten „Internierten“, Häftlinge ohne Verurteilung, in Holzbaracken im Außenbereich untergebracht waren. Bei einer Gesamtbelegung von 27.300 Gefangenen und einer durchschnittlichen Belegung von ca. 6.500 Inhaftierten sind dort laut Registrierung in den Lagerkarteien der sowjetischen Lagerverwaltung zwischen 1945 und 1950 mindestens 3.000 Menschen ums Leben gekommen. Ihre Namen sind in dem von der Gedenkstätte Bautzen herausgegebenen Totenbuch Bautzen aufgelistet. Es gibt Schätzungen, die weit höher liegen. Auch laut Recherchen des Bautzen-Komitees ist jeder dritte Gefangene im Lager verstorben. Die Häftlinge starben aufgrund der Haftbedingungen an den Folgen von Hunger und Krankheiten. Augenzeugenberichten zufolge sollen die Toten am „Karnickelberg“ vergraben worden sein. Bei Suchgrabungen nach der politischen Wende wurden 1992 nur die Skelettteile von 247 Toten in der näheren Umgebung des Lagers aufgefunden. In sowjetische Zwangsarbeitslager sind mindestens 4.000 Bautzener Häftlinge deportiert worden.

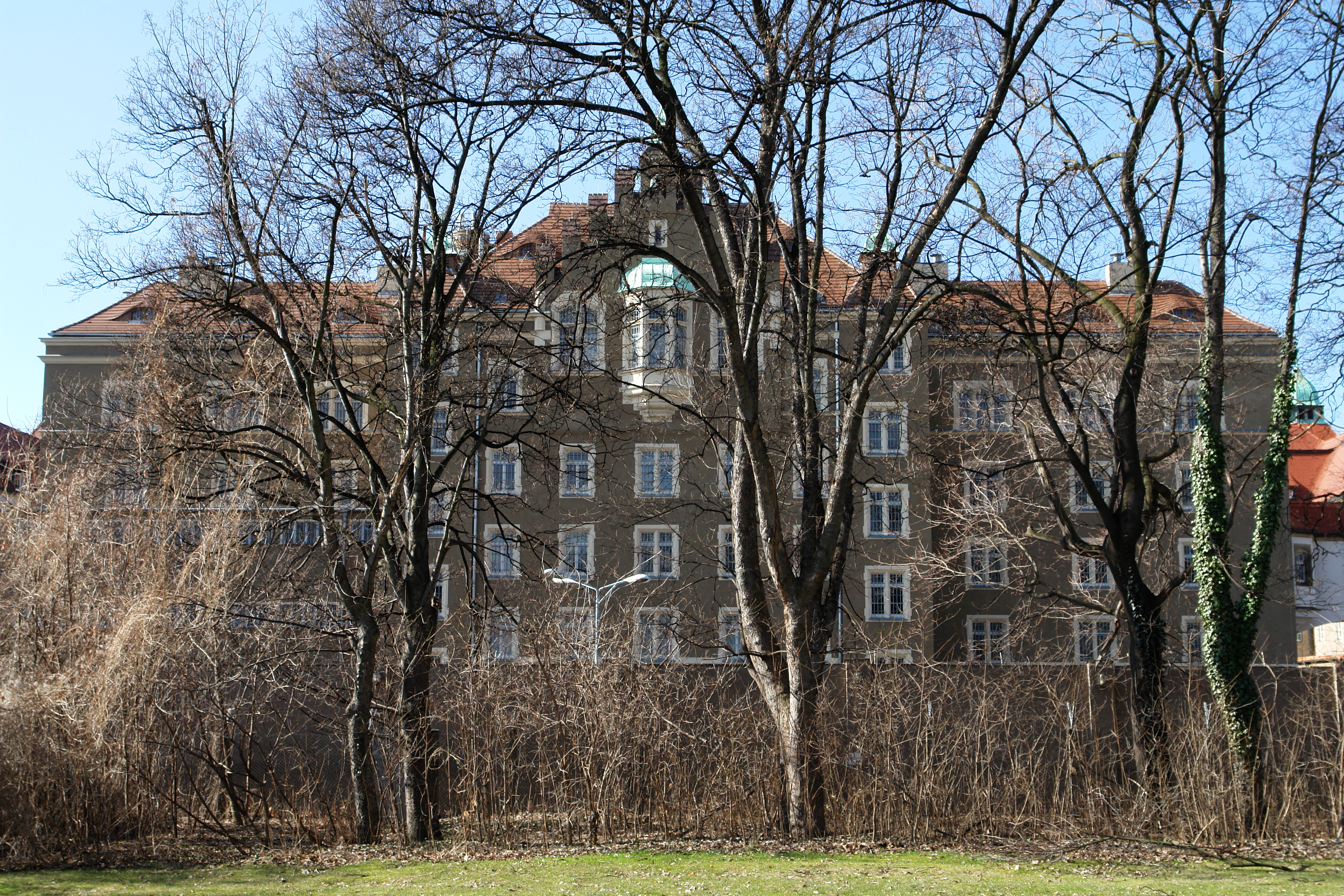
Gedenkstätte Bautzen

Während dieser Zeit waren in den Bautzener Gefängnissen zahlreiche Regimegegner, zum Beispiel die Schriftsteller Walter Kempowski und Erich Loest, inhaftiert. Im Jahr 1992 wurde Bautzen II geschlossen. Heute befindet sich hier die Gedenkstätte Bautzen.
Ab 1950 wurden die Gefängnisse Bautzen I und Bautzen II von der neugegründeten DDR weitergeführt und teilweise mit politischen Gefangenen belegt. Haftanstalt Bautzen II war von 1956 bis 1989 unter der Kontrolle des Ministeriums für Staatssicherheit.

#### Weiteres
Nach dem Krieg entwickelte sich Bautzen in der DDR zu einer Wissenschafts- und Industriestadt. Hier waren unter anderem die Großbetriebe „VEB Waggonbau Bautzen“ (heute Alstom), das Schneidmaschinenwerk „Perfecta“, ein Fernmeldewerk, ein Baustoffkombinat, eine Fachhochschule für Maschinenbau, das Sorbische Institut für Lehrerbildung und das Institut für sorbische Volksforschung als Außenstelle der Akademie der Wissenschaften der DDR angesiedelt.
Das von 1953 bis 1963 bestehende Kulturhaus „Internationale Solidarität“ war eine Einrichtung zur kulturellen und allgemeinen Betreuung westlicher Deserteure.
Bis 1990 war Bautzen Standort für die Offiziershochschule Otto Lilienthal.
Der katholische Bischofssitz wurde 1979 nach Dresden verlegt. Am 1. September 2002 feierte Bautzen mit einem Festumzug seine Ersterwähnung vor tausend Jahren.
Während der Flüchtlingskrise erregte Bautzen 2016 bundesweite Aufmerksamkeit durch rechte Gewalt gegen Flüchtlinge. Der sächsische Verfassungsschutz äußerte Ende 2015, der Landkreis Bautzen sei in Sachsen ein Schwerpunkt rechtsextremer Betätigung. Am 21. Februar 2016 wurde das ehemalige Hotel „Husarenhof“, das als Asylbewerberunterkunft vorgesehen war, von Unbekannten in Brand gesteckt. Von Schaulustigen wurde teils „unverhohlene Freude“ geäußert. In der Nacht zum 15. September stießen etwa 80 gewaltbereite Männer und Frauen aus dem rechten Spektrum und eine Gruppe von etwa 15 bis 20 jugendlichen Asylbewerbern zusammen. Am 13. Dezember 2016 wurden fünf Molotowcocktails auf das Gelände einer Asylbewerberunterkunft geworfen.
Während der Covid-19-Pandemie wurde die Stadt im Winter 2020 als „Hochburg der Verschwörungsmythen“ bezeichnet.

### Eingemeindungen
Folgende Dörfer wurden im Laufe der Zeit eingemeindet:
- Im Norden: Seidau (sorb. Židow) 1922; Teichnitz (Ćichońca) am 1. Juli 1950
- Im Osten: Burk (Bórk) 1973, Niederkaina (Delnja Kina) mit Basankwitz (Bozankecy) 1994, Nadelwitz (Nadźanecy) 1994, Auritz (Wuricy) mit Jenkwitz-West (Jenkecy) 1999, Strehla (Třělany) 1913.
- Im Süden: Oberkaina (Hornja Kina) mit Boblitz (Bobolcy) 1974.
- Im Westen: Stiebitz (Sćijecy) mit Rattwitz (Ratarjecy) 1994, Bloaschütz (Błohašecy), Oberuhna (Horni Wunjow), Niederuhna (Delni Wunjow), Bolbritz (Bolborcy) und Salzenforst (Słona Boršć) 1999, Schmole (Smolicy) 1922.
- Im Nordwesten: Kleinwelka (Mały Wjelkow) und Kleinseidau (Zajdow) 1999, Neumalsitz (Nowe Małsecy), Oehna (Wownjow) 1973.

### Einwohnerentwicklung

Einwohnerentwicklung von Bautzen von 1871 bis 2017

Bautzen zählte im Frühmittelalter zu den größten Städten in Mitteldeutschland. Etwa seit dem 15. Jahrhundert stagnierte die Entwicklung. Die relativ spät einsetzende Industrialisierung brachte neue Impulse. Auch in DDR-Zeiten konnte Bautzen Bevölkerungsgewinne verzeichnen. Seit der politischen Wende 1990 nahm die Einwohnerzahl aufgrund von Abwanderung und niedriger Geburtenrate von 52.000 (1989) auf etwa 38.000 ab. Seit etwa 2000 hat sich der Abwärtstrend jedoch merklich verlangsamt. Heute ist Bautzen die nach Einwohnerzahl zehntgrößte Stadt Sachsens.
Am 31. Dezember 2011 waren 98,3 % der Bautzener deutsche Staatsangehörige; 6,1 % hatten einen Migrationshintergrund.

### Berühmte historische Kriminalfälle
Der berühmteste historische Kriminalfall Bautzens war der des Oberlausitzer Räuberhauptmannes Johannes Karasek (1765–1809), der von 1800 bis 1803 im Burgwasserturm der Ortenburg inhaftiert war.
Sein Schicksal bot Stoff bzw. Inspiration für zahlreiche Werke und Darstellungen. Er wurde auch der „sächsische Rinaldo“ genannt, eine Assoziation zum Bestseller-Roman Rinaldo Rinaldini von Christian August Vulpius (1762–1827). In neuerer Zeit hat ihn u. a. Egon Erwin Kisch in seinem Prager Pitaval wieder dargestellt.

## Politik

### Stadtrat
Der Bautzener Stadtrat besteht aus 30 Mitgliedern. Er tagt entweder im Rathaus oder im Gewandhaus. Die Stadtratswahl 2024 ergab folgende Stimm- bzw. Sitzverteilung im Stadtrat:
- Linke: 2
- SPD: 1
- PARTEI: 1
- Grüne: 1
- FWZfBz: 2
- BBBz: 6
- CDU: 8
- AfD: 9

| Partei / Liste                                | 2024  | 2024 | 2019  | 2019 | 2014  | 2014 |
| Partei / Liste                                | Sitze | in % | Sitze | in % | Sitze | in % |
| Alternative für Deutschland (AfD)             | 9     | 29,0 | 7     | 23,2 | –     | –    |
| Christlich Demokratische Union (CDU)          | 8     | 25,8 | 7     | 24,4 | 14    | 35,6 |
| Bürger Bündnis Bautzen (BBBz)                 | 6     | 20,1 | 6     | 20,0 | 4     | 12,9 |
| Die Linke (LINKE)                             | 2     | 6,0  | 3     | 11,1 | 7     | 20,5 |
| Freie Wähler – Zukunft für Bautzen            | 2     | 5,7  | –     | –    | –     | –    |
| Sozialdemokratische Partei Deutschlands (SPD) | 1     | 4,8  | 2     | 6,2  | 4     | 10,3 |
| Bündnis 90/Die Grünen (GRÜNE)                 | 1     | 4,2  | 2     | 6,6  | 1     | 4,3  |
| Die PARTEI                                    | 1     | 3,1  | –     | –    | –     | –    |
| Freie Demokratische Partei (FDP)              | –     | 1,4  | 2     | 8,6  | 2     | 6,9  |
| Nationaldemokratische Partei Deutschlands     | –     | –    | –     | –    | 2     | 5,8  |
| Pegasus                                       | –     | –    | –     | –    | 1     | 3,6  |
| Sitze/Wahlbeteiligung                         | 30    | 63,2 | 30    | 61,2 | 34    | 45,4 |

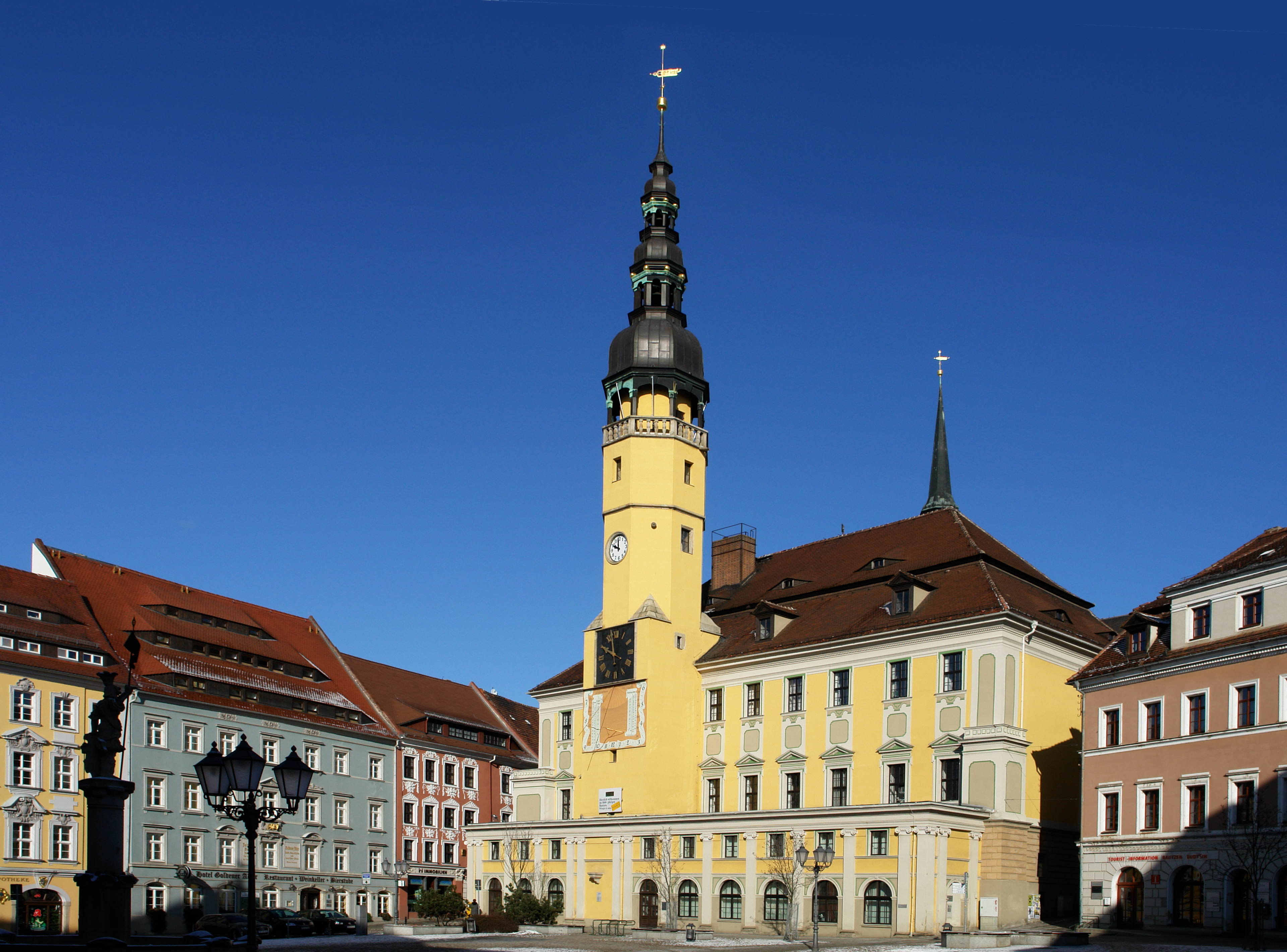
Bautzener Rathaus mit Hauptmarkt

Außerdem gibt es vier Ortschaftsräte (Niederkaina, Stiebitz, Kleinwelka, Salzenforst-Bolbritz), deren ehrenamtliche Mitglieder für fünf Jahre gewählt werden.

### Bürgermeister
Seit August 2022 ist Karsten Vogt (CDU) Oberbürgermeister der Stadt. Er folgte auf Alexander Ahrens (parteilos, dann SPD), der 2015 Christian Schramm (CDU) abgelöst hatte. Dieser hatte seit der politischen Wende 1990 als Bürgermeister bzw. seit 1995 als Oberbürgermeister fungiert. Vogt wurde bereits im ersten Wahlgang gewählt, wogegen Amtsinhaber Ahrens mit 14,3 % nur den dritten Platz belegte. Des Weiteren sind die Bürgermeister Robert Böhmer (Wirtschaft, Finanzen, Bildung und Soziales) und Heiko Nowak (Bauwesen) für gesonderte Aufgabenbereiche zuständig.

### Wappen
Das Wappen basiert angeblich auf dem Banner des Grafen Wiprecht von Groitzsch im 11. Jahrhundert (um 1080), allerdings ist die Herkunft nicht eindeutig geklärt. Es besteht aus dem Schild (manchmal wird nur dieses als Wappen verwendet), dem Helm, der Helmzier (einem flügelartigen Schmuckelement, in dem das Motiv des Schildes wiederholt wird) und der Helmdecke, welche den Schild rankenartig umrahmt. Zwischen Zier und Helm findet sich ab dem 13. Jahrhundert eine dreiblättrige Krone. Die Nutzung dieses Wappens auch als Banner ist für das Jahr 1378 belegt.
Kernelement und ältester Teil des Wappens ist der Schild. Eine goldene bzw. gelbe Zinnenmauer, vermutlich die Bautzener Stadtmauer, nimmt die Hälfte des Schildes ein und hat drei Zinnen. Darüber wird der blaue Himmel dargestellt.
Aufgrund der besonderen Bedeutung Bautzens im frühen Mittelalter sind Elemente vor allem des Wappenschildes in verschiedene andere Wappen der Region eingeflossen. In der Zeit des Oberlausitzer Sechsstädtebundes war es auch dessen Wappen. Auch wurde dieses Wappen in historischer Zeit für die gesamte Oberlausitz verwendet, unter anderem wenn die Kronländer der böhmischen Krone dargestellt wurden. Beispiele dafür finden sich unter anderem in Prag. Heute ist es das inoffizielle Wappen der Region. Beispiele für regionale Wappen, die in Teilelementen auf dem von Bautzen beruhen, sind die Wappen der beiden Oberlausitzer Landkreise Bautzen und Görlitz, das Stadtwappen von Niesky sowie die Wappen zahlreicher Gemeinden.
Das Siegelbild Bautzens zur Zeit des Sechsstädtebundes beinhaltete neben der Mauer auch zwei Türme, ein Tor mit Fallgatter und den böhmischen Löwen.
Aufgrund der Tatsache, dass das Gefängnis Bautzen I samt der Gefängnismauer aus gelben Backsteinen erbaut ist (Gelbes Elend), wurde umgangssprachlich vereinzelt ein Bezug zum Bautzener Stadtwappen hergestellt.

### Oberzentraler Städteverbund
Seit 1994 bildet Bautzen zusammen mit Görlitz und Hoyerswerda als „Oberzentraler Städteverbund“ (OZSV) eines der sechs Oberzentren Sachsens. Der Verbund entstand durch eine normative Festlegung im Landesentwicklungsplan und befasst sich mit dem Ausbau der Infrastruktur, mit der wirtschaftlichen Stabilisierung der Region und mit Regionalmarketing.

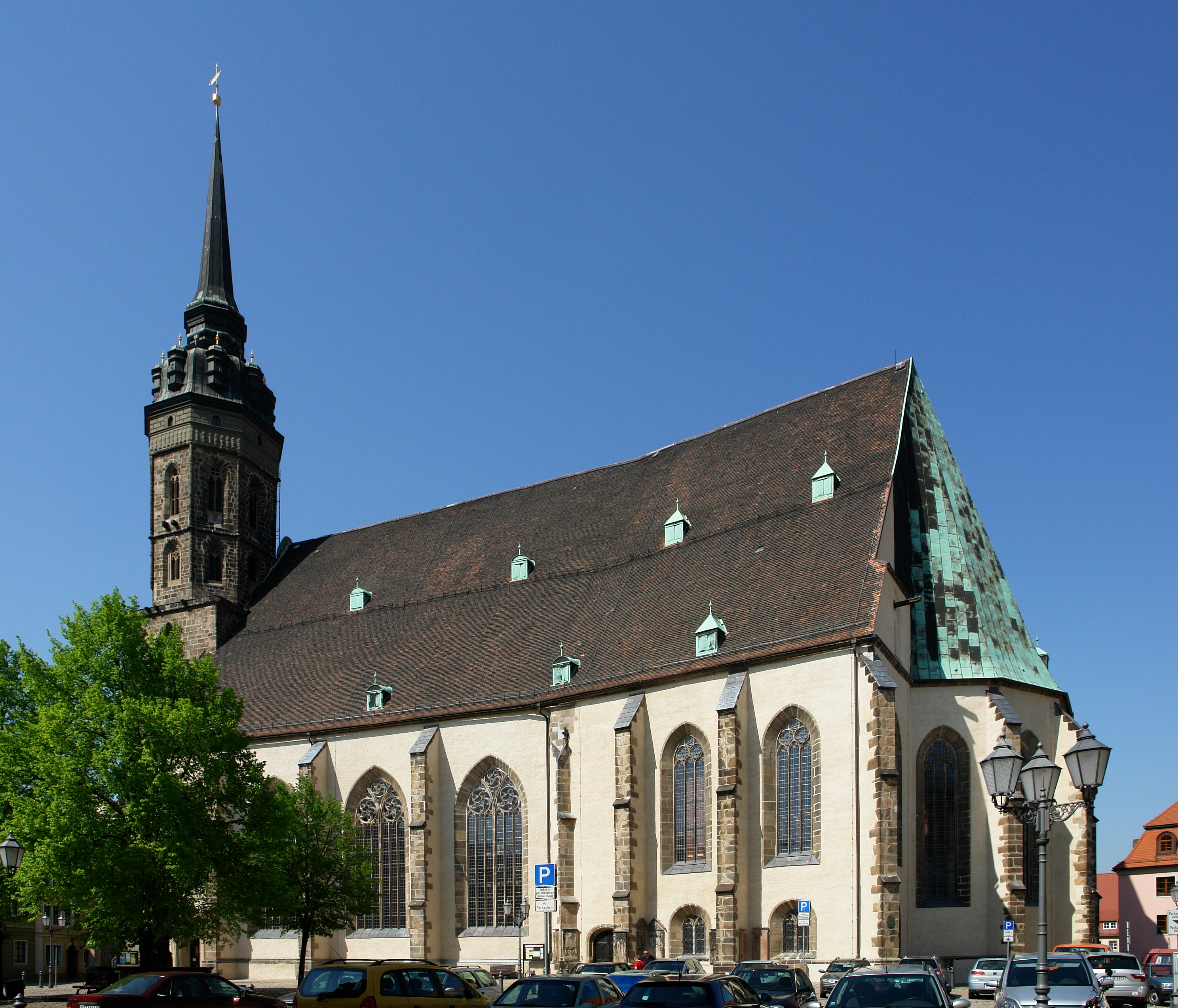
Dom St. Petri

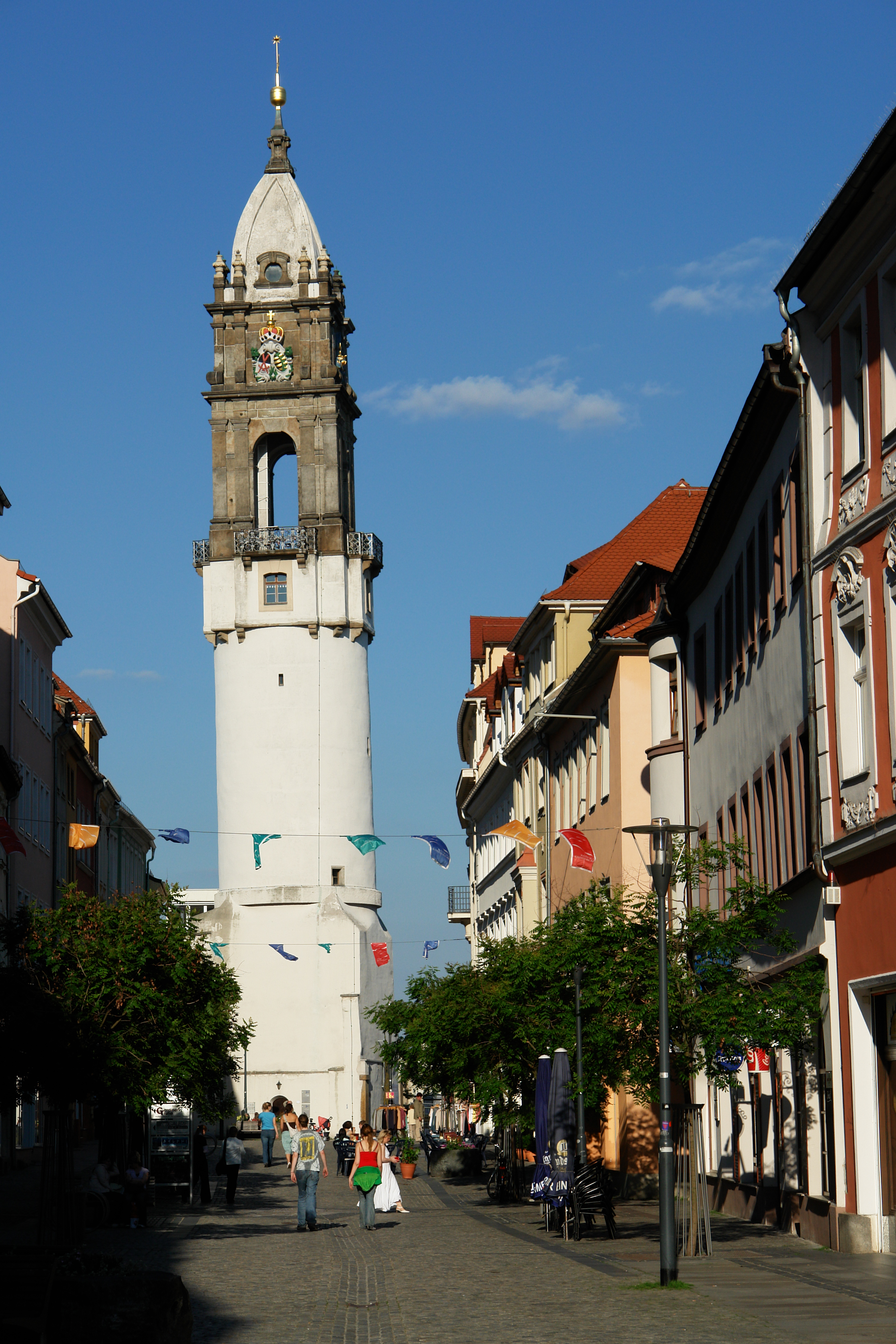
Reichenturm und Reichenstraße

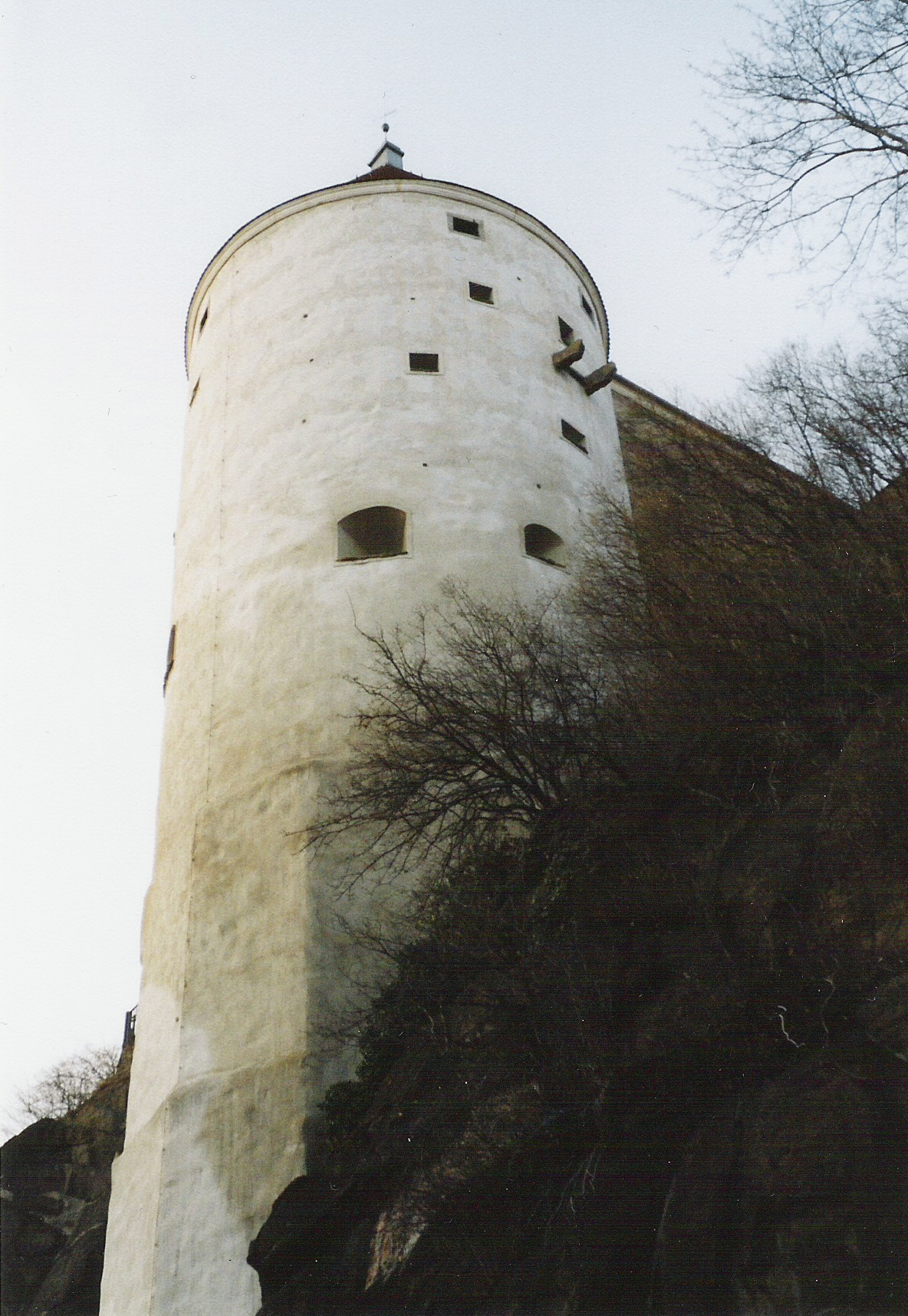
Der Burgwasserturm auf der Ortenburg

### Städtepartnerschaften
Es bestehen Städtepartnerschaften mit:
- Worms, Rheinland-Pfalz, seit 1990
- Heidelberg, Baden-Württemberg, seit 1991
- Dreux, Frankreich, seit 1992
- Jablonec nad Nisou (deutsch Gablonz), Tschechien, seit 1993
- Jelenia Góra (deutsch Hirschberg), Polen, seit 1993

## Kultur und Sehenswürdigkeiten

### Kirchen
Unter den gläubigen Bewohnern der Stadt überwiegen die Protestanten. Ein Drittel der Bevölkerung ist ohne Konfession.
In der Stadt befindet sich die größte evangelische Gemeinde Sachsens, die Kirchgemeinde St. Petri. Aus ihr ging die Gemeinde Bautzen-Gesundbrunnen hervor, die 1994 selbständige evangelische Kirchgemeinde wurde. Die katholische Gemeinde St. Petri gehört zu den größten des Bistums Dresden-Meißen. Beide Gemeinden teilen sich den Petridom, die älteste und eine der größten Simultankirchen Deutschlands.
Von den insgesamt sieben Kirchen im historischen Stadtgebiet werden noch fünf für den Gottesdienst genutzt (Petridom, Michaeliskirche, Maria-und-Martha-Kirche, Taucherkirche, Liebfrauenkirche), zwei sind Ruinen (Mönchskirche und Sankt-Nikolai-Kirche).
Des Weiteren gibt es die kleine Klosterkirche St. Clara der Klarissen mit einem von Friedrich Press gestalteten Innenraum, die Kirche in der Haftanstalt Bautzen I, das auch als Kirche genutzte Gemeindezentrum mit Glockenturm in Gesundbrunnen, den Betsaal der Herrnhuter Brüdergemeine in Kleinwelka, die Kapelle des Bischof-Benno-Hauses in Schmochtitz sowie kleinere Kapellen und Kirchengebäude in einigen Ortsteilen. Das Klarissenkloster löste sich im Jahr 2024 aufgrund innerer Konflikte auf.

### Museen
- Museum Bautzen
- Das Sorbische Museum (Serbski muzej) hat seinen Sitz im ehemaligen Salzhaus auf der Ortenburg. Die Ausstellungen des Museums informieren über Herkunft, Sprache, Geschichte, Kunst und Literatur, Lebensweise und Brauchtum der Sorben.
- Die Domschatzkammer St. Petri befindet sich im Domstiftsgebäude Bautzen nördlich vom Dom. Sie zeigt Werke religiöser Kunst, die im Wesentlichen im Umfeld des Domes und für dessen Liturgie bzw. durch die Kanoniker gesammelt worden sind.
- Alte Wasserkunst
- Gedenkstätte Bautzen
- Im Senfmuseum werden historische Senfexponate gezeigt und die Geschichte der Bautzener Senf-Produktion nachgezeichnet.

### Bibliotheken und Archive
Die größte öffentliche Bibliothek ist die Stadt- und Kreisbibliothek Bautzen auf der Schloßstraße mit 250.000 Medien, darunter auch alte Manuskripte. Die Kinder- und Jugendbibliothek befindet sich in der ehemaligen Bürgerschule am Buttermarkt. Neben der Stadtbibliothek sind das Stadtarchiv Bautzen sowie das Staatsfilialarchiv untergebracht. Mit der Sorbischen Zentralbibliothek (Serbska centralna biblioteka) im Sorbischen Institut auf der Bahnhofstraße mit 110.000 Medien hat zudem die größte sorbische Bibliothek ihren Sitz in Bautzen. Im selben Gebäude befindet sich das Sorbische Kulturarchiv (Serbski kulturny archiw).

### Bauwerke

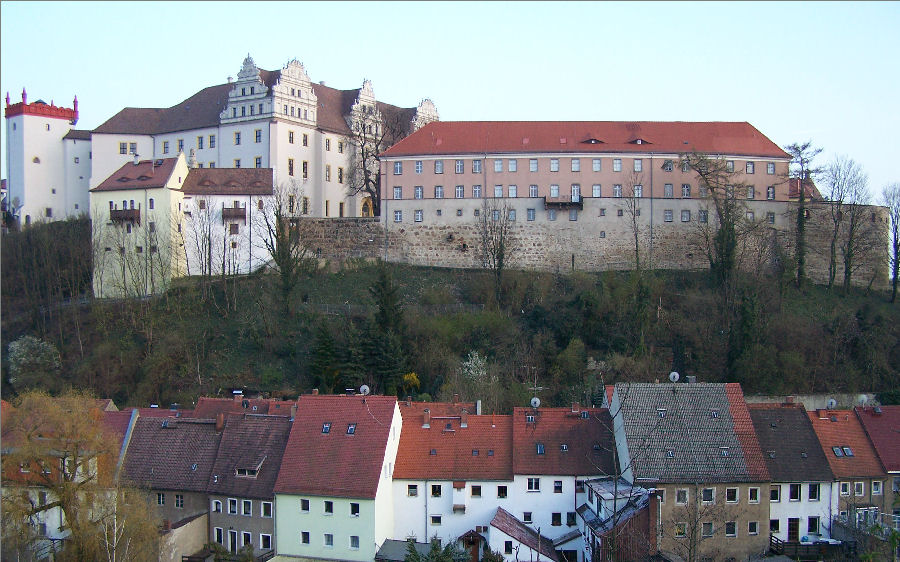
Blick vom Protschenberg auf die Ortenburg

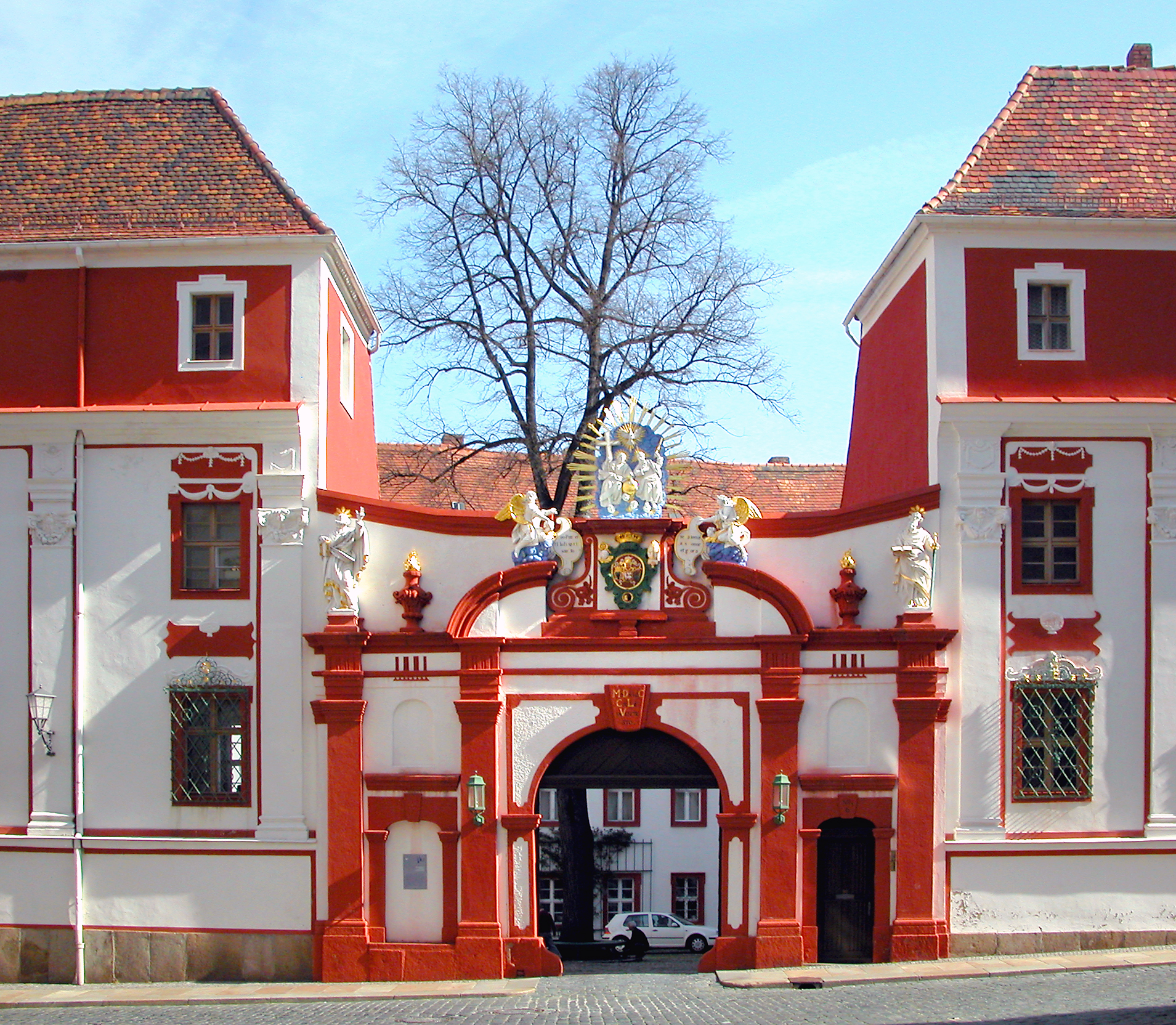
Domstift Bautzen, An der Petrikirche

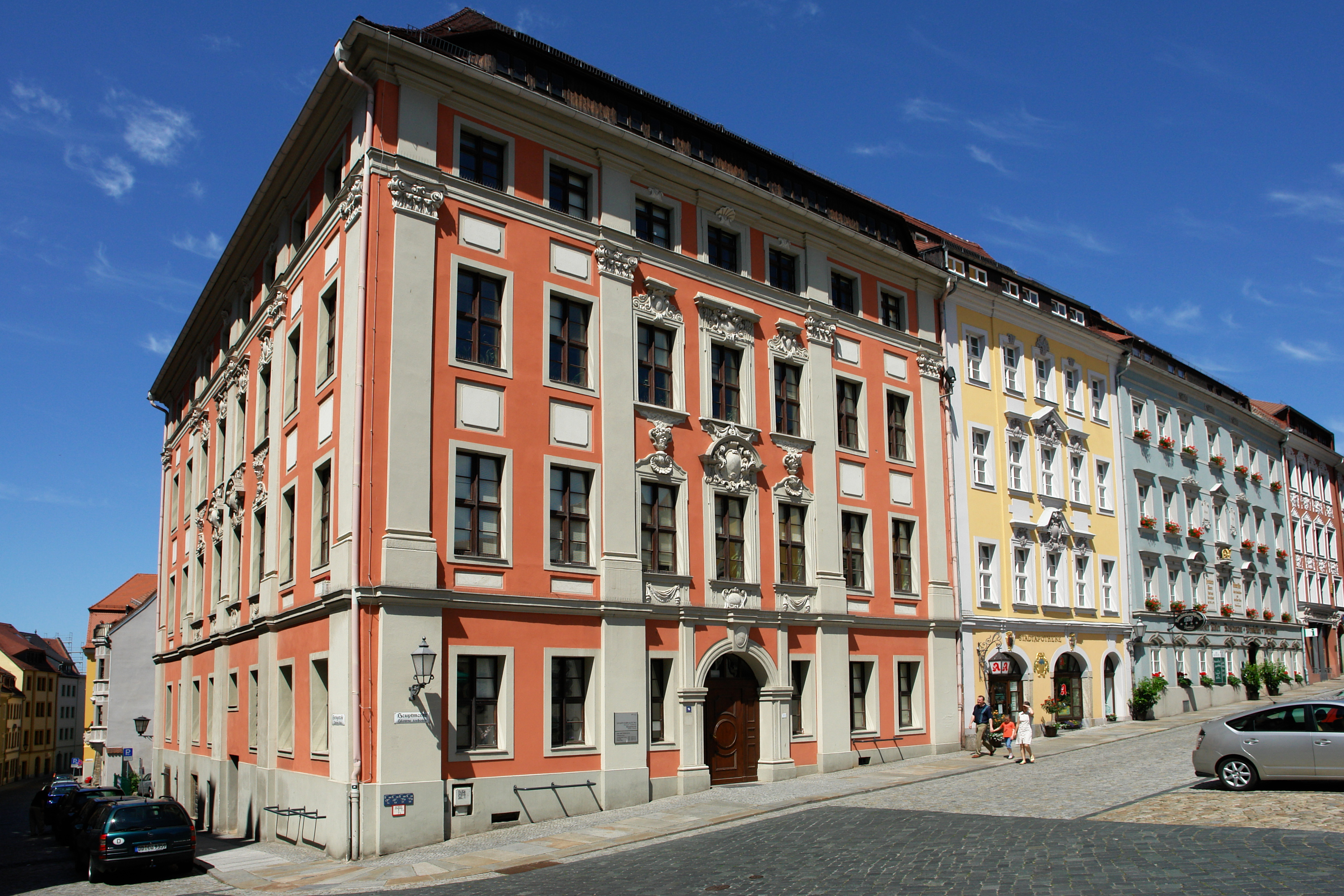
Barocke Bürgerhäuser auf der Westseite des Hauptmarkts

Die Bautzener Altstadt beeindruckt durch ihren geschlossenen Bestand an historischer Bausubstanz. Die stadtunabhängige Kommunalentwicklung Sachsen GmbH (KES), Regionalstelle Leipzig, beschreibt Bautzen in ihrer Ausarbeitung zum Integrierten Stadtentwicklungskonzept Bautzen (InSEK) vom Februar 2002 als eine Stadt, die aufgrund des Wechselspiels von binationaler Kultur und „eindrucksvoller Stadtsilhouette“ ein überdurchschnittliches Potential für den Städtetourismus hat und „bedeutende Baudenkmale“ aufweist.
Über der Stadt thront die heute vom Sächsischen Oberverwaltungsgericht genutzte Ortenburg, deren weiße Renaissancegiebel besonders auffallen. In verschiedenen Nebengebäuden im Hof der Ortenburg befinden sich das Sorbische Museum und das Puppenspieltheater mit dem dort aufgestellten Rietschelgiebel. Auch das mit einem filigranen Schornstein aus der Renaissance versehene Hofrichterhaus an der nördlichen Stadtmauer wird von Architekturkennern besonders hervorgehoben.
An der südwestlichen Ecke der Altstadt befindet sich, von der Friedensbrücke gut einsehbar, das markanteste Ensemble der Stadt, bestehend aus Alter Wasserkunst und Michaeliskirche. Der bedeutendste kirchliche Bau der Stadt ist jedoch der Petridom, der als Simultankirche seit der Reformation sowohl von Katholiken als auch Lutheranern genutzt wird. In der Kirche sind die beiden Konfessionen durch ein Gitter getrennt.
Nördlich des Domes befindet sich das Bautzner Domstift. Die Grundzüge der derzeitigen Gestalt erfuhr es um 1500. Ende des 17./Anfang des 18. Jahrhunderts war das bisher ein- und zweistöckige Gebäude aufgestockt und in regelmäßiger U-Form ausgebaut worden. Die Südschließung und das prachtvolle barocke Portal entstanden Mitte des 18. Jahrhunderts. Das Portal zeigt das Wappen des Domstifts und darunter seines damals regierenden Domdekans Jakob Wosky von Bärenstamm überragt von der Darstellung der Dreieinigkeit (Vater, Sohn, Heiliger Geist). Daneben befinden sich Engel und Heiligenfiguren. Heute beherbergt das Gebäude die Domschatzkammer St. Petri sowie Diözesanarchiv und -bibliothek des Bistums Dresden-Meißen.
Südlich des Domes befindet sich das barocke Rathaus der Stadt; vom Hauptmarkt aus kann man die verschiedenen Uhren des Rathausturmes sehen. Am Hauptmarkt befindet sich das bedeutendste Barockensemble der Stadt mit verschiedenen gut erhaltenen Bürgerhäusern im Stil des Dresdner Barock. Hier haben ganze Straßenzüge mit reich gestalteten Fassadendekorationen überdauert, so am Hauptmarkt, in der Inneren Lauenstraße und der Reichenstraße. Die Bürgerhäuser an der westlichen Seite der Lauenstraße zwischen Lauenturm und Rathaus sind im Stil des sächsischen Hochbarock gehalten, wie in der Dresdener Altstadt bis zur Zerstörung am 13. Februar 1945. Für das Gebäude Innere Lauenstraße 6 (Fassade mit vier allegorischen Figuren) ist nach 1720 die gestalterische Einflussnahme Balthasar Permosers belegt. Am Hauptmarkt steht auch das Gewandhaus. Unter dem historisierenden Neubau von 1882 ist der spätgotische Ratskeller erhalten; das Sterngewölbe ruht auf einem einzigen granitenen Mittelpfeiler. Dort beginnt die Innere Lauenstraße, einst Handelsstraße nach Prag über Rumburk, Česká Lípa und Mělník.

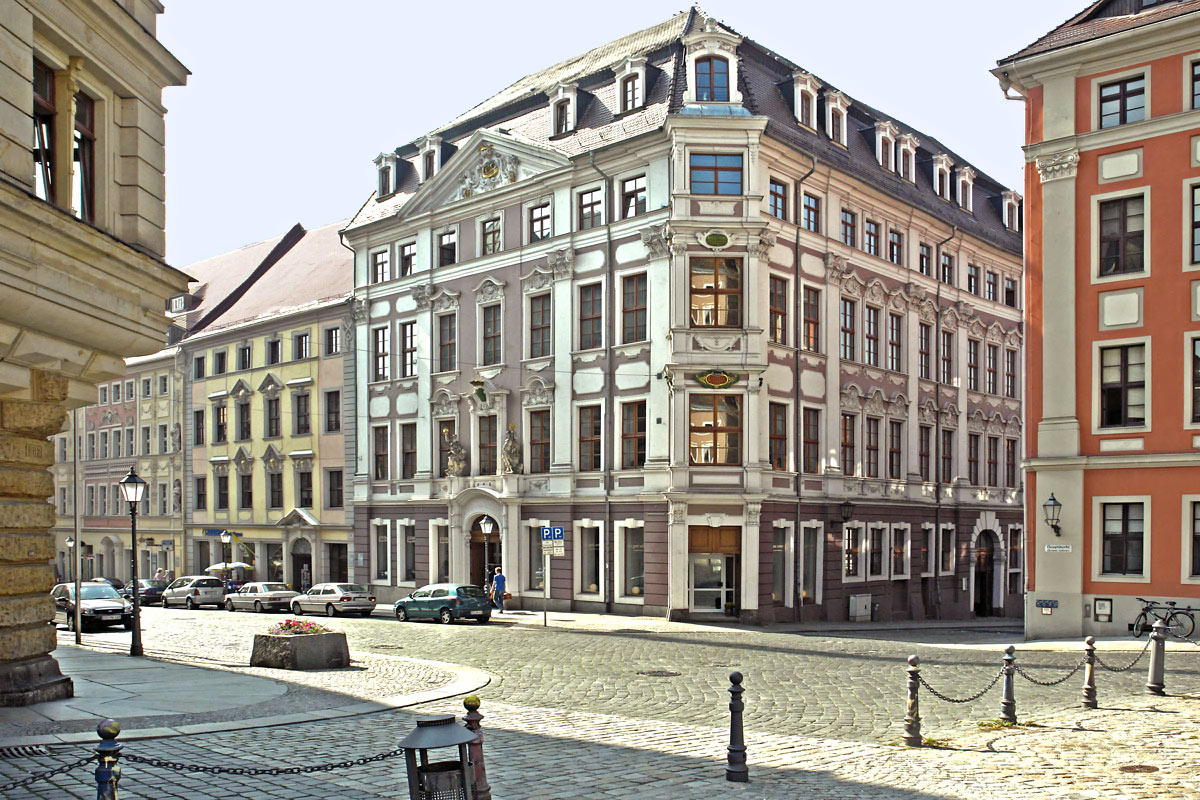
Hartmannsches Haus, Innere Lauenstraße 2
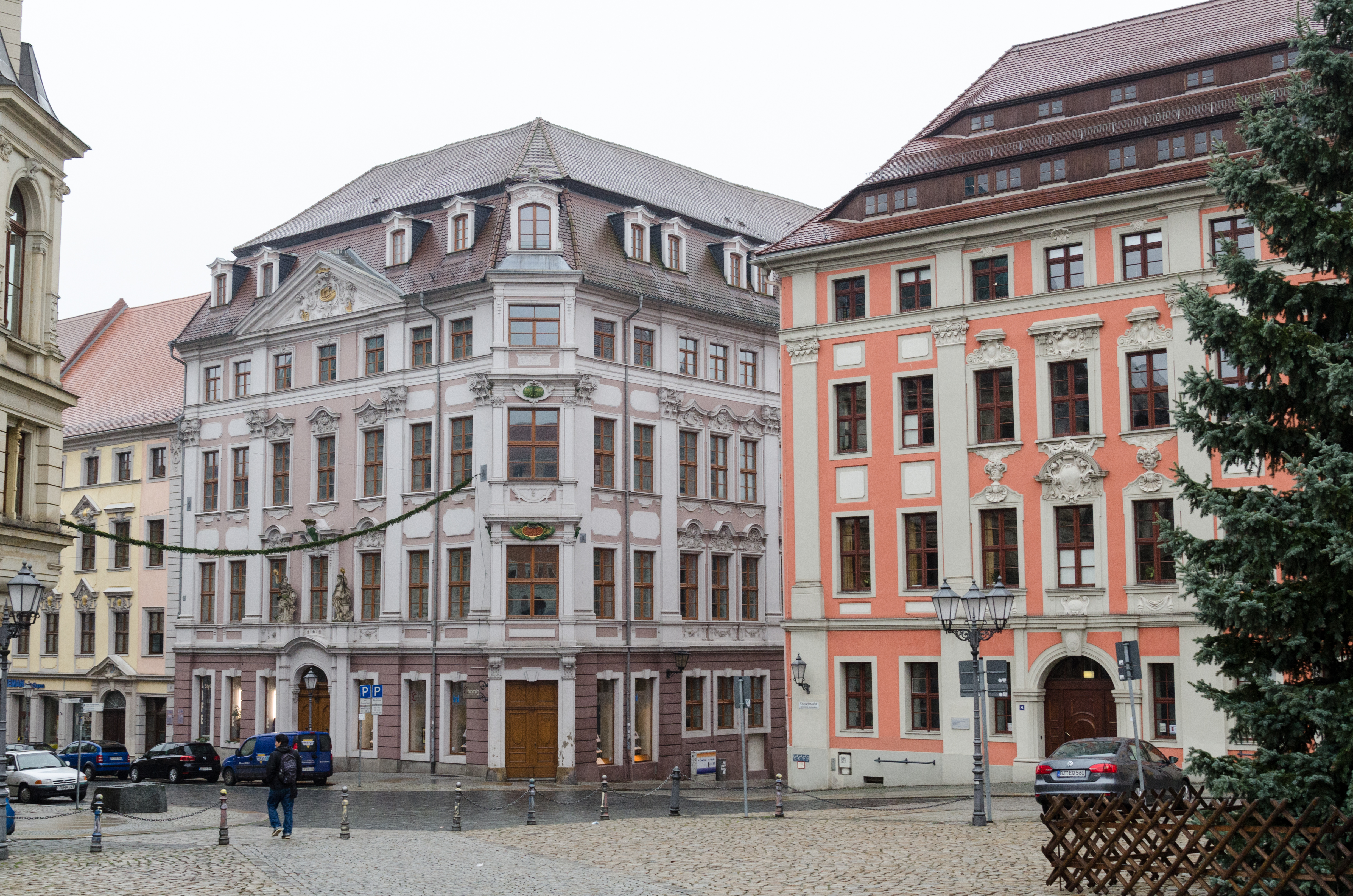
Hartmannsches Haus und Haus am Hauptmarkt
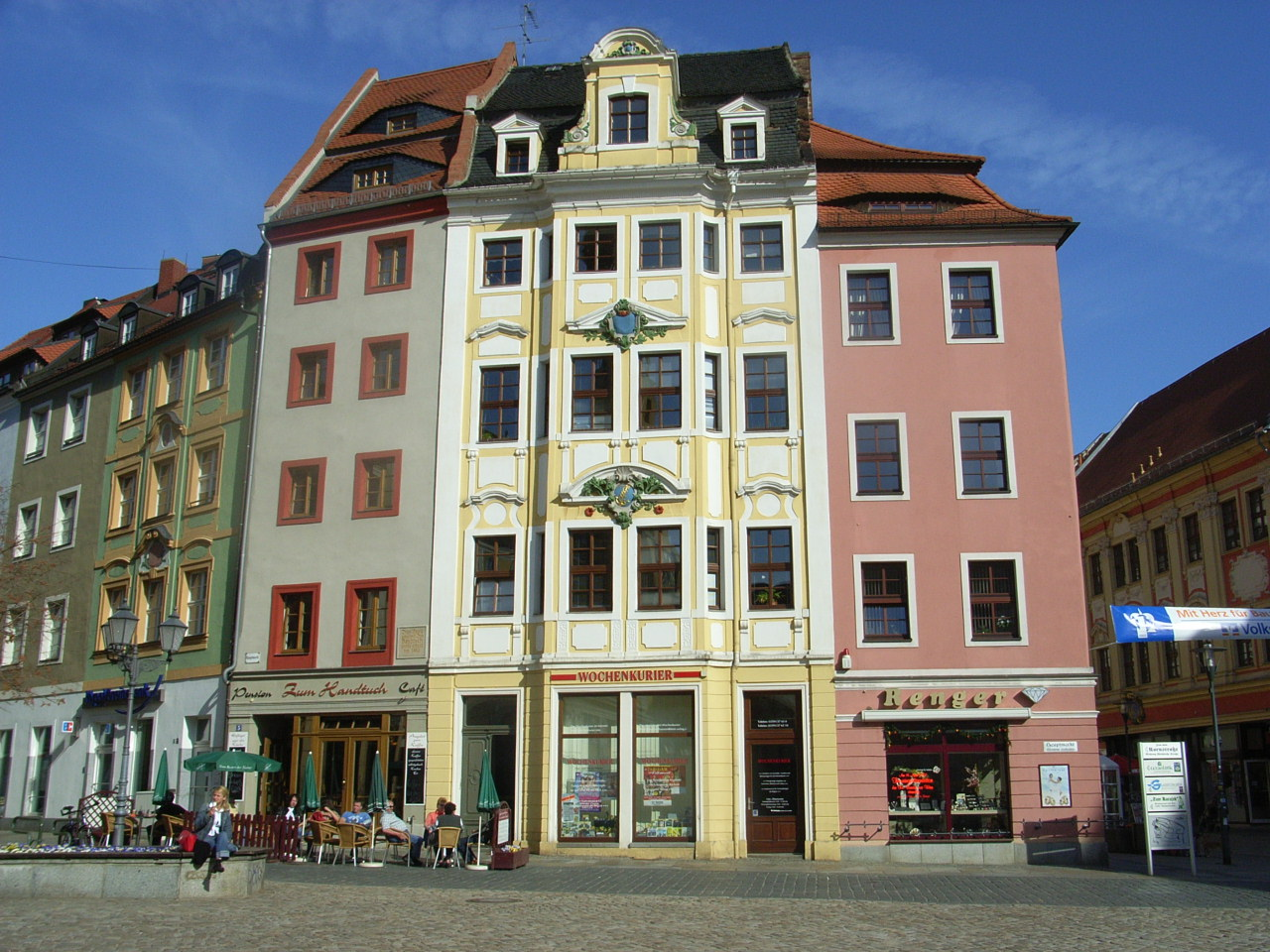
Hauptmarkt
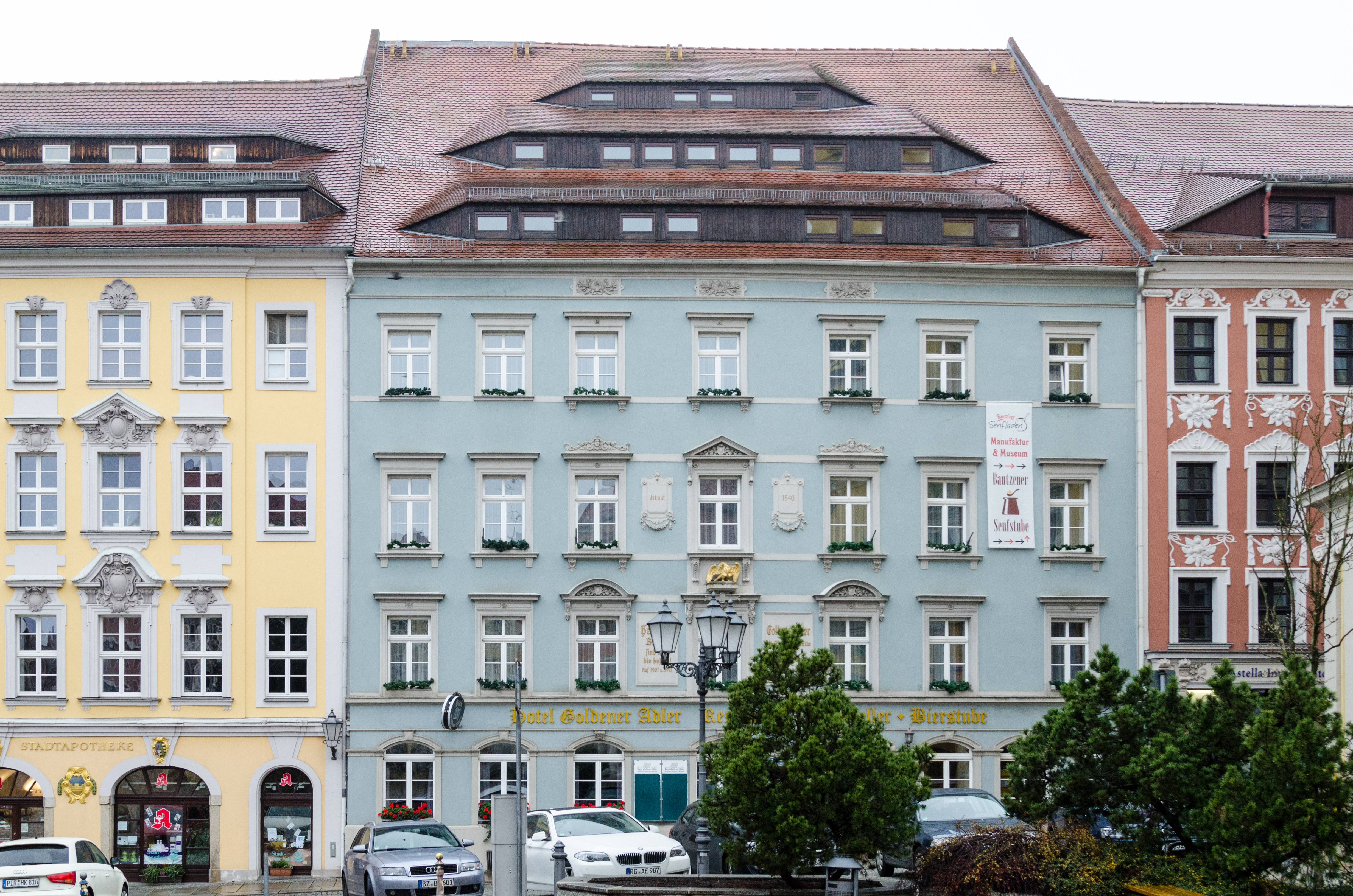
Stadtapotheke (links) und Hauptmarkt 4
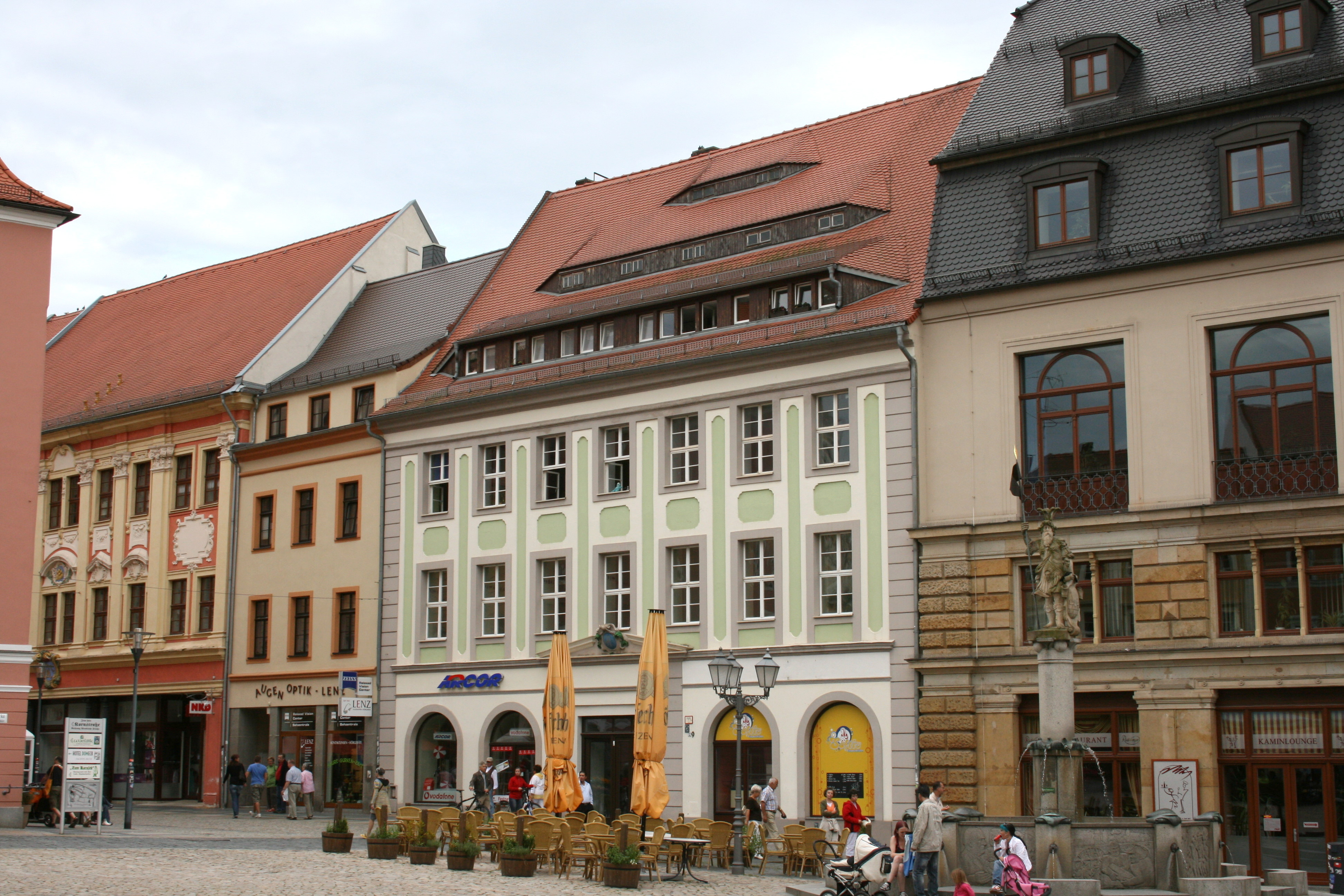
Hauptmarkt 8
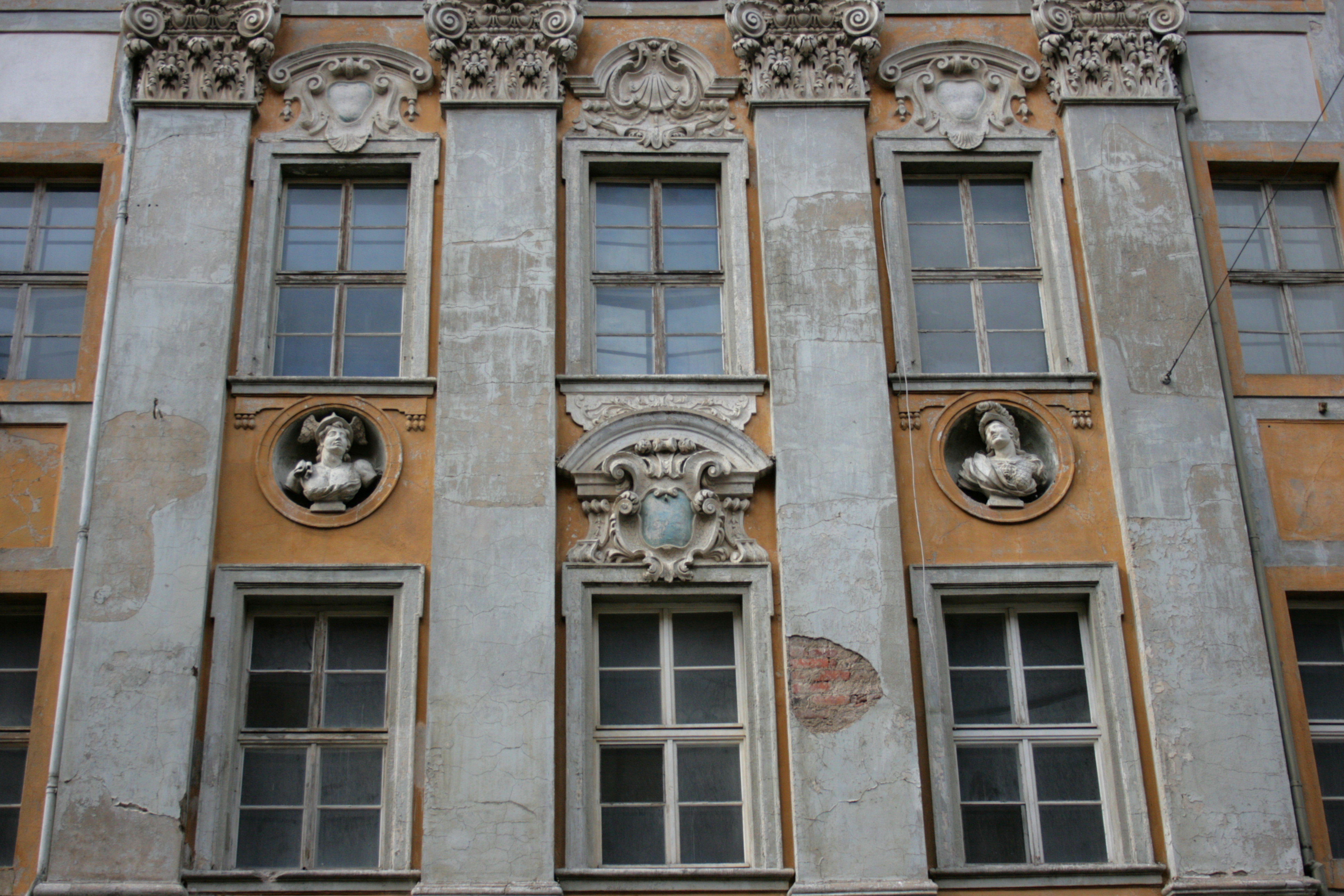
Innere Lauenstraße 3
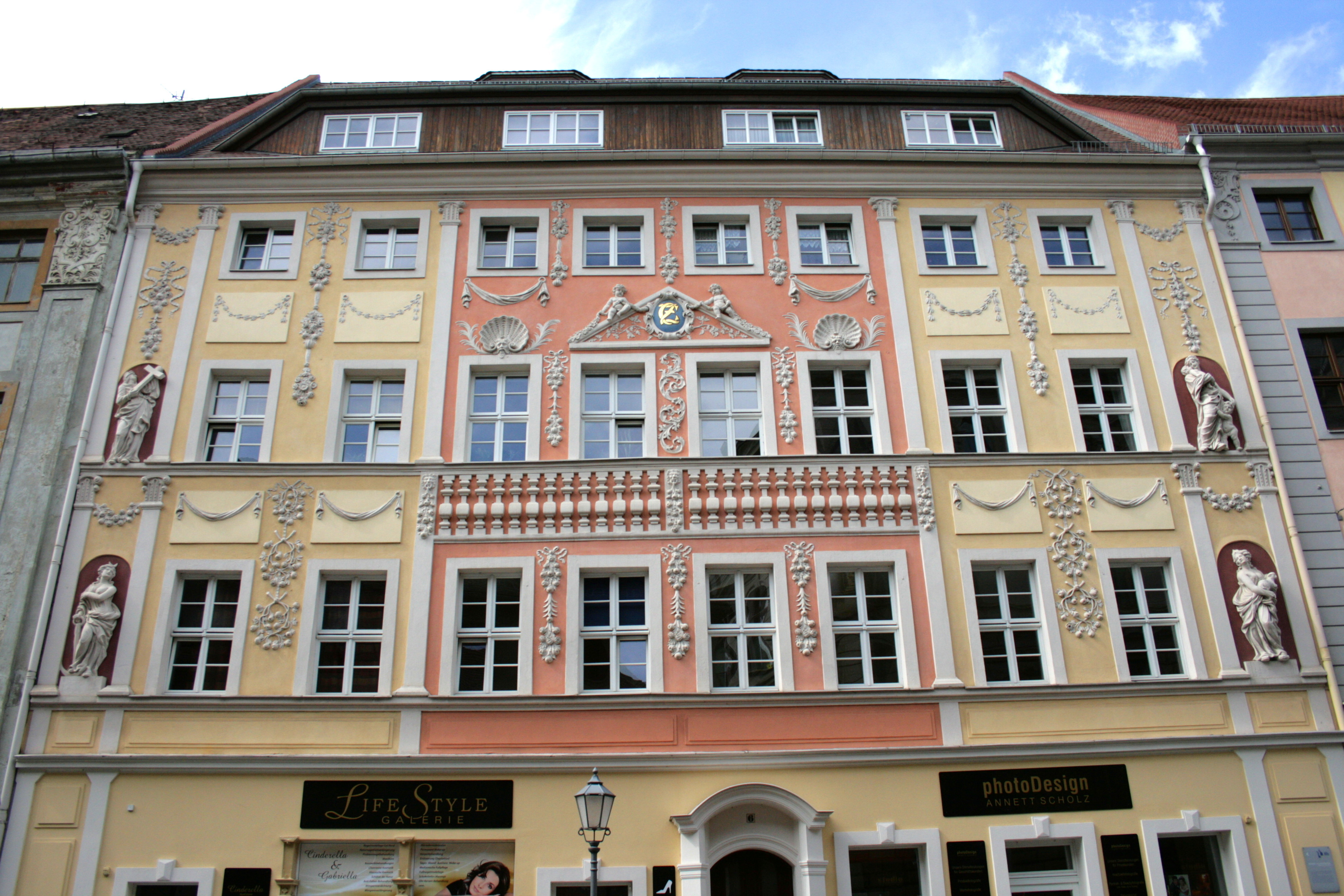
Innere Lauenstraße 6
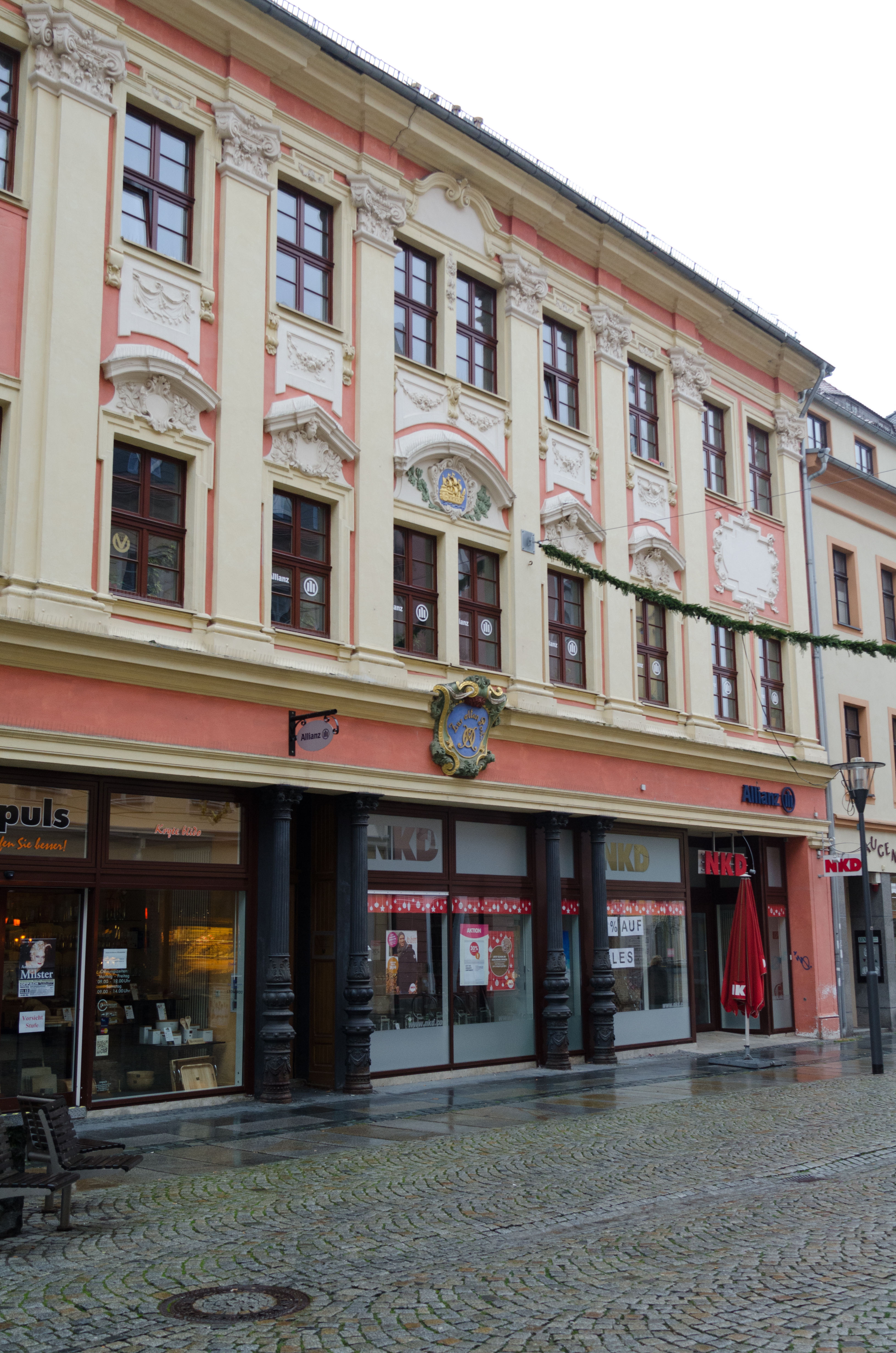
Reichenstraße 4
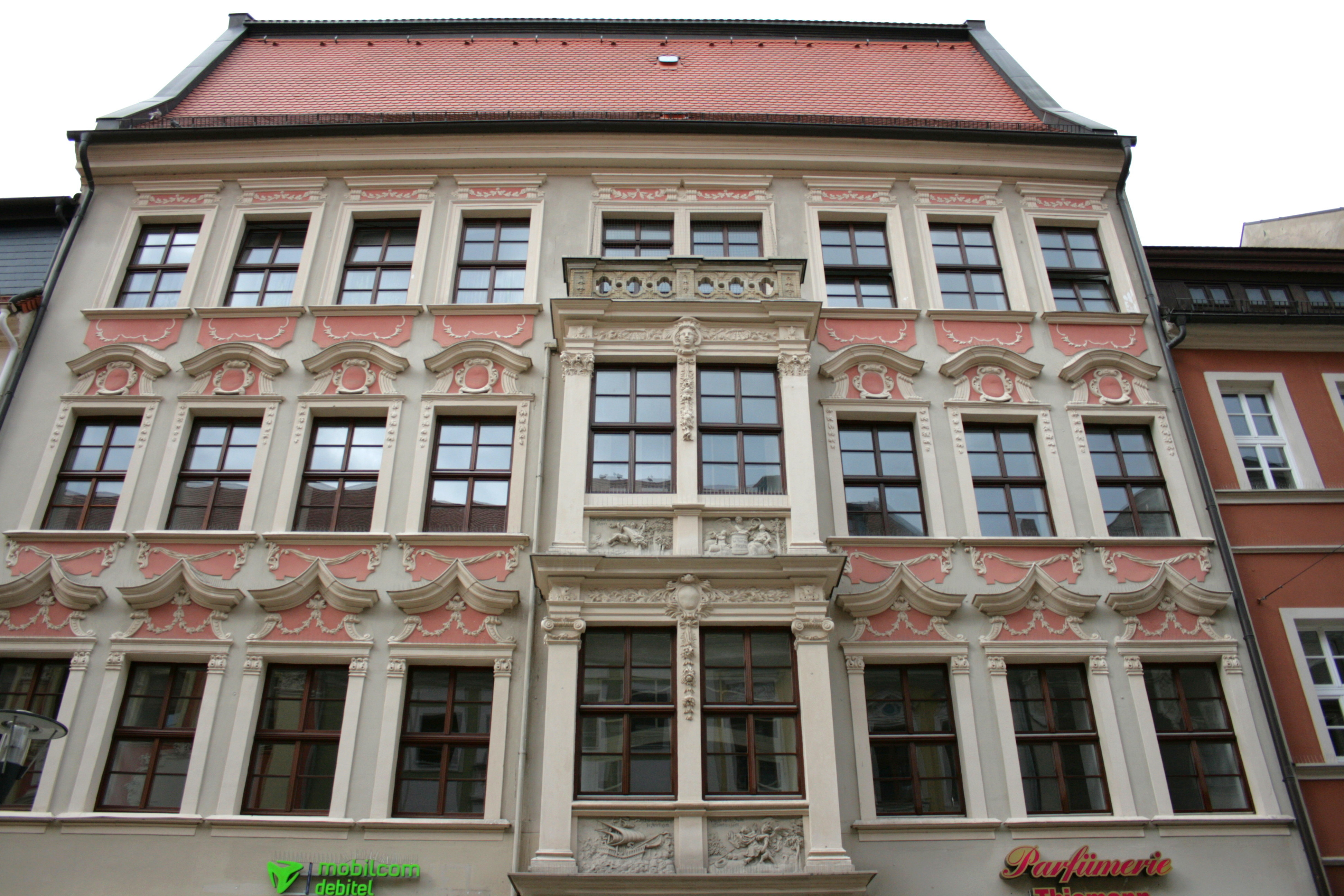
Reichenstraße 5
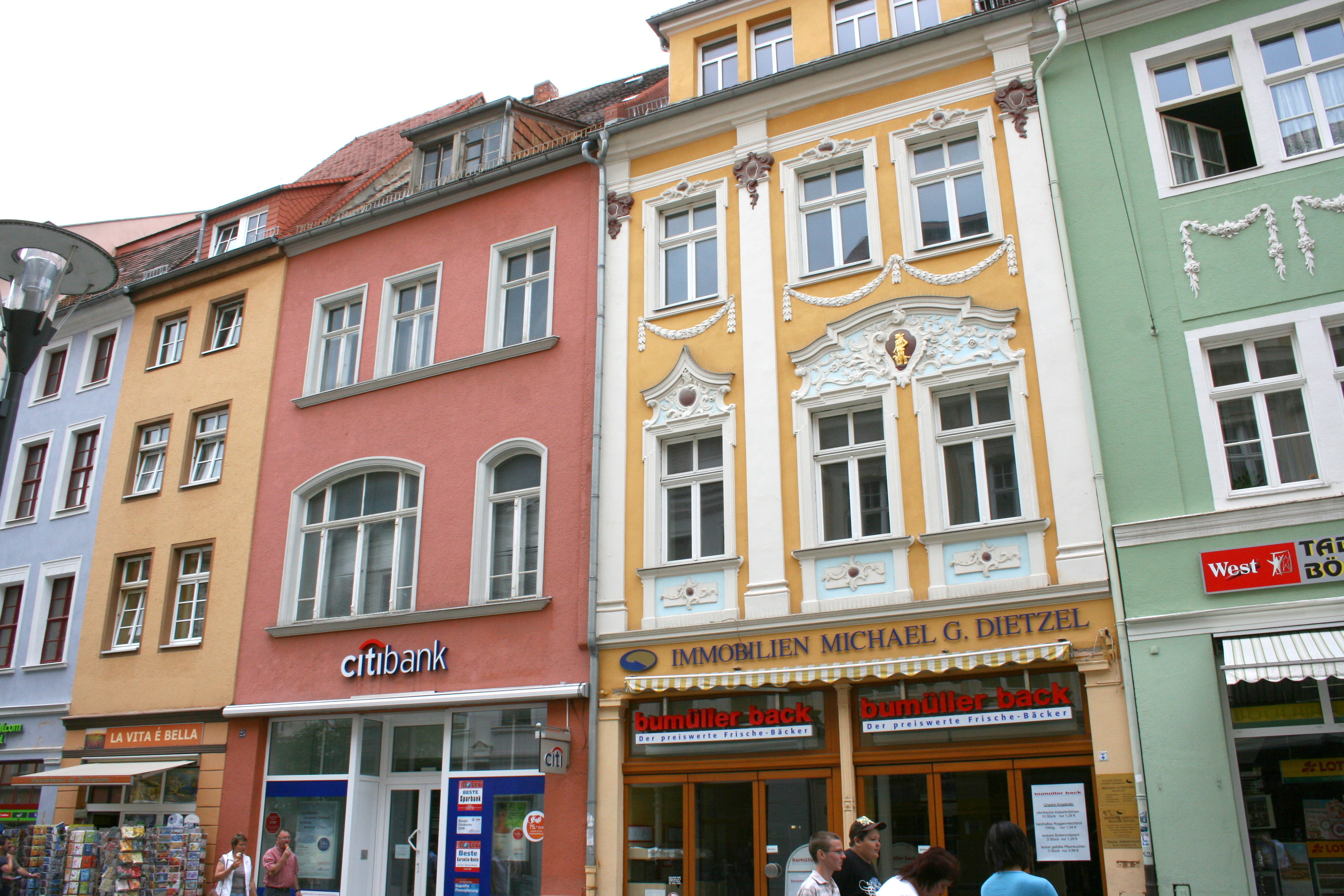
Reichenstraße 6
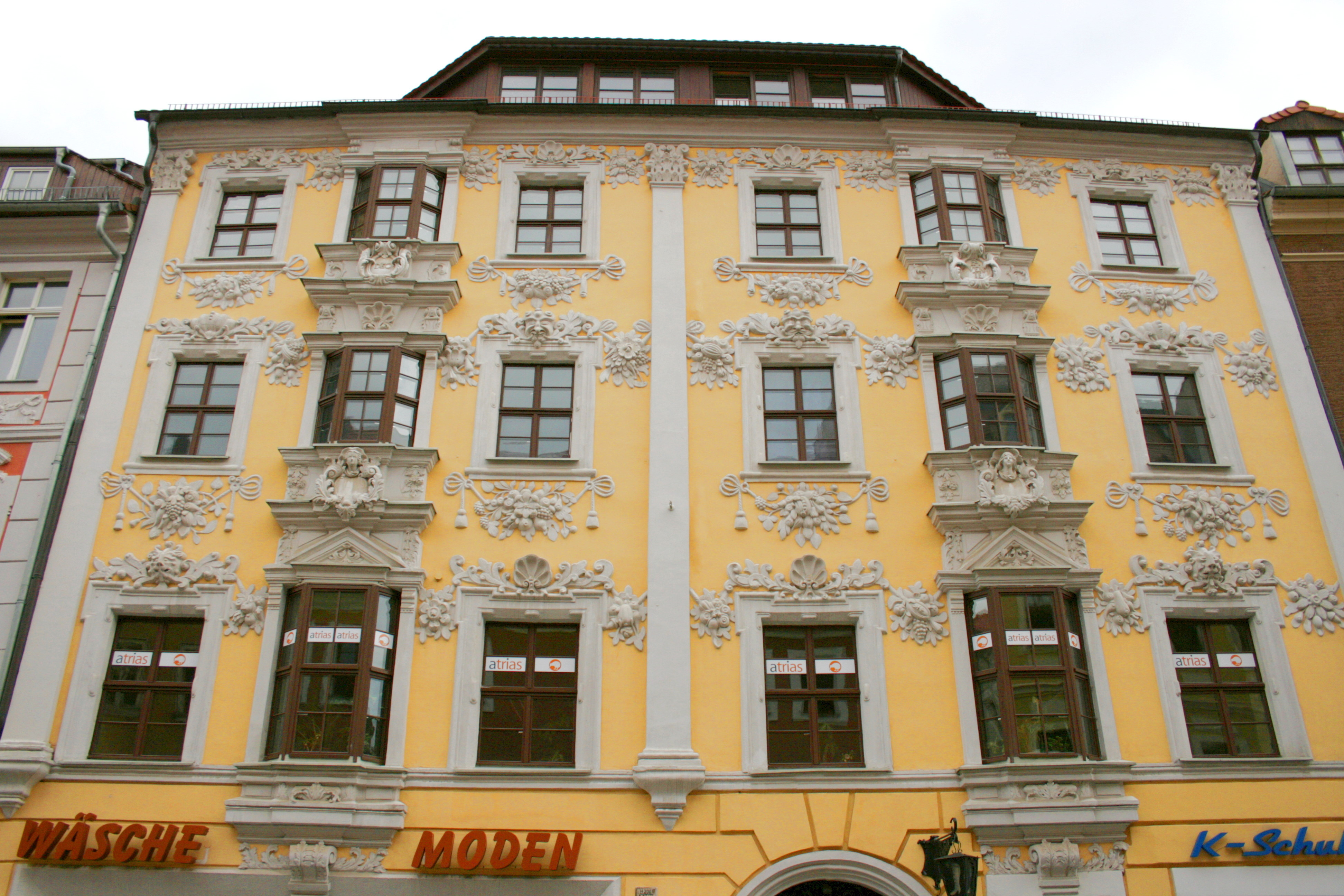
Reichenstraße 12

Die Neue Wasserkunst befindet sich südlich des Stadtkerns. Aufgrund seiner Burganlage und des markanten Stadtpanoramas wird Bautzen schon seit dem 19. Jahrhundert auch als „sächsisches Nürnberg“ bezeichnet.
Bautzen wird auch als „Stadt der Türme“ bezeichnet. Einer der bekanntesten Türme ist der Reichenturm, der auch als „Schiefer Turm von Bautzen“ bezeichnet wird. Die Kursächsischen Postdistanzsäulen vor den Stadttoren sind nicht mehr erhalten, aber der Rest einer Kursächsischen Ganzmeilensäule aus dem Jahr 1725 von der Poststraße auf der Via Regia aus dem Ortsteil Schmole steht heute auf dem Kornmarkt.
Östlich der Altstadt befinden sich die im Inneren in rein protestantischem Stil ausgeführte Taucherkirche und der Taucherfriedhof mit seiner barocken, nördlich der Alpen selten anzutreffenden Gruftstraße. Der Friedhof ist nach dem Taucher benannt, einem Wald bei Uhyst am Taucher. Weiter südlich steht in einem Villenviertel die 1902/03 von Alwin Louis Christoph Anger aus Kurort Hartha für den Großindustriellen Eduard Weigang erbaute Villa Weigang mit Jugendstilfassaden und einer in verschiedenen Stilen des Historismus gehaltenen Innendekoration. Nahe der Villa steht das ebenfalls im Jugendstil gehaltene Justizgebäude in der Lessingstraße, in dem Amtsgericht, Landgericht und Staatsanwaltschaft untergebracht sind. Im hinteren Trakt des Gebäudes wurde die Gedenkstätte Bautzen eingerichtet, die an das dort frühere Gefängnis Bautzen II erinnert.

### Sternwarte
Die Bautzener Schulsternwarte „Johannes Franz“ ist eine der ältesten und größten Schulsternwarten Deutschlands.

### Parks
Entlang des ehemaligen Stadtwalles, der die Innenstadt von den östlichen und südlichen Stadtteilen trennte, befindet sich mit den Wallanlagen ein ausgedehnter Park mit Gehölzen aus den verschiedenen Erdteilen. Im Südosten der Stadt befindet sich der Bautzener Naturpark.
Fünf Kilometer vom historischen Stadtzentrum entfernt befindet sich der Ortsteil Kleinwelka mit Deutschlands größtem Irrgarten einschließlich Abenteuer- und Rätsellabyrinth, dem Saurierpark und Sauriergarten und dem Miniaturenpark Kleinwelka mit dem Klein-Ossi-Land.
Der Saurierpark enthält auch ein Saurierkino, eine Ausgrabungsstätte und einen Planetenspielplatz. Entstanden ist der Park durch den Großwelkaer Franz Gruß, der 1978 im hauseigenen Garten in Großwelka begonnen hatte, Saurier und Menschenaffen zu modellieren. Ab 1981 gestaltete Gruß auch den gemeindeeigenen Saurierpark, der seit 1994 durch Thomas Stern erweitert wurde. Seit der Gründung hatte der Park rund fünf Millionen Besucher.

### Denkmäler

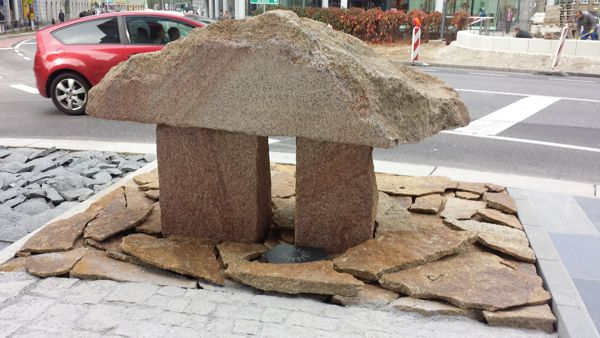
Das Sonnentor

- Denkmal für die Gefallenen der Schlacht bei Bautzen vom 20./21.5.1813 auf dem Taucherfriedhof, errichtet 1853
- König-Albert-Denkmal von Bildhauer Walter Hauschild an der Südseite des Lauenturmes, errichtet 1913
- Gedenk- und Begegnungsstätte für alle Opfer politischer Gewaltherrschaft in den Bautzener Gefängnissen Weigangstraße 8a
- Gedenkanlage von 1950 auf dem Jüdischen Friedhof Muskauer Straße für KZ-Häftlinge des Außenlagers des KZ Groß-Rosen
- Gedenkstein mit Informationstafel vor dem Betriebsgelände des Waggonbau Bautzen an der Neueschen Promenade für 300 Häftlinge und Zwangsarbeiter, die ihre Befreiung nicht erlebten
- Sammelgrab und Gedenkstein von 1961 in der Anlage auf dem Ziegelwall Ecke Muskauer Straße für 92 Kriegsgefangene aus der Sowjetunion und Polen, die Opfer eines Massenmordes in Neuwuischke wurden.
- Das 2014 auf dem Kornmarkt aufgestellte Sonnentor bildet die Sonnenwende am Teufelsstein bei Pließkowitz nach.

### Sorbische Institutionen
Bautzen ist Sitz zahlreicher Institutionen des sorbischen Volkes.

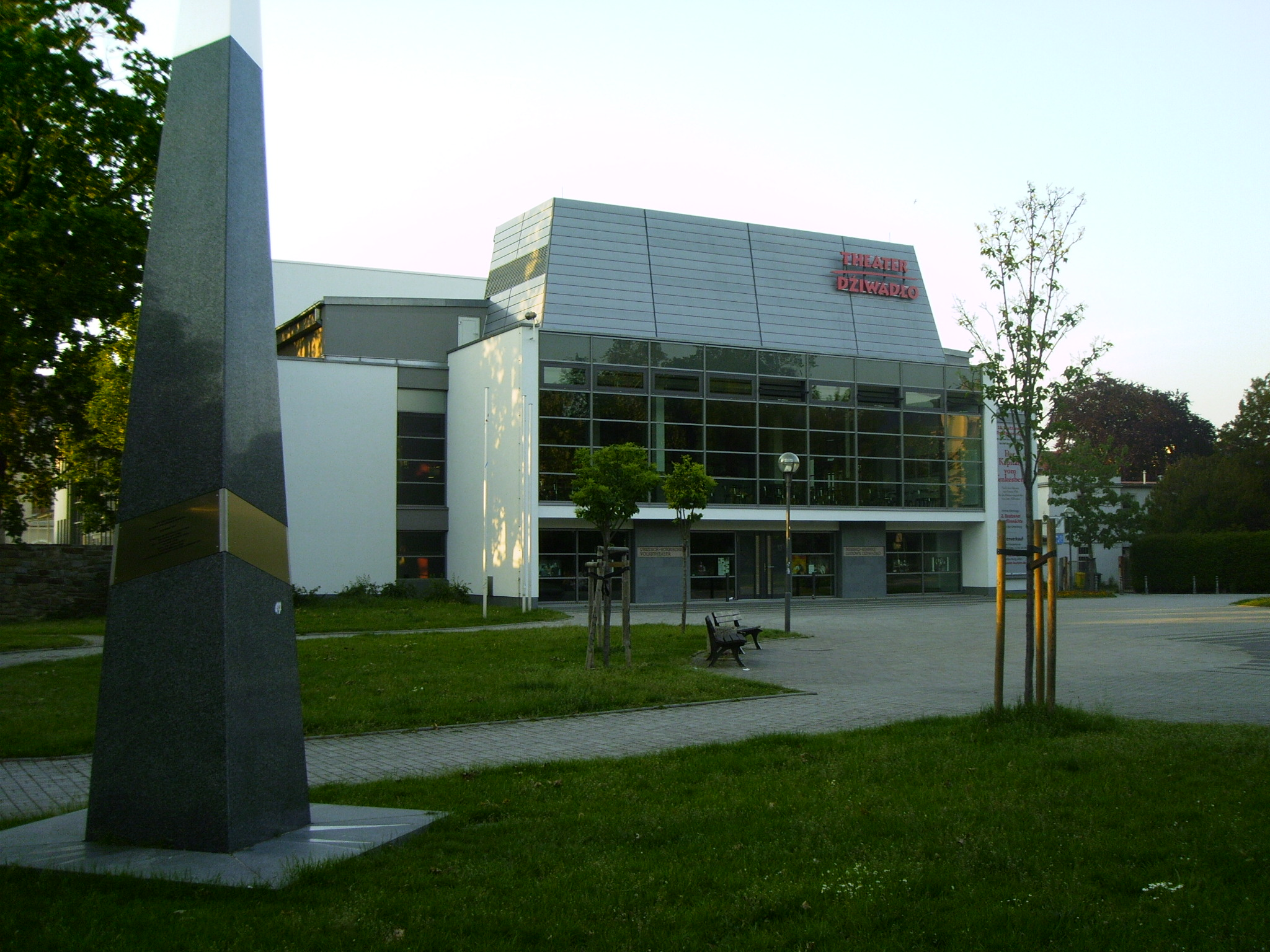
Deutsch-Sorbisches Volkstheater

- Die Stiftung für das sorbische Volk (Załožba za serbski lud) unterstützt als gemeinsames Instrument des Bundes sowie der Länder Brandenburg und Sachsen die Bewahrung und Entwicklung, Förderung und Verbreitung der sorbischen Sprache, Kultur und Traditionen als Ausdruck der Identität des sorbischen Volkes.
- Die Domowina (sorbisch poetisch für „Heimat“, eigentlich Zwjazk Łužiskich Serbow z. t., Bund Lausitzer Sorben e. V.) mit Sitz im Haus der Sorben am Postplatz ist der Dachverband sorbischer Vereine und Vereinigungen.
- Im Domowina-Verlag erscheinen nahezu alle sorbischen Bücher, Zeitungen und Zeitschriften. In der Smoler'schen Verlagsbuchhandlung auf der Tuchmacherstraße sind diese sowie weitere Druckerzeugnisse, Tonträger etc. zu sorbischen und regionalen Themen erhältlich.
- Als „Sorbischer Rundfunk“ (Serbski rozhłós) sendet der Mitteldeutsche Rundfunk (MDR) aus dem Studio Bautzen am Postplatz[39] täglich ein fünfstündiges Programm in sorbischer Sprache.
- Das Deutsch-Sorbische Volkstheater (Němsko-Serbske ludowe dźiwadło), Seminarstraße 12, in den Schilleranlagen. Seit 2003 hat das Theater eine zweite Spielstätte für Puppen- und Kleinkunst, das Burgtheater (Dźiwadło na hrodźe) im Hof der Ortenburg. Das Theater ist ein kommunaler Eigenbetrieb des Landkreises Bautzen und wird anteilig aus Mitteln der Stiftung für das sorbische Volk und des Kulturraumes Oberlausitz/Niederschlesien finanziert.

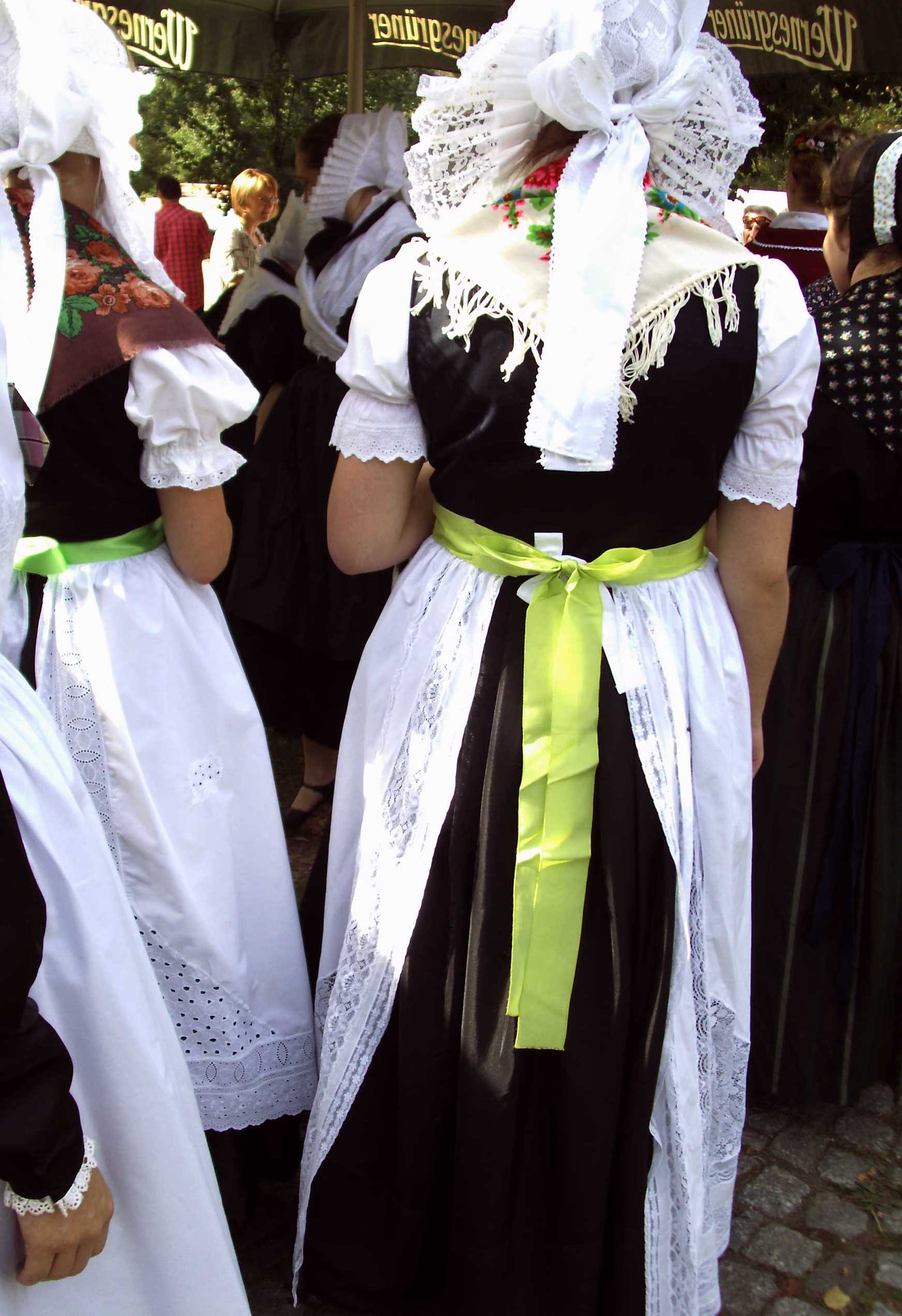
Frauen in der rekonstruierten Tracht der evangelischen Sorbinnen um Bautzen (2011)

- Das Sorbische Institut (Serbski institut) in der Bahnhofstraße 6 ist auf die sorabistisch-kulturwissenschaftliche Forschung und auf die praktische Unterstützung für sorbische Sprache und Kultur in der Ober- und Niederlausitz ausgerichtet. Am selben Standort befindet sich auch die für die Öffentlichkeit nutzbare Sorbische Zentralbibliothek (Serbska centralna biblioteka).
- Das Sorbische National-Ensemble (Serbski ludowy ansambl) wurde 1952 auf Anregung der Domowina gegründet. Gefördert durch die Stiftung für das sorbische Volk pflegen, bewahren und entwickeln die drei professionellen Sparten Ballett, Chor und Orchester die kulturelle Tradition der Sorben.
- Verein für authentische sorbische Volksmusik e. V. Die Absicht des Vereins ist, Volksmusik annähernd so zu erschließen und darzubieten, wie sie einstmals in der ganzen zweisprachigen Lausitz erklang. Einen wesentlichen Schwerpunkt bilden darunter auch die über Jahrhunderte in der Lausitz bekannten und beliebten „wendischen Tänze“.
- Der sorbische Jugendverein „PAWK“ (dt. „Die Spinne“), ist seit seiner Gründung 1995 nicht nur in der Lausitz, sondern auch international tätig. Er vertritt die Sorben in der Organisation Jugend Europäischer Volksgruppen (JEV) und ist ein anerkannter Partner der Föderalistischen Union europäischer Nationalitäten (FUEN).
- Im Sorbischen Künstlerbund (Zwjazk serbskich wuměłcow z. t.) sind fast 100 Schriftsteller, Komponisten, Schauspieler, Tänzer, Musiker und Maler vereint. Der 1990 gegründete Bund gehört zu den rührigsten innerhalb der Domowina.

### Sport
In der Stadt ansässig ist der Fußballverein FSV Budissa Bautzen, der von 2014 bis 2019 in der viertklassigen Regionalliga Nordost spielte, von 2019 bis 2021 in der sechstklassigen Sachsenliga agierte und seit dem Sommer 2021 in der fünftklassigen NOFV-Oberliga Süd antritt. Sein Heimplatz ist das Multifunktionsstadion Müllerwiese, welches auch für Leichtathletikveranstaltungen ausgestattet ist und sich im Süden der Stadt im Spreetal befindet.
Ein lokal ebenfalls bedeutender Verein, der besonders in der Jugendarbeit aktiv ist, ist der SV Bautzen. Spielstätte ist der 2004 eingesetzte Kunstrasenplatz an der Thrombergstraße.
Zu DDR-Zeiten war Bautzen eine Hochburg des Kegelsports, insbesondere im Bereich Bowling. Besonders die BSGs Motor Bautzen und Fortschritt Bautzen konnten in dieser Zeit auf eine Vielzahl an Erfolgen im Herren-Einzel und der Herren-Mannschaft verweisen. Beispielsweise war von 1970 bis 1990 bei allen DDR-Bowlingmeisterschaften immer ein Team aus Bautzen unter den drei Erstplatzierten, oftmals sogar beide Teams. In diesen 20 Jahren war siebenmal eine Mannschaft aus Bautzen DDR-Meister.
Die Volleyball-Abteilung des MSV Bautzen 04 spielte bereits in der Regionalliga Ost. Heimspiele finden immer in der Schützenplatzhalle statt.
Seit 1989 existiert die Rodelbahn Bautzen, welche durch den Verein SG Bautzen Nord e. V., Fachabteilung Schlittensport betreut wird. Sie dient als Trainingszentrum.

### Steinhaus
Das Steinhaus ist ein Kulturzentrum auf der Steinstraße mit Konzertsaal, Café, Theaterbühne, Kino, Atelier, Galerie und vielen anderen Angeboten, das vom Steinhaus e. V. betrieben wird. Das heutzutage größte soziokulturelle Zentrum Ostsachsens entstand aus dem FDJ-Jugendhaus „Willy Mirtschin“, welches nach 1990 in ein offenes Jugendhaus umgewandelt wurde. Zu den alljährlichen Großveranstaltungen gehören der Bandwettbewerb BEAT sowie in der Vergangenheit der Breakdance-Wettbewerb Battle of the East sowie der Bautzener Skate-Contest. Von 2012 bis 2014 wurde das Haus grundlegend saniert und ausgebaut.

### Regelmäßige Veranstaltungen
Im Frühjahr findet regelmäßig das Straßenfest „Bautzener Frühling“ statt. Überregionale Bedeutung hat auch das traditionelle Ostereierschieben zum Osterfest auf dem am westlichen Stadtrand gelegenen Protschenberg. Es ist das größte Kinderfest in der Region mit inzwischen überregionaler Anziehungskraft. Bautzen ist einer der Ausgangspunkte für das Osterreiten. Der Bautzener Wenzelsmarkt zählt zu den ältesten Weihnachtsmärkten Deutschlands. Sehr beliebt sind auch die Freiluftvorstellungen des Bautzener Theatersommers vom Deutsch-Sorbischen Volkstheater, die meistens auf dem Hof der Ortenburg stattfinden. Seit 1993 findet alljährlich im September der „Internationale Bautzener Stadtlauf“ statt, welcher die größte Laufveranstaltung der Oberlausitz darstellt.

### Kulinarische Spezialitäten
Berühmt ist der Bautzner Senf. Im Bautzener Senfladen gibt es eine große Auswahl verschiedener Sorten Bautz’ner Senf und anderer Produkte, wie Bautzener Biere, die als Mitbringsel gedacht sind.
In verschiedenen Restaurants kann man typische sorbische Gerichte ausprobieren. Zur Zeit der Vogelhochzeit am 25. Januar gibt es wie in weiten Bereichen der Lausitz verschiedene Spezialgebäcke, zum Beispiel in Form von Nestern und Vögeln.
Gerichte wie „Teichlmauke“ werden in vielen alten Bautzener Familien noch regelmäßig zubereitet, obwohl dieses Gericht eher für den südlichen Landkreis Bautzen, zum Beispiel in Schirgiswalde typisch ist.

## Wirtschaft und Infrastruktur

### Wirtschaft

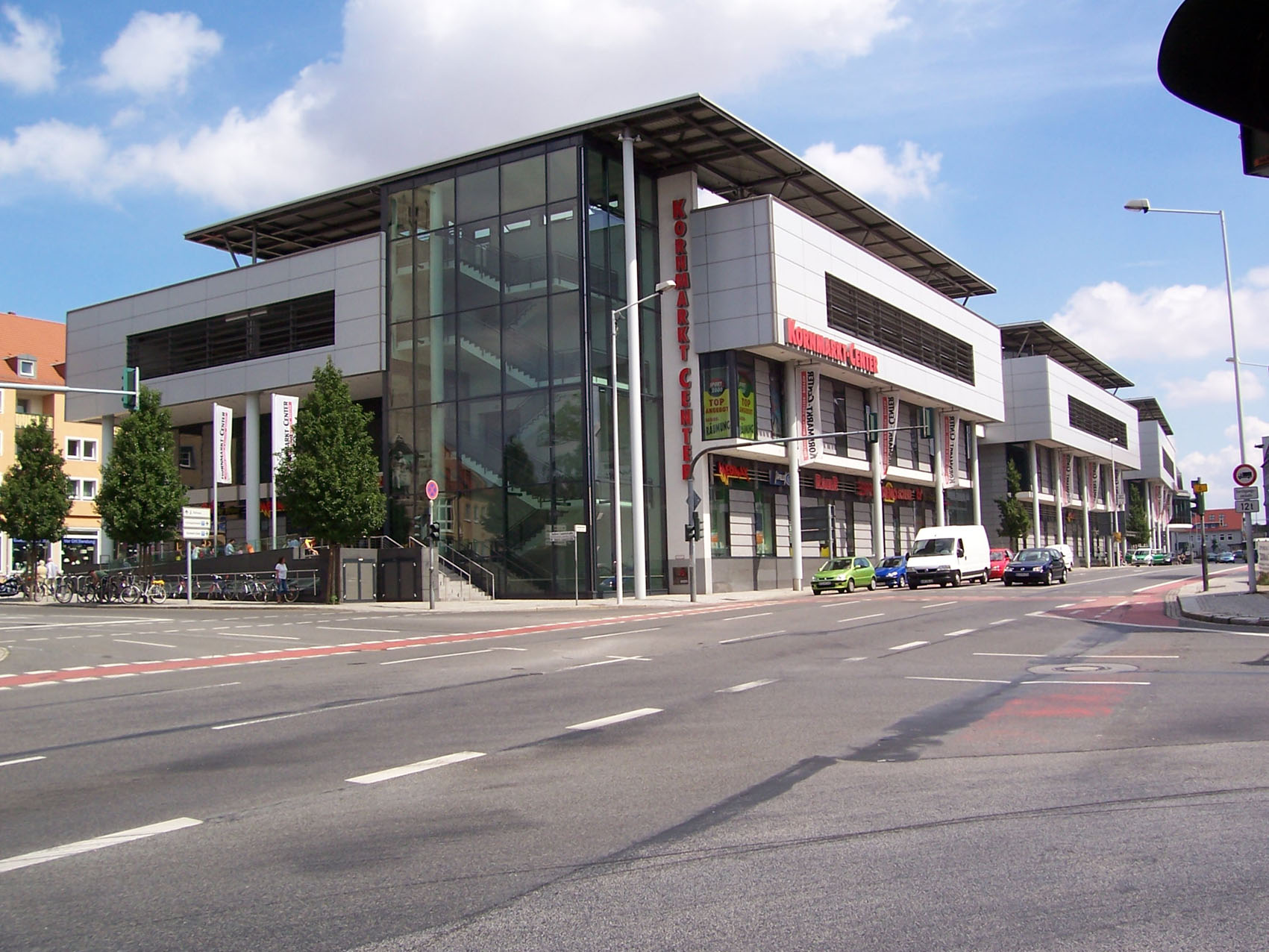
Das Kornmarkt-Center im Stadtzentrum Bautzens

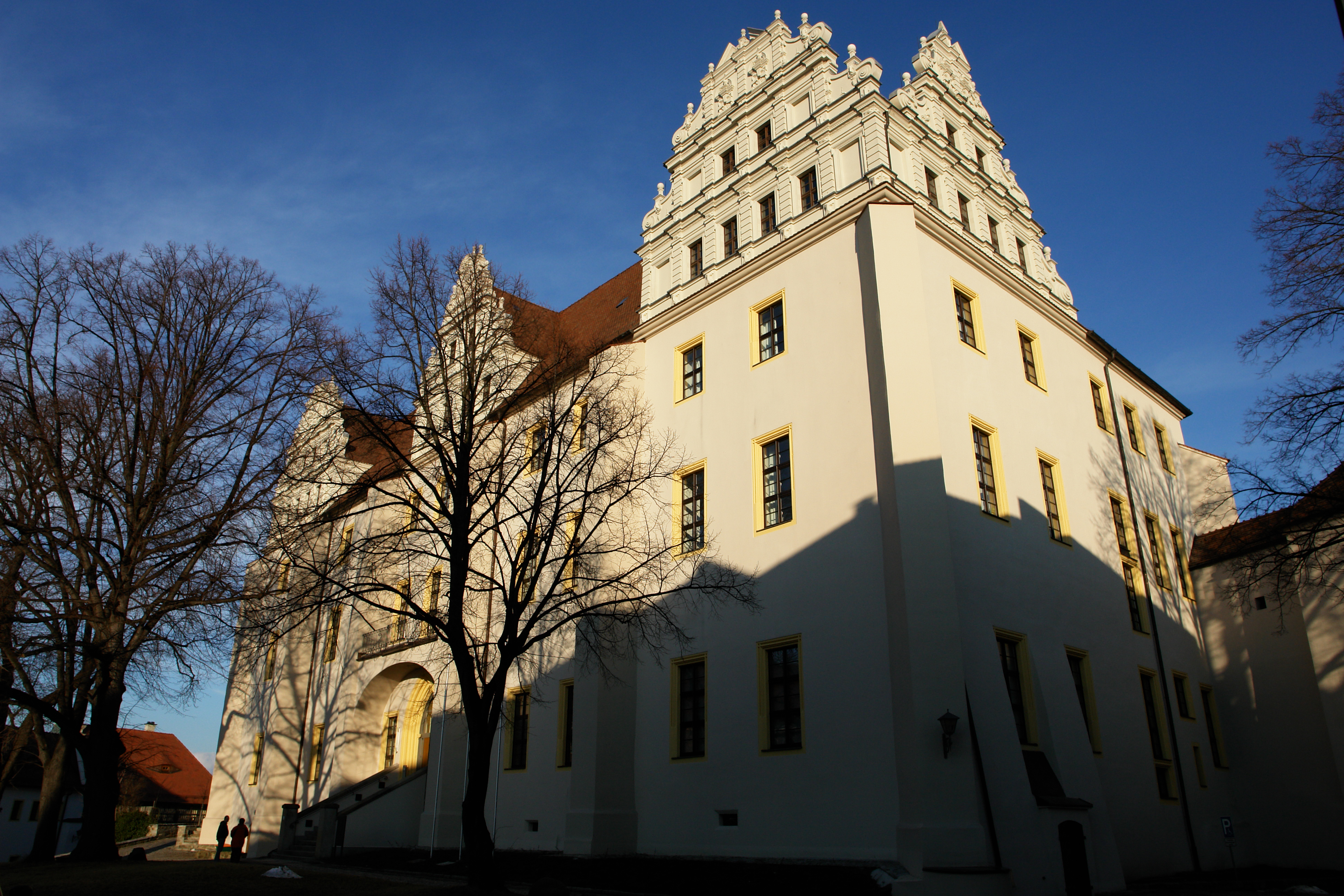
Ortenburg: Sitz des Sächsischen OVG

In einer jährlich von der Sächsischen Staatskanzlei veröffentlichten Studie zur Wirtschaftsstärke der sächsischen Städte  belegte Bautzen mehrfach den Spitzenplatz. Dabei werden verschiedene Wirtschaftsmerkmale, zum Beispiel Steueraufkommen und Anzahl sozialabgabenpflichtiger Arbeitsplätze, mit der Einwohnerzahl ins Verhältnis gesetzt.
Bautzen verdankt seine relative Wirtschaftskraft (immer bezogen auf ostdeutsche, mittelstädtische Verhältnisse) vor allem der traditionell sehr gemischten Branchenstruktur der lokalen Wirtschaft. Die strukturelle Vielfalt gründet sich auf Unternehmen, die zum großen Teil schon eine lange Tradition am Standort Bautzen haben. Dieser vielfältige Branchenmix verursacht eine relativ geringe Krisenanfälligkeit der lokalen Gesamtwirtschaft in Zeiten, in denen einzelne Wirtschaftszweige stark unter Druck geraten.
Ein weiterer wesentlicher Punkt ist, dass Bautzen traditioneller Verwaltungsstandort ist (siehe zum Beispiel Kreishauptmannschaft Bautzen) und deshalb eine überdurchschnittlich hohe Rate an öffentlich Bediensteten (Justizverwaltung, Gerichte, Justizvollzug) sowie eine entsprechend hohe Anzahl von Rechtsanwälten und Notaren aufweisen kann.
Bautzen ist der bedeutendste Arbeitsort der Region Oberlausitz-Niederschlesien. Mit 24.009 sozialversicherungspflichtigen Beschäftigten lag die Stadt 2007 zum Beispiel deutlich vor dem bevölkerungsreicheren Görlitz mit 17.496 Beschäftigten (Quelle: Statistisches Landesamt des Freistaates Sachsen). 68 % sind Einpendler, die aus der gesamten Region und sogar aus Dresden kommen und in Bautzen arbeiten. Entsprechend dem hohen Einpendlerüberschuss ist die Beschäftigungsquote sehr hoch und liegt bei 578 sozialversicherungspflichtigen Beschäftigten je 1.000 Einwohner – der höchste Wert in Sachsen.
Aufgrund der hohen zentralen Bedeutung der Stadt für die Region (nach dem Integrierten Stadtentwicklungskonzept der Stadt Bautzen gehören zum direkten Einzugsbereich von Bautzen über 200.000 Menschen) und der damit zusammenhängenden hohen Zahl an Einpendlern aus einem strukturschwachen ländlichen Raum ist die Zahl der Arbeitslosen innerhalb der Stadt Bautzen trotzdem sehr hoch und liegt über dem sächsischen Durchschnitt.
Strukturbestimmende Unternehmen

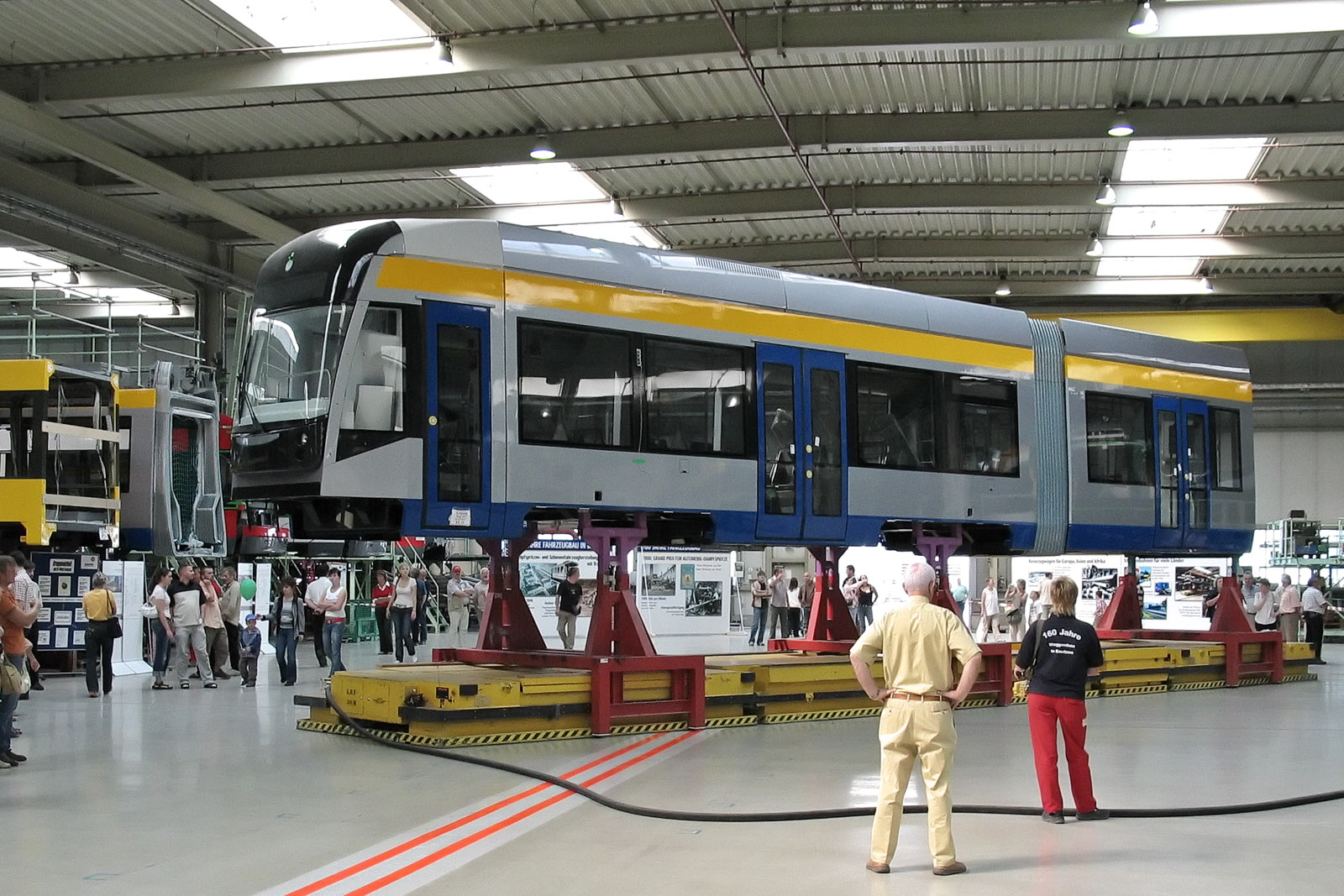
Bombardier Transportation produziert in Bautzen Straßenbahnen

Die Stadt wirbt mit Markenprodukten „Made in Bautzen“ – hier die Rückseite einer Sonderausführung eines Edding mit dem Bautzen-Logo

- AFT Förderanlagen Bautzen GmbH – Die Firma stellt mit rund 80 Mitarbeitern[42] am Standort Bautzen (Stand: Juli 2014) insbesondere Fördersysteme wie z. B. Bodentransportanlagen für die Montagestraßen der Automobilindustrie her.
- Bombardier Transportation (Bahntechnologie) – Die frühere DWA als Bahnsparte produziert seit vielen Jahren traditionell in Bautzen. Das Werk beschäftigt aktuell (Stand: Juli 2014) rund 1200 Mitarbeiter, allerdings sollen 125 Stellen bis 2016 abgebaut werden.[43]
- DEBAG Deutsche Backofenbau GmbH – produziert seit 90 Jahren mit zurzeit 120 Mitarbeitern professionelle Backofenlösungen.
- Die Deutsche Post AG betreibt in Bautzen eines ihrer insgesamt 82 Briefzentren in Deutschland.
- Develey Feinkostfabrik GmbH – Der deutsche Marktführer im Senfgeschäft übernahm 1992 die Marke und investierte in die Produktion des seit 2006 gesamtdeutschen Marktführers (22 %) Bautz’ner Senf.
- Hentschke Bau GmbH – Bauindustrieunternehmen, machte 2010 mit 670 Mitarbeitern einen Umsatz von 140 Millionen Euro.
- Hermann Eule Orgelbau Bautzen – Im Besitz der Familie Eule, einer der größten Betriebe Deutschlands für Neubau und Restaurierung von Orgeln
- Perfecta Schneidemaschinenwerk – produziert Industrieschneidmaschinen.
- Sphairon Technologies GmbH – War einst mit über 200 Hightech-Arbeitsplätzen einer der bedeutendsten Arbeitgeber und einer der weltweit führenden[44] Anbieter und Hersteller von Produkten aus dem Bereich der Telekommunikation und Netzwerktechnik. Die Ursprünge der Firma gehen auf den VEB Fernmeldewerk Bautzen zurück. Nach abgewendeter Insolvenz im Jahr 2010 und Aufgabe der Produktion in Bautzen Anfang 2012 ist die Anzahl der Beschäftigten auf weniger als 100 gesunken.
- V. D. Ledermann & Co. GmbH (ein Unternehmen der Edding AG) – hat 1993 Teile der Markant-Schreibgeräteproduktion übernommen und produziert jetzt in neuen Gebäuden Schreibgeräte und Marker.
- Meisters Wurst- und Fleischwaren Bautzen GmbH – 65 Mitarbeiter produzieren seit 1890 Wurst- und Fleischspezialitäten.[45]

Positiv trägt zur Wirtschaftskraft auch die Nähe zum Flughafen Dresden bei. Die im dortigen Bereich angesiedelten Firmen der Hochtechnologie bieten zahlreichen Bautznern qualifizierte Arbeitsplätze. Der Verwaltungsstandort Bautzen ist auch ein wichtiger überregionaler Arbeitsort für Angestellte des Öffentlichen Dienstes.
Darüber hinaus befindet sich das größte Heizkraftwerk des regionalen Energieversorgers ENSO im nördlichen Stadtgebiet. Mit einer thermischen Leistung von 72 MW und einer elektrischen Leistung von 2 MW (jeweils maximal) nutzt es als Brennstoff den einheimischen Rohstoff Braunkohle sowie Erdgas.

### Öffentliche Einrichtungen
In Bautzen ist der Hauptsitz des Landratsamtes des Landkreises Bautzen. Ferner ist Bautzen Sitz des Amtsgerichts Bautzen und einer Außenstelle des Landgerichts Görlitz sowie des Sächsischen Oberverwaltungsgerichts. Ebenfalls die Verbandsverwaltung des Regionalen Planungsverbandes Oberlausitz-Niederschlesien hat in Bautzen ihren Sitz.

### Medien
Das Verlagswesen hat in Bautzen eine lange Tradition. Um 1550 richtete der Leipziger Drucker Nikolaus Wolrab erstmals eine Druckerei ein. In der Wolrabschen Druckerei erschienen unter anderem Schriften des Bautzener Dekans Johann Leisentrit.
Im Sommer 1990 wurde das Anzeigenblatt „Bautzener Bote“ gegründet. In der Stadt befindet sich auch die Redaktion der sorbischen Tageszeitung Serbske Nowiny, die vom Domowina-Verlag herausgegeben wird, der heute in Bautzen das wichtigste Unternehmen dieser Art ist.
Über das Lokalgeschehen in und um Bautzen berichten die Sächsische Zeitung, der WochenKurier sowie der Oberlausitzer Kurier.

### Verkehr

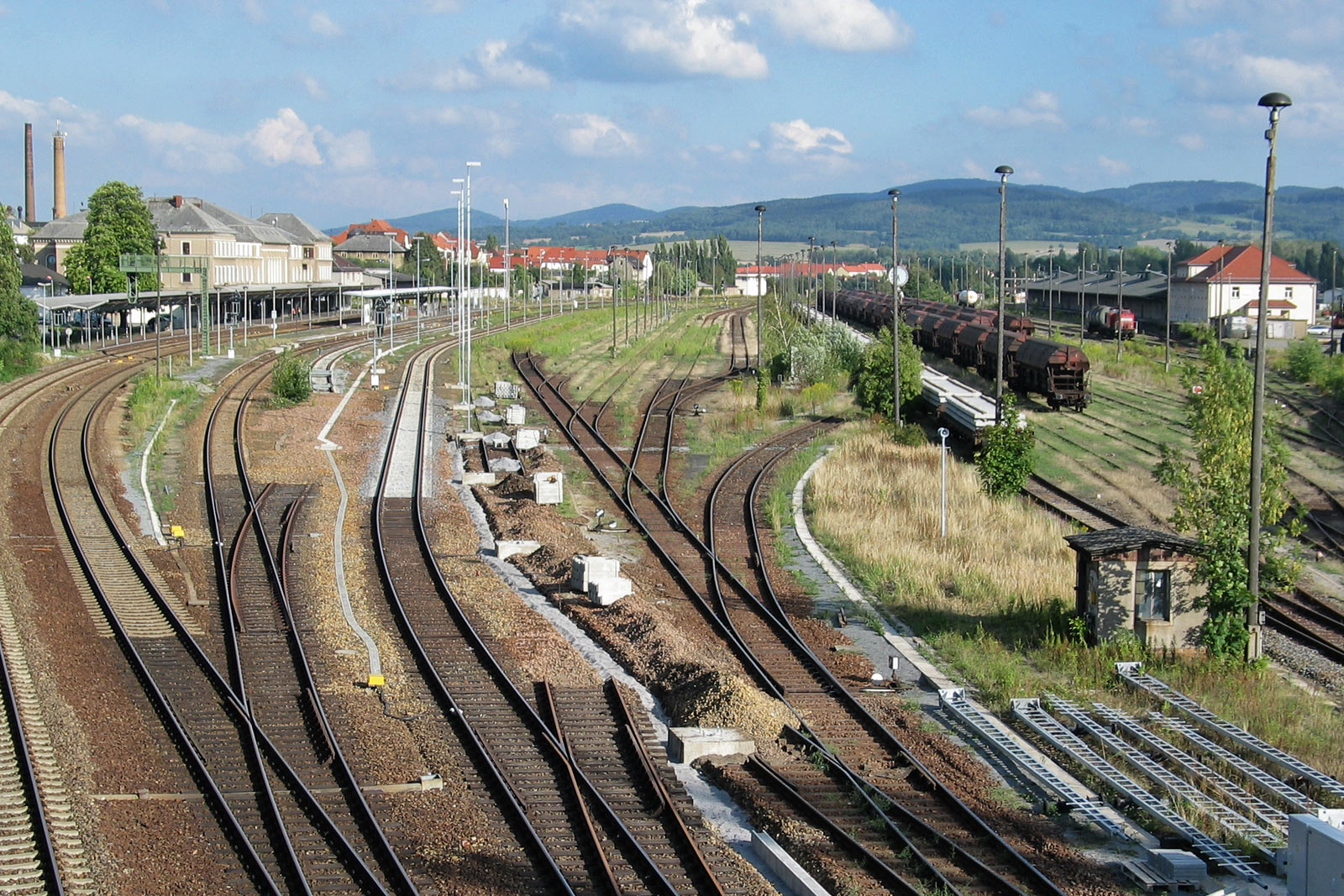
Bahnhof Bautzen

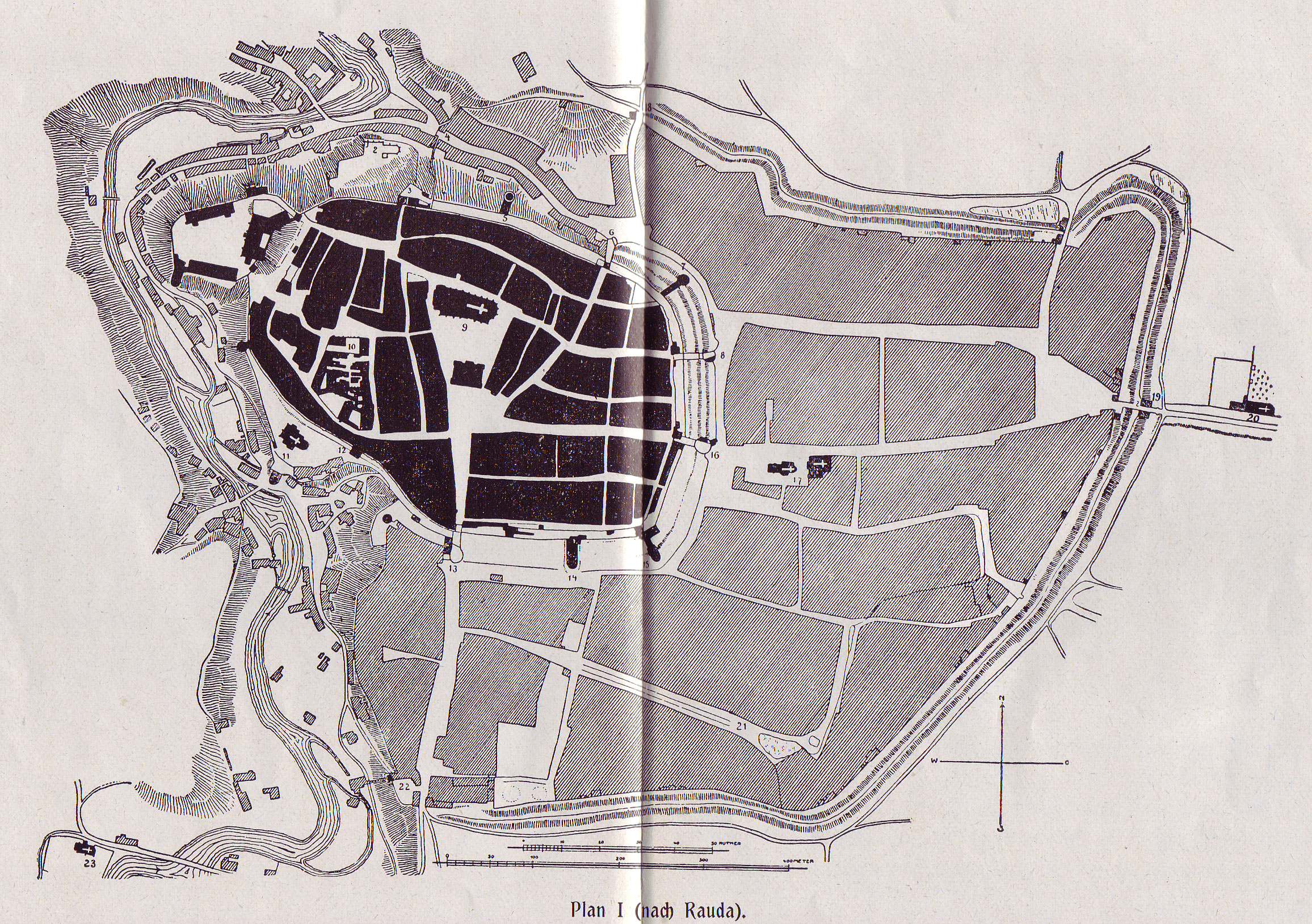
Alter Stadtplan (ca. 1825)

Bautzen ist über die Anschlussstellen Bautzen-Ost, Bautzen-West und Salzenforst an die Bundesautobahn 4 Dresden–Görlitz angebunden. Die Bundesstraße 6 umgeht von Görlitz kommend seit der Eröffnung der Westtangente im Dezember 2013 die Innenstadt und die Friedensbrücke, wo es zuvor besonders nachmittags häufig zu Staus kam. Die B 96 von Zittau nach Berlin verläuft vom Süden der Stadt ebenfalls über die Westtangente in die Westvorstadt, bevor sie das Stadtgebiet im Nordwesten verlässt. Die B 156 von Weißwasser umgeht seit 2003 das Stadtgebiet auf einer neu gebauten Trasse. Der Autobahnzugang für das nördliche Kreisgebiet und Hoyerswerda wird seit 2006 ebenfalls durch eine Zubringertrasse verbessert. Die Bundesstraßen 96 und 156 sowie die Bundesautobahn 4 bilden einen Ring um Bautzen.
Der Bahnhof Bautzen wurde im Rahmen des Baus der Sächsisch-Schlesischen Eisenbahn am 23. Juni 1846 eröffnet. Er ist Halt für Regionalbahn- und Regionalexpress-Linien des Trilex der Länderbahn. Es bestehen direkte Bahnverbindungen auf der Bahnstrecke Görlitz–Dresden und bis Zgorzelec. Die durchgehenden Züge nach Berlin bzw. Cottbus (über Hoyerswerda), Zittau und Bad Schandau wurden in den 1990er Jahren stillgelegt; somit hat die Stadt ihren Status als Bahnknotenpunkt der Oberlausitz verloren. Bis 1972 verkehrten über die Bahnstrecke Löbau–Radibor Züge nach Weißenberg.
Der Regionalbus Oberlausitz betreibt in Bautzen sieben Stadtbuslinien. Des Weiteren werden Bautzen und das Umland mit mehreren Regionalbuslinien verbunden. Fernbusse verkehren dreimal wöchentlich über Cottbus nach Berlin (Fr/Sa/So) und zurück (Do, Fr, So) sowie zweimal nach München (Fr/So). Regionalbusse halten am Zentralen Omnibusbahnhof auf dem August-Bebel-Platz, Fernbusse am Pendlerparkplatz Schliebenstraße.
Rund 3 km östlich der Stadt liegt der Flugplatz Bautzen. Der nächste Verkehrsflughafen ist der Flughafen Dresden.

## Bildung
Bautzen verfügt über sechs Grundschulen, vier Oberschulen, fünf Gymnasien (Schiller-Gymnasium, Philipp-Melanchthon-Gymnasium, Sorbisches Gymnasium, zwei berufliche Gymnasien) und zwei Förderschulen.
Aufbauend auf der Tradition der früheren Ingenieurschule, studieren mehr als 500 Studenten an der Berufsakademie Sachsen – Staatliche Studienakademie Bautzen, welche ein dreijähriges duales Studium in den Studienbereichen Finanzmanagement, Öffentliche Wirtschaft (Public Management), Wirtschaftsinformatik, Elektrotechnik, Medizintechnik und Wirtschaftsingenieurwesen anbietet.

## Persönlichkeiten
Personen, die mit der Stadt in Verbindung stehen, sowie die Ehrenbürger Bautzens sind in der Liste von Persönlichkeiten der Stadt Bautzen aufgeführt, die Bürgermeister in der Liste der Bürgermeister von Bautzen.

### Allgemeine Darstellungen
- Um Bautzen und Schirgiswalde (= Werte der deutschen Heimat. Band 12). 1. Auflage. Akademie-Verlag, Berlin 1967.
- Karl Wilke: Chronik der Stadt Budissin (Bautzen) von Erbauung der Stadt bis zum Jahr 1830. nach den Quellen bearbeitet. Hiecke, Bautzen 1843 (Digitalisat).
- Hermann Knothe: Zur ältesten Geschichte der Stadt Bautzen bis zum Jahre 1346. Baensch, Dresden 1884 (Digitalisat).
- Richard Reymann: Geschichte der Stadt Bautzen. Verlag von Gebr. Müller, Bautzen 1902, urn:nbn:de:bsz:14-db-id18885118185.
- Friedrich Reichel: Bautzen (Kunstgeschichtliche Städtebücher), Leipzig 1961.
- Deutscher Städteatlas. Band: IV; 3 Teilband. Acta Collegii Historiae Urbanae Societatis Historicorum Internationalis – Serie C. Im Auftrag des Kuratoriums für vergleichende Städtegeschichte e. V. und mit Unterstützung der Deutschen Forschungsgemeinschaft, hrsg. von Heinz Stoob †, Wilfried Ehbrecht, Jürgen Lafrenz und Peter Johannek. Stadtmappe Bautzen, Autor: Karlheinz Blaschke, ISBN 3-89115-033-4; Dortmund-Altenbeken 1989.
- Andreas Bensch: Chronologie der Stadt Bautzen 1002–2001. Bautzen 2001, ISBN 3-930625-31-8.
- Stadtarchiv Bautzen: Von Budissin nach Bautzen. Beiträge zur Geschichte der Stadt Bautzen. Lusatia Verlag, 2002, ISBN 3-929091-91-7.
- Karin Sczech: Archäologische Untersuchungen zu Bautzen in der Oberlausitz in slawischer Zeit. Archäologische Forschungen am GWZO. Berichte und Beiträge des Geisteswissenschaftlichen Zentrums Geschichte und Kultur Ostmitteleuropas e. V. 2003, 49–64.
- Grit Richter-Laugwitz: Der 17. Juni 1953 in Bautzen. hrsg. vom Stadtarchiv Bautzen, Bautzen 2004, ISBN 3-936758-04-2.
- Tino Fröde: Privilegien und Statuten der Oberlausitzer Sechsstädte. Ein Streifzug durch die Organisation des städtischen Lebens in Zittau, Bautzen, Görlitz, Löbau, Kamenz und Lauban in der frühen Neuzeit. Oberlausitzer Verlag, Spitzkunnersdorf 2008, ISBN 978-3-933827-88-3.
- Silke Kosbab, Kai Wenzel: Bautzens verschwundene Kirchen. Bautzen 2008, ISBN 3-936758-48-4.
- Kai Wenzel: Bautzen – Architektur, Kunst, Geschichte. Dresden 2018, ISBN 978-3-95498-413-8.

### Weitere Medien
- Anne-Sophie Jakubetz, Mathias von der Heide: „Bautzen“, 10-teilige Dokuserie über die Stadt im zeitlichen Umfeld der Stadtratswahl 2019